# Unidos de Vila Isabel
Grêmio Recreativo Escola de Samba Unidos de Vila Isabel (ou simplesmente Unidos de Vila Isabel) é uma escola de samba brasileira da cidade do Rio de Janeiro, sediada no bairro de Vila Isabel. A agremiação foi fundada em 4 de abril de 1946 por Antônio Fernandes da Silveira (Seu China); Aílton Cléber da Silva; Antonio Rodrigues (Tuninho Carpinteiro); Ari Barbosa; Cesso da Silva; Joaquim José Rodrigues (Quinzinho); Osmar Mariano; Paulo Gomes de Aquino (Paulo Brazão); e Servan Heitor de Carvalho. Também participaram da fundação outros sambistas e foliões da região. A fundação, e primeira sede da escola, foi na casa de Seu China, no Morro dos Macacos, comunidade ligada à escola. A agremiação tem como símbolo uma coroa, em referência à Princesa Isabel, que dá nome ao bairro da Vila. Suas cores oficiais são o branco e o azul-celeste. As cores foram escolhidas em homenagem à escola de samba Azul e Branco do Salgueiro, frequentada por Seu China. A Azul e Branco também foi responsável por batizar a Unidos de Vila Isabel. Posteriormente, a Vila foi rebatizada pela Portela, que ganhou o título de escola-madrinha. A quadra da Unidos de Vila Isabel fica localizada no Boulevard 28 de Setembro, número 382, no bairro de Vila Isabel.
A Vila possui três títulos de campeã do carnaval carioca, conquistados em 1988, 2006 e 2013. Também foi campeã da segunda divisão em 1979 e 2004; e da terceira divisão em 1960. O primeiro desfile da Vila foi no carnaval de 1947. Em 1988, a escola conquistou seu primeiro título de campeã, com o histórico "Kizomba, Festa da Raça", frequentemente listado por especialistas entre os melhores desfiles da História do carnaval. Ao longo dos anos, a Vila coleciona prêmios e homenagens. A escola é uma das maiores vencedoras do Estandarte de Ouro, considerado o "óscar do carnaval"; além de possuir diversas outras premiações. Em 2001, foi condecorada com a Ordem do Mérito Cultural. Em 2023 foi declarada como Patrimônio Cultural Imaterial, Social e Turístico da cidade do Rio de Janeiro. A Velha Guarda da escola também foi declarada Patrimônio Cultural de Natureza Imaterial da cidade do Rio.
Sua discografia é marcada por clássicos do gênero de samba enredo como "Sonho de Um Sonho" (1980); "Pra Tudo se Acabar na Quarta-feira" (1984); "Raízes" (1987); "Kizomba, Festa da Raça" (1988); "Gbala" (1993); "Muito Prazer! Isabel de Bragança e Drummond Rosa da Silva, mas Pode Me Chamar de Vila" (1994); e "A Vila Canta o Brasil, Celeiro do Mundo" (2013). Entre seus compositores mais famosos estão Martinho da Vila, Paulo Brazão, André Diniz e Evandro Bocão. A escola tem ainda outras personalidades marcantes em sua história, como o intérprete Gera; os mestres de bateria Mug e Ernesto; o presidente e patrono Capitão Guimarães; e o músico Mestre Trambique, um dos fundadores da escola mirim Herdeiros da Vila.

## Fundação
Antônio Fernandes da Silveira, conhecido como Seu China por ter "olhos puxados", apesar não ter ascendência oriental, foi o mentor da Unidos de Vila Isabel. Seu China era pintor e residia no Morro do Salgueiro, onde fundou o Bloco Verde e Branco, que mais tarde originou a escola de samba Depois Eu Digo. Também frequentava a escola Azul e Branco do Salgueiro, que depois deu origem à Acadêmicos do Salgueiro. Em 1945, Seu China se mudou para o Morro dos Macacos. Entrando em contato com o carnaval de Vila Isabel, era convidado a participar de blocos carnavalescos, porém, recusava os convites. Achava que o bairro de Noel Rosa merecia ter uma escola de samba.
No domingo de carnaval do ano de 1946, Seu China conversava com um grupo de amigos em um bar, situado na Praça Barão de Drummond, na esquina com a Rua Barão de São Francisco, enquanto desfilava por ali o Bloco Acadêmicos da Vila, agremiação do Morro do Pau da Bandeira, de cores vermelho e branco. Chamou a atenção de Seu China a maneira organizada do bloco desfilar, com os componentes fantasiados e cercados por uma corda, parecendo uma "mini escola de samba". A partir de então, teve a ideia de fundar a primeira escola de samba de Vila Isabel. China solicitou ao menino José Ferreira Leite, de então 15 anos, que verificasse qual documentação era necessária para o registro da nova agremiação. Também levou os foliões de Vila Isabel para assistir ao desfile da Azul e Branco do Salgueiro, na Praça Onze. Após o carnaval de 1946, Seu China se reuniu com os componentes do Acadêmicos da Vila, que aceitaram a ideia de fundar uma escola de samba. O grupo também recebeu o apoio do bloco de Dona Maria Tataia, e dos times de futebol Unidos da Vila e Vila Isabel Futebol Clube.
A Unidos de Vila Isabel foi fundada em 4 de abril de 1946, no quintal da casa de Seu China, na Rua Senador Nabuco, número 248, casa 3, na subida do Morro dos Macacos, onde funcionou a primeira sede da agremiação. A escola foi fundada por Antônio Fernandes da Silveira (Seu China); Aílton Cléber da Silva; Antonio Rodrigues (Tuninho Carpinteiro); Ari Barbosa; Cesso da Silva; Joaquim José Rodrigues (Quinzinho); Osmar Mariano; Paulo Gomes de Aquino (Paulo Brazão); e Servan Heitor de Carvalho. Também participaram da fundação: José Ferreira Leite; Djalma Fernandes da Silveira (Filho de Seu China; também conhecido como Djalma Sapo); Dulcinéia Gomes de Aquino (irmã de Paulo Brazão, foi a primeira diretora da Ala das Baianas); Peti (uma das primeiras baianas da escola); Enock (conhecido como carioca); entre outros sambistas e foliões da região. Cada um dos fundadores foi escolhido para exercer uma função na diretoria da nova agremiação: Seu China foi o primeiro presidente; Paulo Brazão foi diretor de harmonia, diretor geral, e compositor dos primeiros sambas da escola; Osmar Mariano era diretor de bateria; Antonio Rodrigues, o tesoureiro; Ari Barbosa, o secretário; Joaquim José Rodrigues, o procurador; e José Ferreira Leite era o representante da agremiação na União Geral das Escolas de Samba do Brasil. Tião Arroz foi o primeiro mestre-sala; Raquel Amaral foi a primeira porta-bandeira; e Célia Fernandes de Souza, a primeira rainha da agremiação. No dia 27 de dezembro de 1946, a Unidos de Vila Isabel foi filiada à União Geral das Escolas de Samba do Brasil, conquistando o direito de disputar o campeonato do carnaval do ano seguinte.

## Nome, símbolo, cores e escola-madrinha
O nome "Unidos de Vila Isabel" faz referência ao bairro de origem da agremiação. Não se sabe, porém, de quem foi a ideia do nome. A escola tem como símbolo uma coroa, em referência à Princesa Isabel, que dá nome ao bairro da Vila. Suas cores oficiais são o branco e o azul, sendo que a Vila adota o tom de azul-celeste. As cores foram escolhidas em homenagem à Azul e Branco do Salgueiro, escola frequentada por Seu China anteriormente. A Azul e Branco também foi responsável por batizar a Unidos de Vila Isabel, antes de ser extinta, em 5 de março de 1953, quando se uniu à Depois Eu Digo para fundar a Acadêmicos do Salgueiro. Posteriormente, a Vila foi rebatizada pela Portela, que ganhou o título de escola-madrinha.

## Bandeira e brasão
A bandeira da escola possui dezesseis raios de cores intercaladas, sendo oito brancos e oito em azul-celeste, partindo do centro em direção às extremidades do pavilhão, que tem forma retangular. O modelo, com raios partindo de um círculo, lembrando o nascer do sol, tem formação semelhante à Bandeira do Sol Nascente, e é adotado pela maioria das escolas de samba. No centro da bandeira, de onde partem os raios, localiza-se o emblema da agremiação. O emblema possui dois círculos concêntricos; no círculo de fora, está inscrito o nome da escola; no círculo de dentro, está o brasão da agremiação. Acima do emblema, estrelas douradas representam o número de campeonatos da escola, sendo uma estrela para cada título. Abaixo do brasão, está a inscrições do ano de confecção da bandeira.
O brasão da Unidos de Vila Isabel possui diversos símbolos, repletos de significados. Consiste em um escudo encimado pela coroa da Princesa Isabel, o símbolo da escola. Na metade de cima do escudo, há o desenho de um sol nascendo encimado por uma faixa azul com a inscrição "GRESUVI" (Grêmio Recreativo Escola de Samba Unidos de Vila Isabel) e um resplendor sobre os dois. Esta primeira parte representa o nascimento da escola de samba. Na metade de baixo do escudo, há a figura de três símbolos: uma clave de sol, representado a música em geral; um pandeiro, representando o samba; e uma pena de ave, utilizada na antiguidade para escrever, simbolizando o ato de compor. Não se sabe quem montou a bandeira e o brasão da escola, nem como se deu a escolha.

## História

Desfile da Unidos de Vila Isabel de 1972. Arquivo Nacional.

A casa de "China", primeiro presidente da escola, serviu até 1958 como sede administrativa da agremiação. Os ensaios eram realizados no Campo do Andaraí. O primeiro enredo da Vila, De Escrava a Rainha, contou com apenas 100 componentes desfilando na Praça Onze: 27 ritmistas, 13 baianas e mais 50 pessoas. Paulo Brazão, um dos fundadores da escola, foi um dos maiores ganhadores de samba-enredo da Vila Isabel, em 1960, a escola ficou em primeiro lugar no Grupo 3, com o enredo Poeta dos Escravos.
Uma das figuras mais conhecidas da escola é, sem dúvida, Martinho da Vila. Sua entrada na agremiação aconteceu em 1965: ele fazia parte da Escola de Samba Aprendizes da Boca do Mato e já estava partindo para o Império Serrano, quando surgiu o convite para integrar a ala de compositores da Vila Isabel. Na nova escola, Martinho reestruturou a forma de compor sambas de enredo, com a introdução de letras e melodias mais suaves, emplacando 4 sambas consecutivamente. No Carnaval de 1967, Martinho da Vila compôs Carnaval de Ilusões, em 1968 Quatro Séculos de Modas e Costumes, em 1969, Iaiá do Cais Dourado e em 1970, Glórias Gaúchas. Em 1979, a Vila saiu vitoriosa do Grupo 1B, com um enredo feito por Yêdda Pinheiro, falando sobre Os dourados anos de Carlos Machado. Foi a primeira vez que uma escola homenageou um vulto da cultura ainda vivo. Hoje é lugar comum, mas esta foi a primeira vez em que isto foi feito.

### Década de 1980
De volta ao primeiro grupo, a Vila alternou entre bons e maus momentos. Com a chegada de Capitão Guimarães à presidência da escola, passou a contar com um patrono do jogo do bicho, como vinha acontecendo com outras agremiações. Com a saída de Guimarães da presidência, a escola perdeu sua quadra e voltou a enfrentar uma crise financeira. Justamente nesse momento tão complicado, conquistou seu primeiro título de campeã com um desfile que entrou pra história do carnaval. Também na década de 1980, a Vila produziu grandes clássicos do gênero samba-enredo como "Sonho de Um Sonho" (1980); "Pra Tudo se Acabar na Quarta-feira" (1984); "Raízes" (1987) e "Kizomba, Festa da Raça" (1988).
- 1980: "Sonho de Um Sonho"

Para o carnaval de 1980, a AESCRJ tomou a polêmica decisão de abolir os quesitos Mestre-Sala e Porta-Bandeira e Comissão de Frente com a justificativa de que eles estavam se tornando onerosos, visto que as escolas estavam negociando financeiramente os melhores profissionais. Apesar de não estarem sendo julgados, a apresentação dos segmentos foi mantida como obrigatória. Terceira escola a se apresentar pelo Grupo 1A, a Vila desfilou com um enredo desenvolvido pelos carnavalescos Fernando Costa e Sílvio Cunha, baseado no poema Sonho de Um Sonho de Carlos Drummond de Andrade. O grande destaque do desfile foi o samba-enredo composto por Martinho da Vila, Rodolpho de Souza e Tião Graúna, que pedia "As mentes abertas sem bicos calados" e "a prisão sem tortura" numa época em que o Brasil, ainda sob ditadura militar, passava por um processo de redemocratização. Em carta endereçada a Martinho e publicada pelo Jornal do Brasil, Carlos Drummond elogiou o samba, baseado em seu poema.

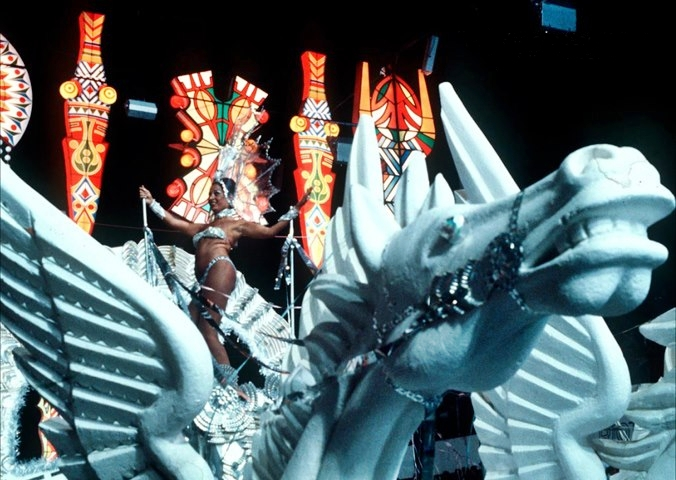
Desfile da Vila no carnaval de 1980.

Cerca de quinhentas crianças encerraram o desfile da Vila formando uma espécie de "escola mirim", com comissão de frente, casal de mestre-sala e porta-bandeira e bateria formadas por crianças. A escola recebeu gritos de "já ganhou" do público presente na Rua Marquês de Sapucaí. A Vila recebeu três prêmios do Estandarte de Ouro: melhor samba-enredo; melhor bateria; e Personalidade do Ano para Mestre Trambique por liderar a bateria de crianças da Vila, projeto social iniciado por ele no Morro dos Macacos em 1978. Três escolas venceram o carnaval de 1980 empatadas (Beija-Flor, Imperatriz e Portela). No segundo lugar, houve um novo empate com mais três escolas: Mocidade, União da Ilha e Vila Isabel. Na prática, a Vila seria a quarta colocada (com três escolas à sua frente), mas oficialmente foi declarada vice-campeã, conquistando o melhor resultado de sua história até então. A Vila conseguiu a nota máxima na maioria dos quesitos. As exceções foram no quesito Conjunto, com a perda de três pontos; Alegorias, com a perda de um ponto; e o premiado samba-enredo, que também perdeu um ponto.
- 1981: "Dos Jardins do Éden à Era de Aquarius"

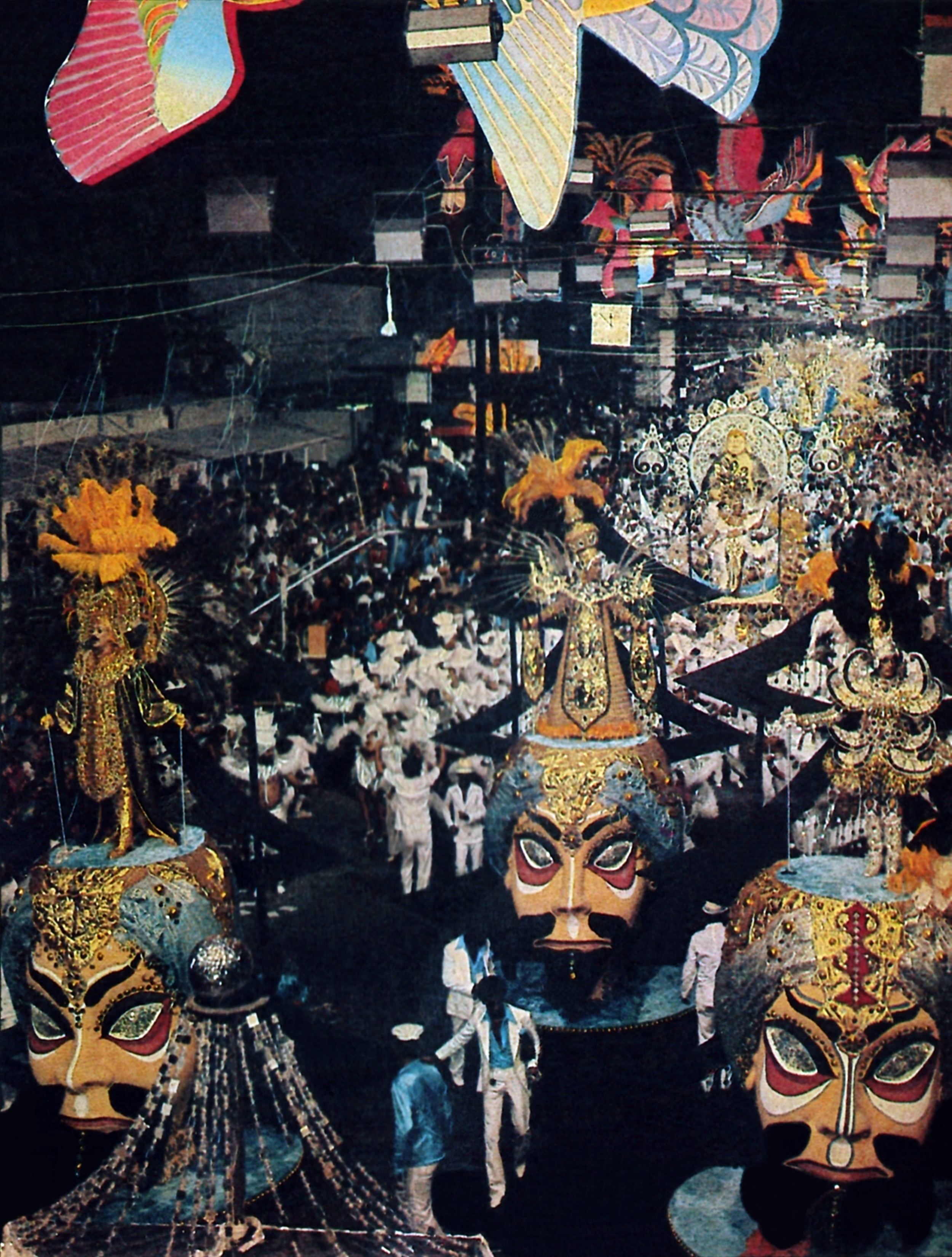
Desfile da Vila no carnaval de 1981.

A Vila foi a segunda escola a se apresentar pelo Grupo 1A do carnaval de 1981. O carnavalesco Sílvio Cunha desenvolveu um enredo sobre a astrologia esotérica, passando pelos signos do Zodíaco, e terminando com a busca pela paz. O carro abre-alas da escola enguiçou e precisou desfilar puxado por um guincho. As mulheres que desfilariam em cima da alegoria, desfilaram no chão, atrás da Comissão de Frente. Em sua análise, o Jornal do Brasil listou outros problemas como o samba "em que somente o refrão era cantado"; o enredo "era a própria miscelânea, falando do Éden, Egito, mundo assírio, Índia, árabes, Japão, China, Grécia, africanos, astecas, índios brasileiros até acabar na era de aquarius". Também destacou que a bateria e o carro de som saíram cedo do box, "deixando mais da metade da escola sem som", o que prejudicou na harmonia dos componentes, que não cantaram o samba. Os jurados do prêmio Estandarte de Ouro também criticaram o enredo "mal desenvolvido", apontando que o desfile foi "sem emoção". Perdendo pontos em todos os quesitos, a Vila se classificou na penúltima colocação entre as dez escolas do grupo. Dos dezoito julgadores do carnaval, apenas um deu nota máxima à escola. O quesito mais despontuado foi Harmonia, com a perda de nove pontos. Tanto a Vila quanto o Império Serrano (último colocado) seriam rebaixados para a segunda divisão, mas a AESCRJ e a Riotur decidiram cancelar o rebaixamento, mantendo as duas escolas no primeiro grupo. Após o carnaval, Orlando Alves Pereira (Careca) renunciou ao cargo de presidente, sendo substituído por Waltencir Coelho.
- 1982: "Noel Rosa e os Poetas da Vila nas Batalhas do Boulevard"

Para o carnaval de 1982, a Vila contratou o carnavalesco Viriato Ferreira, campeão com a Portela em 1980. Primeira escola a se apresentar pela Grupo 1A, a Vila realizou um desfile sobre os antigos carnavais do bairro de Vila Isabel e as batalhas de confetes no Boulevard 28 de Setembro; além de homenagear Noel Rosa e outros poetas do bairro. Especialistas apontaram que a escola realizou um bom desfile, se recuperando da má impressão deixada no ano anterior. O quesito Mestre-sala e Porta-bandeira voltou a ser avaliado, porém, valendo menos do que os demais quesitos. Perdendo pontos em todos os quesitos, a Vila se classificou em décimo lugar, uma posição acima da zona de rebaixamento. Dos vinte julgadores do carnaval, apenas dois deram nota máxima à escola.
- 1983: "Os Imortais"

Para o carnaval de 1983, a Vila novamente trocou de carnavalesco, contratando Fernando Costa, que desenvolveu um enredo sobre seis escritores "imortais" da Academia Brasileira de Letras: Olavo Bilac, Dinah Silveira de Queiroz, Machado de Assis, José de Alencar, Euclides da Cunha e Jorge Amado. O quesito Mestre-sala e Porta-bandeira voltou a valer a mesma pontuação que os demais quesitos. O primeiro casal da escola foi formado por Lúcia e Bira, mestre-sala mirim de treze anos de idade. Terceira escola a se apresentar pelo Grupo 1A, a Vila começou seu desfile debaixo de uma rápida chuva, que parou logo no início da apresentação. Especialistas criticaram o desfile, apontando chance de rebaixamento. Segundo o Jornal do Brasil, além do desfile não empolgar o público, "o enredo foi mal desenvolvido e a escola se apresentou monótona e improvisadamente vestida, com alegorias pobres". A Vila recebeu dois prêmios do Estandarte de Ouro: Destaque Masculino para Paulo Brazão e Melhor Passista Masculino para Chocolate. Com o desfile, a Vila se classificou em nono lugar. A escola conseguiu a pontuação máxima apenas nos quesitos Bateria e Harmonia. O quesito mais despontuado foi Alegorias, com a perda de seis pontos. Após o carnaval, o contraventor do jogo do bicho Aílton Guimarães Jorge, mais conhecido como Capitão Guimarães, assumiu a presidência da Vila, prometendo investir dinheiro na agremiação. Uma de suas primeiras ações foi contratar o premiado casal de mestre-sala e porta-bandeira Peninha e Adriane.
- 1984: "Pra Tudo se Acabar na Quarta-feira"

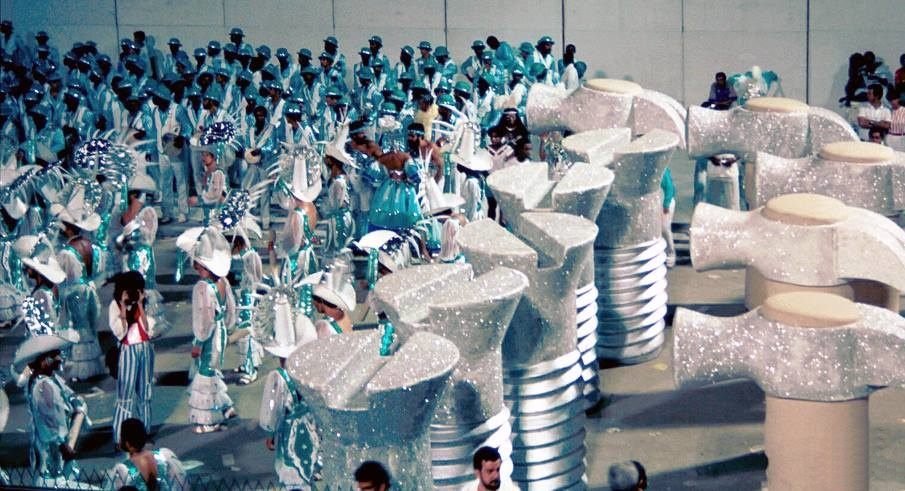
Desfile da Vila no carnaval de 1984, o primeiro realizado no Sambódromo.

O carnaval de 1984 foi o primeiro realizado no Sambódromo da Marquês de Sapucaí, inaugurado no mesmo ano. Pela primeira vez, o desfile da primeira divisão foi dividido em duas noites. A ideia, sugerida pela AESCRJ, foi acatada pela Riotur devido a grande quantidade de escolas de samba. Ficou definido que uma escola seria campeã da primeira noite de desfiles (iniciada no domingo) e outra escola venceria a segunda noite (iniciada na segunda-feira), sendo que os dois desfiles teriam comissões julgadoras diferentes. No sábado seguinte aos desfiles seria realizada uma nova apresentação, valendo o título de Supercampeã, disputada pelas três primeiras colocadas do desfile de domingo mais as três melhores classificadas do desfile de segunda-feira e as duas primeiras colocadas do Grupo 1B (a segunda divisão do carnaval).
A Vila foi a quarta escola a se apresentar na segunda noite de desfiles, competindo com Estácio de Sá; Unidos da Ponte; Mocidade Independente; Imperatriz Leopoldinense; Beija-Flor e Mangueira. Inspirado no poema "A Felicidade" de Vinícius de Moraes, musicado por Tom Jobim, o carnavalesco Fernando Costa desenvolveu um enredo em homenagem a todos que trabalham na preparação do carnaval. O desfile foi dividido em quatro partes, baseadas nos versos do poema: "A gente trabalha o ano inteiro" sobre os trabalhadores anônimos do carnaval; "Por um momento de sonho" sobre a inspiração dos artistas; "Pra fazer a fantasia de rei, ou de pirata ou jardineira" sobre o carnaval em si; "E tudo se acabar na quarta-feira" sobre o fim do carnaval e o retorno ao cotidiano. O grande destaque do desfile foi o samba-enredo, composto por Martinho da Vila, que foi aclamado pela crítica especializada e recebeu o prêmio Estandarte de Ouro. Com o desfile, a Vila obteve o quinto lugar, ficando de fora da zona de classificação para disputar o Supercampeonato. Dos vinte julgadores do carnaval, apenas cinco deram nota máxima à escola. O elogiado samba-enredo perdeu um ponto. O quesito mais despontuado foi Alegorias, com a perda de cinco pontos; enquanto o quesito mais bem avaliado foi Mestre-sala e Porta-bandeira (defendido por Peninha e Adriane), com duas notas máximas. O desfile marcou a despedida do intérprete Marcos Moran, demitido após se desentender com a direção da escola. Em julho de 1984, a Vila Isabel foi uma das agremiações fundadoras da Liga Independente das Escolas de Samba do Rio de Janeiro (LIESA). Dirigentes de dez das principais escolas de samba do Rio decidiram se desligar da AESCRJ e fundar a nova entidade com o objetivo de administrar o desfile do grupo principal, negociar diretamente a subvenção com Prefeitura e os direitos de imagem com as emissoras de televisão, além de controlar e repartir o lucro dos desfiles com as agremiações.
- 1985: "Parece Até que Foi Ontem"

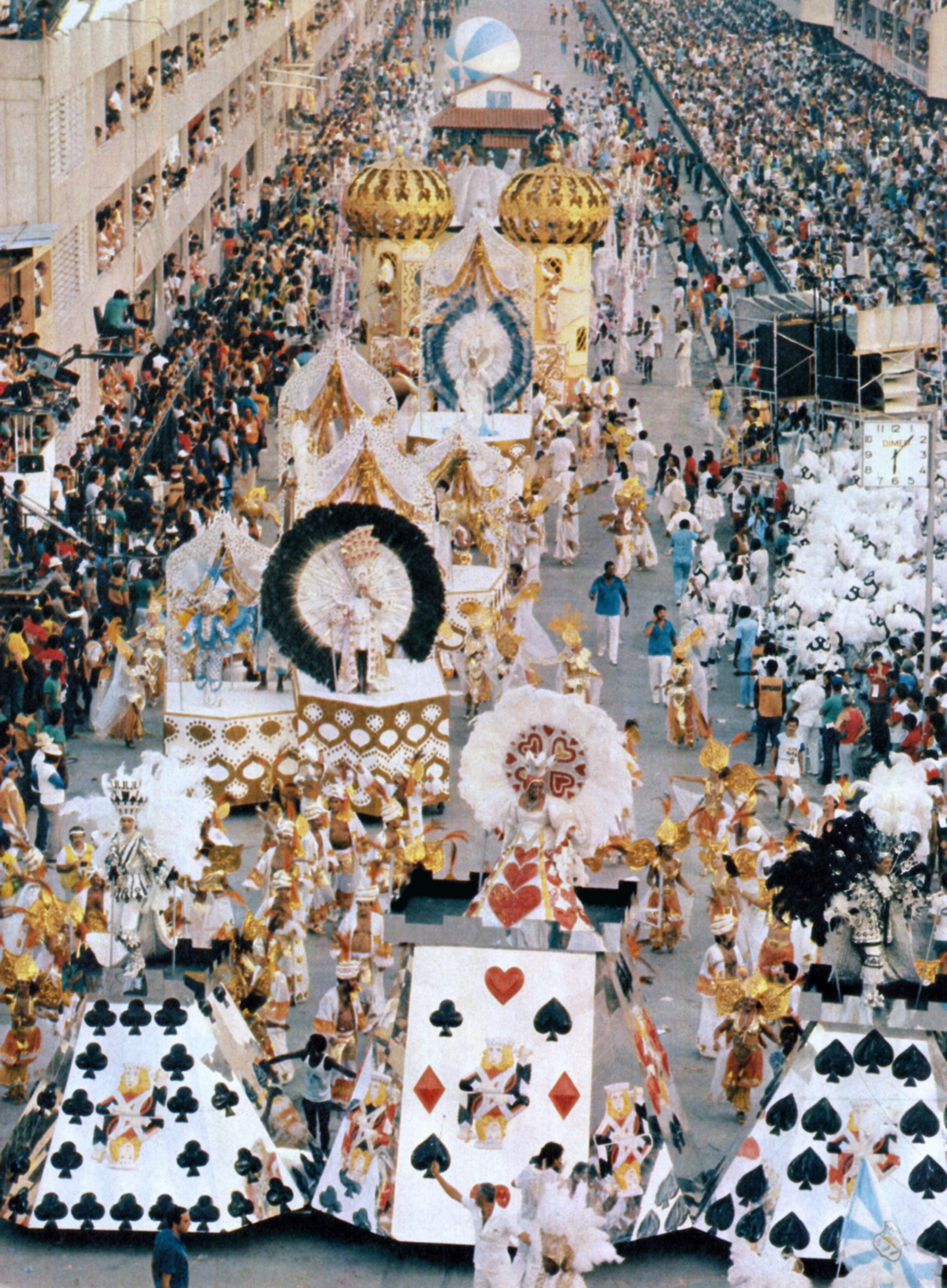
Desfile da Vila no carnaval de 1985.

Para o carnaval de 1985, a Vila contratou o carnavalesco Max Lopes, que foi campeão com a Mangueira em 1984 com o histórico "Yes, Nós Temos Braguinha". Autor de clássicos da Portela, o compositor David Corrêa venceu a disputa de samba para o carnaval de 1985, causando polêmica por ser "de fora" da ala de compositores da Vila. A escola chegou a contratar Sobrinho como intérprete, mas dispensou o cantor semanas antes do desfile. O próprio David Corrêa cantou o samba no desfile com auxílio de Gera. Sexta escola a se apresentar na primeira noite (domingo) do Grupo 1A, a Vila realizou um desfile sobre o imaginário infantil, com referências a brinquedos e brincadeiras de criança e personagens de histórias infantis. Na Praça da Apoteose, a escola inflou um balão de ar quente. Participaram do desfile: Elke Maravilha interpretando uma bruxa; o cartunista Maurício de Sousa; e os cantores Jairzinho e Simony, que viviam o auge do sucesso com o Balão Mágico. A ala de baianas, que desfilou com fantasia de quituteira, recebeu o prêmio Estandarte de Ouro. Com o desfile, a Vila se classificou em terceiro lugar, o melhor resultado de sua história até então. A escola conseguiu a pontuação máxima nos quesitos Samba-enredo; Fantasias; Alegorias; e Mestre-sala e Porta-bandeira. O quesito mais despontuado foi Comissão de Frente, com a perda de quatro pontos.
- 1986: "De Alegria Cantei, de Alegria Pulei, de Três em Três pelo Mundo Rodei"

A Vila chegou ao carnaval de 1986 cercada de expectativas devido ao bom desfile do ano anterior e pelo alto investimento que vinha sendo realizado pelo seu presidente. O carnavalesco Max Lopes desenvolveu um enredo sobre os países citados em marchinhas de carnaval. David Corrêa venceu novamente a disputa de samba e seguiu como intérprete da escola. Quinta agremiação a se apresentar na primeira noite (domingo) do Grupo 1A, a Vila realizou um desfile luxuoso e problemático. Uma de suas últimas alegorias quebrou antes de entrar na pista, retendo todo o contingente que vinha atrás dela. O contingente que estava à frente seguiu o desfile, abrindo um grande espaço vazio de distância para a alegoria quebrada. A ala das baianas, que vinha atrás da alegoria, precisou correr para preencher o espaço vazio. Os diretores conseguiram consertar a alegoria quebrada e ela participou do desfile. Após a "correria" das alas para preencher o espaço vazio na pista, os componentes precisaram "segurar" a evolução para não finalizar o desfile antes do tempo mínimo estipulado pelo regulamento. A Vila se classificou em décimo primeiro lugar, seu pior resultado desde quando retornou ao primeiro grupo. Dos vinte julgadores do carnaval, apenas quatro deram nota máxima pra escola. O quesito mais bem avaliado foi Comissão de Frente, com duas notas máximas. O quesito mais despontuado foi Alegorias, com a perda de seis pontos. O desfile marcou uma rápida passagem de Laíla como diretor de carnaval e harmonia da escola.
- 1987: "Raízes"

Para o carnaval de 1987, Max Lopes desenvolveu um enredo sobre a criação das estações do ano de acordo com a lenda dos indígenas kaapor. Após anos como cantor de apoio, Gera assumiu como intérprete oficial da agremiação. A Vila foi a quinta das oito escolas que se apresentaram na segunda noite (segunda-feira) do Grupo 1 (antigo 1A). Especialistas elogiaram o desfile, listando a escola entre as favoritas ao título de campeã. Um dos destaques da apresentação foi o samba-enredo sem rimas composto por Martinho da Vila, Azo e Ovídio Bessa. Pela primeira vez a Vila recebeu o prêmio de melhor escola do Estandarte de Ouro. Apesar dos elogios, a Vila se classificou apenas na quinta colocação. A escola conseguiu a pontuação máxima na metade dos quesitos, incluindo Samba-enredo e Bateria, mas perdeu pontos em quesitos como Evolução, Enredo e Fantasias. Após o carnaval, Capitão Guimarães deixou a Vila Isabel para assumir a presidência da LIESA. Max Lopes e o casal Peninha e Adriane também se desligaram da escola.
- 1988: "Kizomba, Festa da Raça"

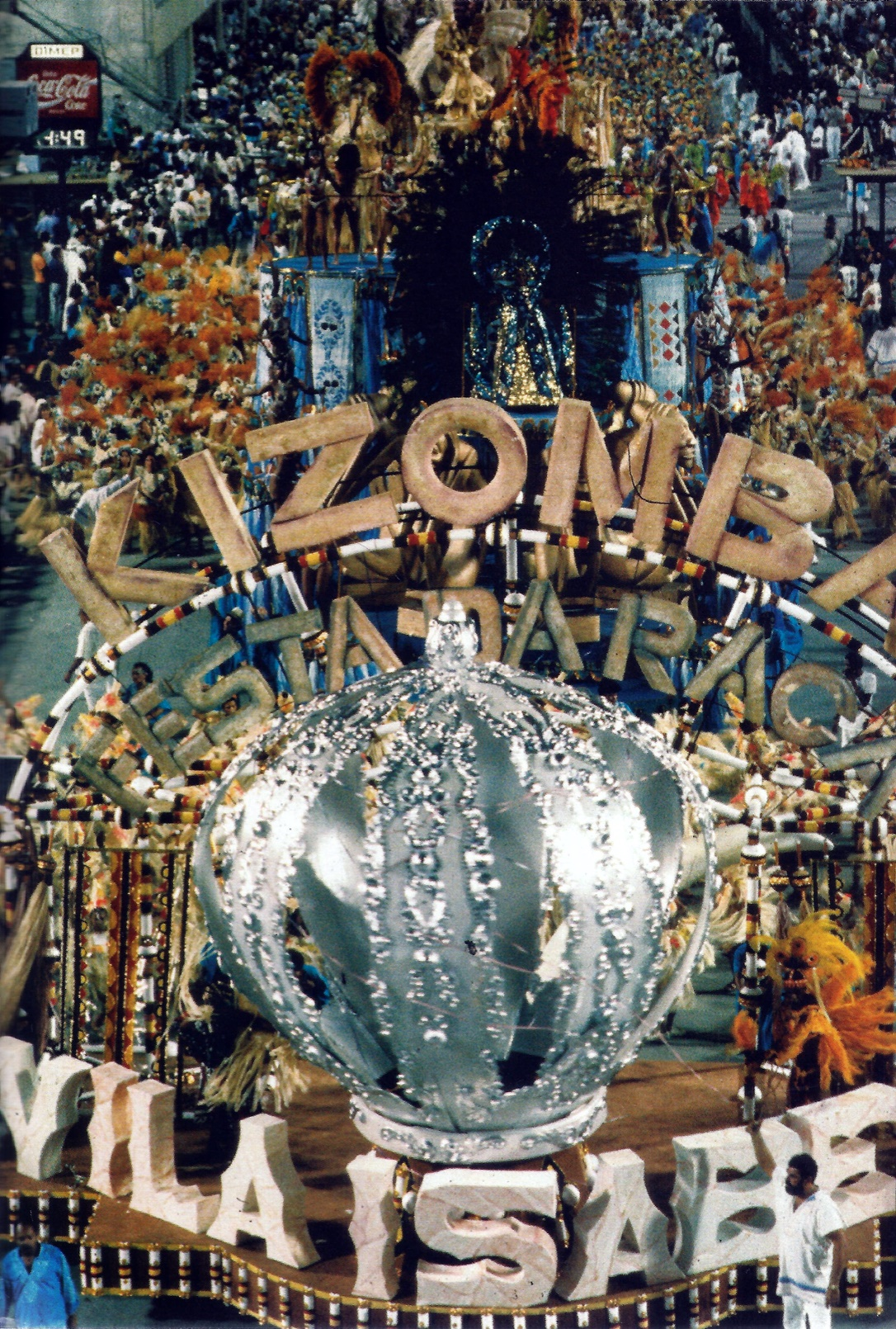
Desfile campeão da Vila no carnaval de 1988.

Por indicação de Martinho da Vila, o conselho deliberativo da Vila aprovou a esposa dele, Lícia Maria Maciel Caniné, conhecida como Ruça, ao posto de presidente da escola. Ruça frequentava a agremiação desde o final da década de 1960, quando conheceu Martinho. Carlinhos Brilhante e Mariazinha, que até o ano anterior formavam o segundo casal de mestre-sala e porta-bandeira da escola, foram promovidos ao primeiro posto. Sem patrono, a Vila passou por uma crise financeira que durou anos. A escola foi despejada do antigo campo do America Football Club, onde realizava seus ensaios, tendo que ensaiar na rua. O ano de 1988 marcou o centenário de assinatura da Lei Áurea, promulgada em 13 de maio de 1888. Algumas escolas de samba abordaram o centenário em seus enredos, dentre essas, a Vila Isabel. O enredo "Kizomba, Festa da Raça" foi desenvolvido por Martinho da Vila com base nos eventos de celebração da cultura afro-brasileira produzidos por ele próprio em anos anteriores. Esses eventos também eram chamados de kizomba, que na língua quimbundo significa "encontro de pessoas que se identificam numa festa de confraternização". O desfile foi confeccionado pelos carnavalescos Milton Siqueira, Paulo César Cardoso e Ilvamar Magalhães. Com poucos recursos financeiros, os carnavalescos optaram por utilizar materiais baratos, como palha, sisal e tecidos com estampas de inspiração africana. Para economizar nas fantasias, foram convidados grupos afros, que desfilaram com suas próprias vestimentas.
A Vila Isabel foi a sexta das oito escolas que se apresentaram na segunda noite (segunda-feira) do Grupo 1, iniciando seu desfile por volta das cinco horas da manhã da terça-feira de carnaval, dia 16 de fevereiro de 1988. O desfile teve a participação massiva de componentes negros e a presença de artistas e intelectuais, inclusive de outras escolas de samba, como Neguinho da Beija-Flor e a mangueirense Alcione; além das crianças do Império do Futuro, escola de samba mirim do Império Serrano. O desfile foi aclamado por especialistas, que apontaram a Vila entre as favoritas ao título de campeã. A Vila ainda recebeu cinco prêmios do Estandarte de Ouro: Melhor Escola; Melhor Samba-enredo; Melhor Enredo; Melhor Bateria; e Melhor Ala de Crianças. Confirmando a expectativa, a Vila venceu o carnaval de 1988 com um ponto de vantagem sobre a vice-campeã, Mangueira, conquistando seu primeiro título de campeã, aos 41 anos de existência. A Vila conseguiu a pontuação máxima na maioria dos quesitos, perdendo apenas um ponto no quesito Alegorias e Adereços. O Desfile das Campeãs de 1988 foi cancelado em luto pelas mortes causadas por um temporal que deixou o Rio de Janeiro em estado de calamidade pública na véspera da apresentação. Com isso, o desfile campeão foi realizado apenas uma vez, algo inédito desde a inauguração do Sambódromo. Tanto o desfile quanto o samba-enredo são comumente listados entre os melhores da história do carnaval. O desfile ganhou documentário, livro e diversas reedições por outras escolas ao longo dos anos.
- 1989: "Direito É Direito"

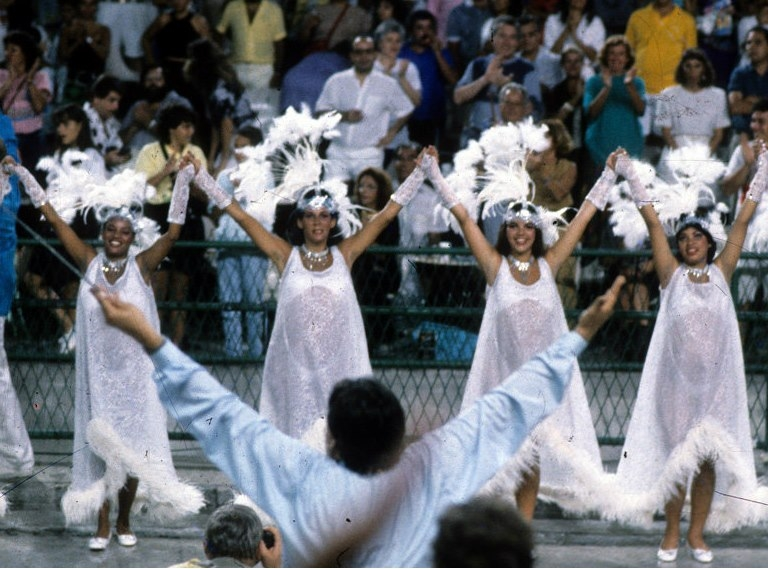
Comissão de Frente da Vila no carnaval de 1989 recebeu o Estandarte de Ouro.

Tentando conquistar o bicampeonato, a Vila escolheu um enredo sobre os quarenta anos da Declaração Universal dos Direitos Humanos, adotada pela Organização das Nações Unidas em 10 de dezembro de 1948. O enredo foi assinado por Paulo César Cardoso e Orlando Pereira (que morreu antes do carnaval). O desfile foi confeccionado pelo carnavalesco Ilvamar Magalhães. A Vila foi a sexta das nove escolas que se apresentaram na segunda noite (segunda-feira) do Grupo 1. Especialistas elogiaram o desfile, destacando a Comissão de Frente, formada por quinze mulheres da comunidade da escola, grávidas, representando o direito à vida. A Comissão recebeu o prêmio Estandarte de Ouro. A Vila se classificou em quarto lugar no carnaval de 1989, ficando atrás de três desfiles históricos: "Liberdade! Liberdade! Abre as Asas sobre Nós" da Imperatriz Leopoldinense (campeã); "Ratos e Urubus" da Beija-Flor (vice); e "Festa Profana" da União da Ilha do Governador (terceira colocada). A Vila conseguiu a pontuação máxima na maioria dos quesitos, perdendo apenas um ponto em Alegorias, um ponto em Comissão de Frente, e mais um ponto em Conjunto.

### Década de 1990
Em crise financeira, sem patrono e sem quadra, a Vila enfileirou resultados ruins, mas seguiu produzindo clássicos do samba-enredo como "Gbala - Viagem ao Templo da Criação" (1993) e "Muito Prazer! Isabel de Bragança e Drummond Rosa da Silva, mas Pode Me Chamar de Vila" (1994).
- 1990: "Se Esta Terra, Se Esta Terra Fosse Minha"

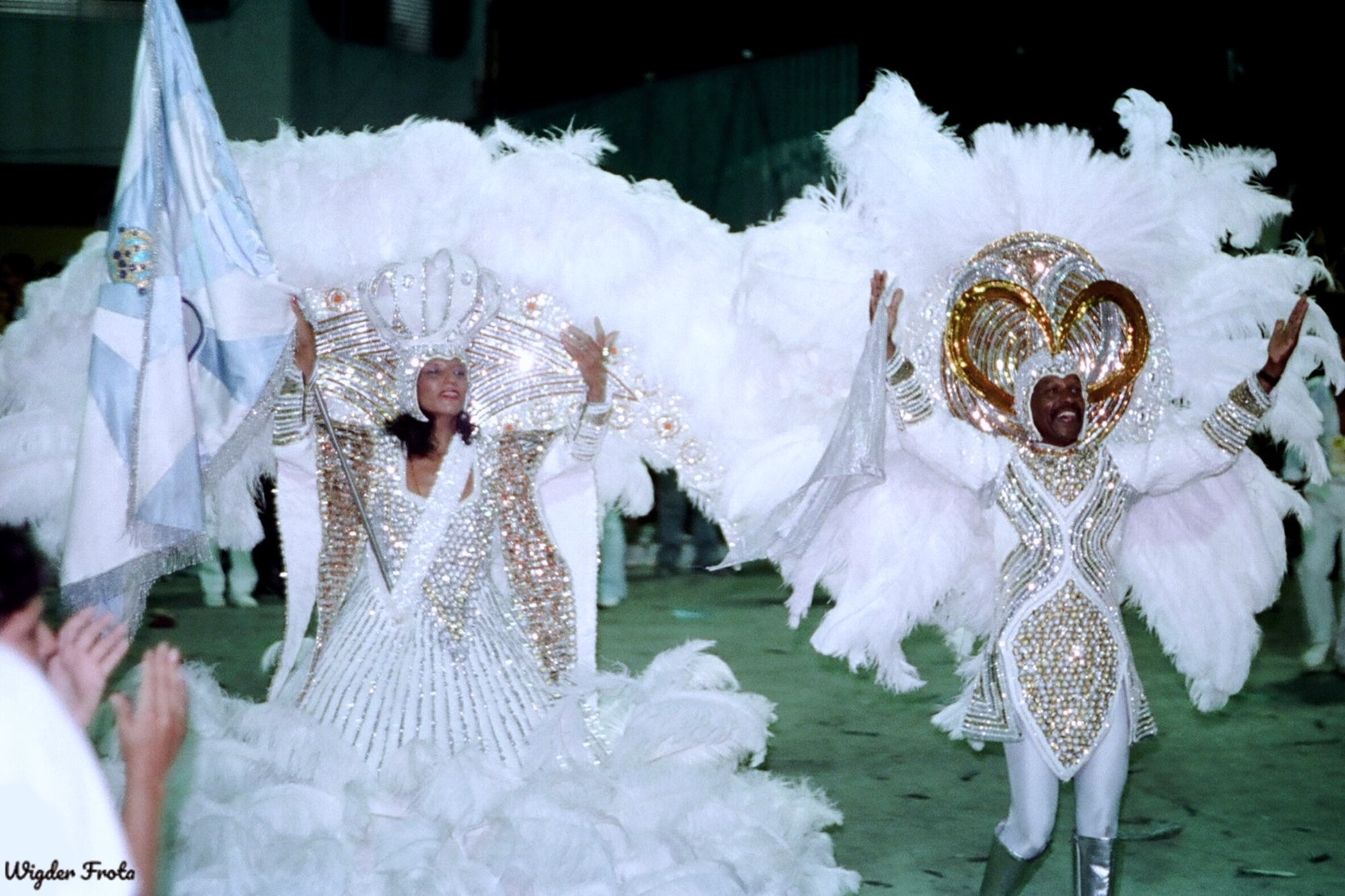
Mariazinha e Carlinhos Brilhante no desfile da Vila no carnaval de 1990.

Para o carnaval de 1990, a Vila manteve a linha de enredos "sociais" com um desfile sobre a Reforma agrária no Brasil. O enredo foi assinado por Paulo César Cardoso, que assumiu a Direção de Carnaval. O desfile foi confeccionado pelo carnavalesco Ilvamar Magalhães. Quinta escola a se apresentar na primeira noite (domingo) do Grupo Especial (antigo Grupo 1), a Vila realizou um desfile problemático. Diversas alegorias tiveram problemas antes de entrar no Sambódromo. Um carro alegórico que representava o extermínio de indígenas guaranis ficou danificado ao se chocar contra um viaduto. Um carro simbolizando o latifúndio, com a escultura de um coronel sentado sobre o mapa do Brasil também se chocou contra um tapume e teve a parte do estado do Acre arrancada do mapa. A última alegoria, sobre a miscigenação das raças, teve o eixo quebrado e não participou do desfile. Com dificuldade para manobrar seus carros na área de dispersão, a escola ultrapassou o tempo máximo de desfile, deixando de ganhar os dez pontos de bonificação (cinco em cronometragem e cinco em dispersão). Apesar dos problemas, a crítica especializada elogiou o desfile, destacando o enredo, o samba e a bateria de Mestre Mug. Com o desfile, a Vila se classificou em décimo segundo lugar, três posições acima da zona de rebaixamento. Foi o pior resultado da escola desde seu retorno ao primeiro grupo. A Vila conseguiu a pontuação máxima nos quesitos Bateria, Enredo, Samba-enredo e Mestre-sala e Porta-bandeira. O quesito mais despontuado foi Fantasias, com a perda de três pontos.
- 1991: "Luiz Peixoto: E Tome Polca!"

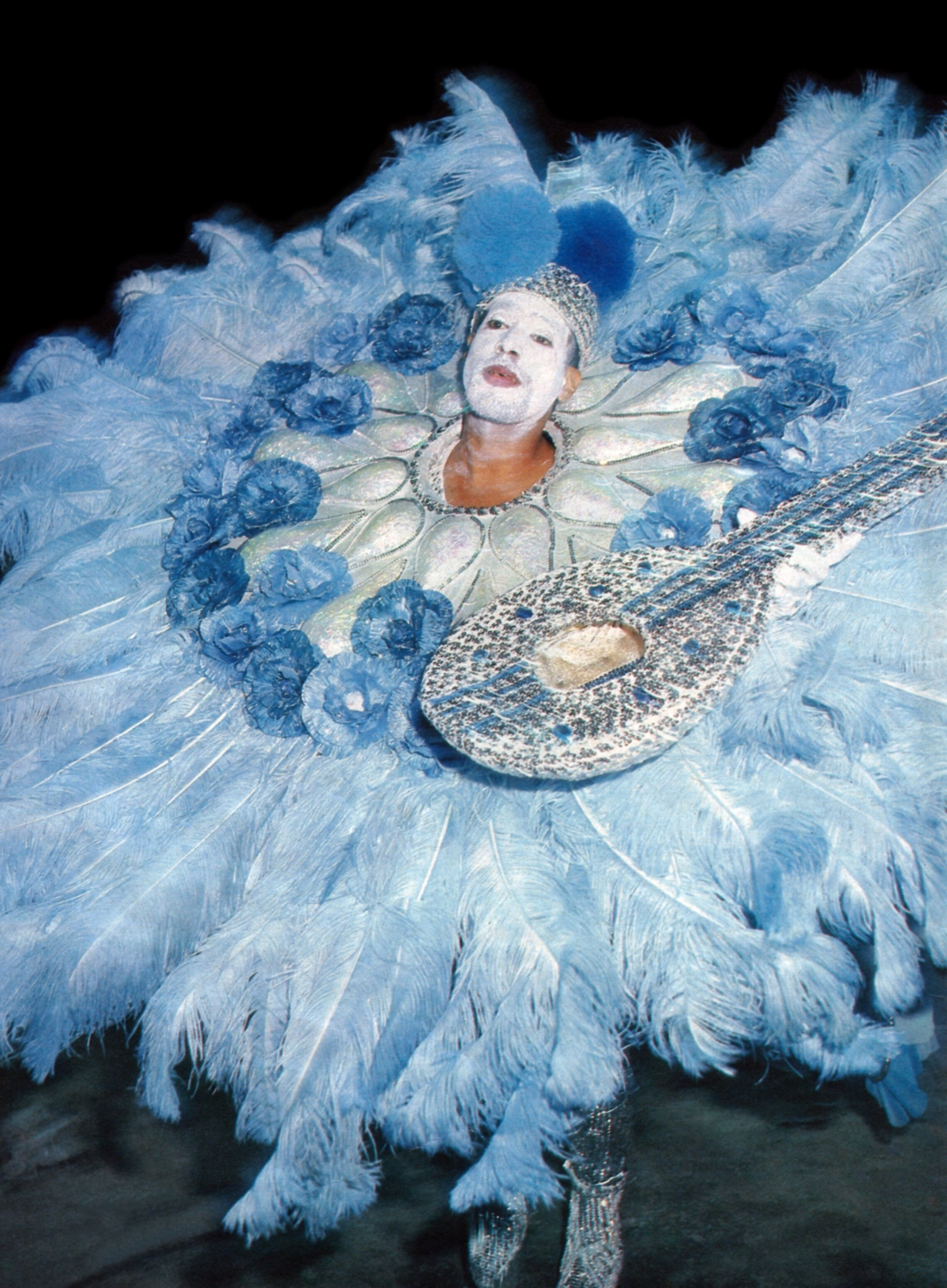
Desfile da Vila no carnaval de 1991.

Com apoio de Ruça, Olício Alves dos Santos foi eleito presidente da Vila em abril de 1990. Morador de Vila Isabel, Olício frequentava a escola desde os quinze anos de idade, ocupando diversas funções ao longo dos tempos, como empurrador de alegoria, presidente de ala e vice-presidente. Toda a equipe do ano anterior foi mantida, com o desfile sendo confeccionado pelo carnavalesco Ilvamar Magalhães. Mantendo a democracia proposta por Ruça, a Vila realizou um concurso para a escolha do enredo de 1991. Entre as 32 propostas concorrentes, venceu um enredo elaborado pelo cantor, compositor e escritor Nei Lopes junto com sua esposa, Sônia Lopes. O enredo homenageava o compositor, poeta, teatrólogo, pintor, caricaturista e escultor brasileiro Luiz Peixoto, morto em 1973. O título do enredo cita uma das composições mais famosas de Peixoto: "E Tome Polca". A Vila foi a sétima das oito escolas que se apresentaram na segunda noite (segunda-feira) do Grupo Especial do carnaval de 1991. Segundo especialistas, a escola realizou um desfile animado, apesar da falta de dinheiro, que resultou em fantasias e alegorias simples. Com o desfile, a Vila se classificou na décima primeira colocação, duas posições acima da zona de rebaixamento. A escola conseguiu a pontuação máxima apenas no quesito Bateria. Os quesitos mais despontuados foram Alegorias e Fantasias, com a perda de cinco pontos em cada.
- 1992: "A Vila Vê o Ovo e Põe as Claras"

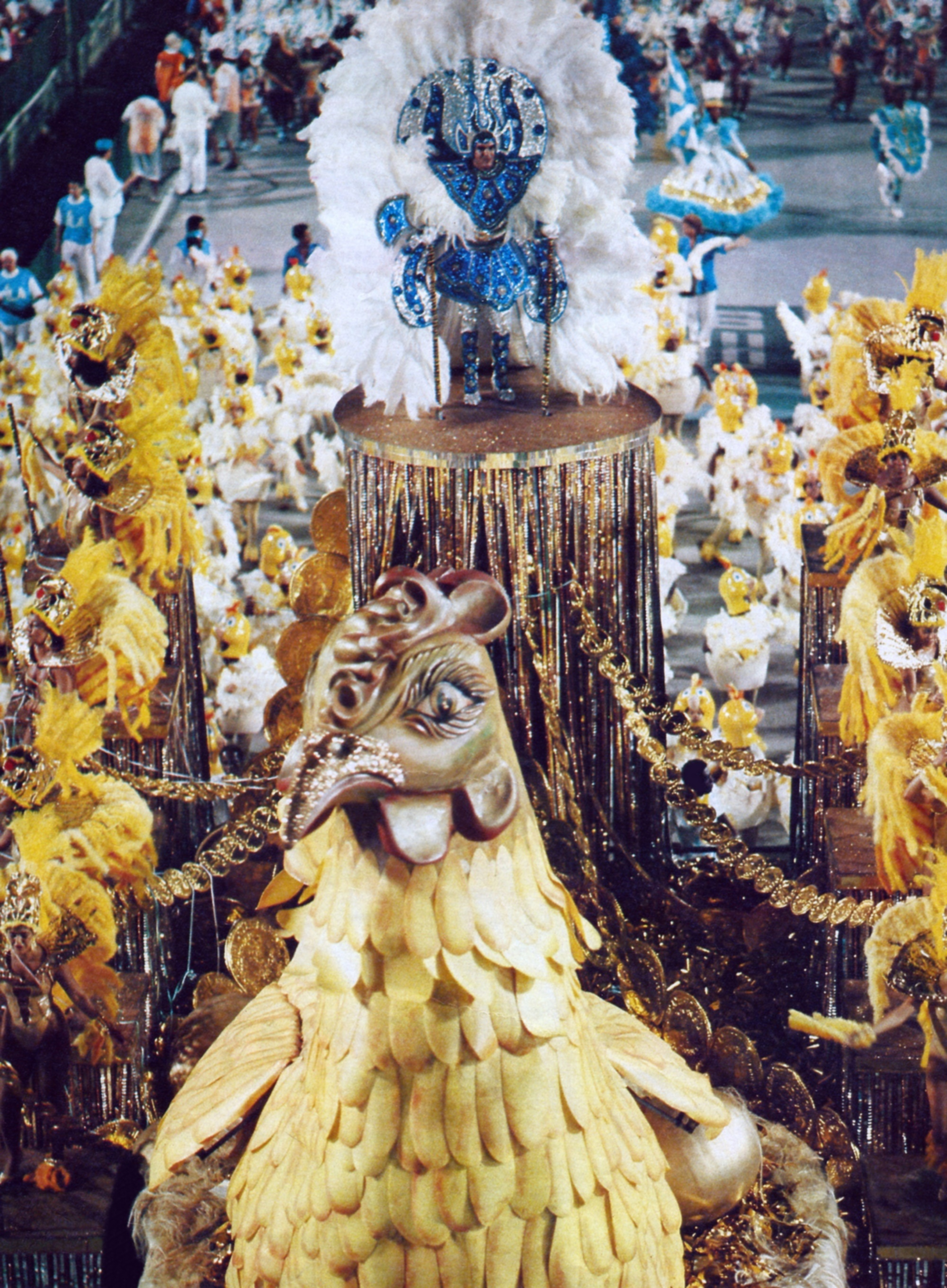
Desfile da Vila no carnaval de 1992.

Para o carnaval de 1992, Nei Lopes e o Departamento Cultural da Vila desenvolveu um enredo crítico aos quinhentos anos da Descoberta da América (comemorados em 1992), apontando que o continente já era povoado por negros e indígenas antes da chegada da frota de Cristóvão Colombo, e que a chegada dos europeu, na verdade, foi uma invasão de território. O desfile foi confeccionado pelo carnavalesco Gil Ricon. A Vila foi a segunda escola a se apresentar na segunda noite (segunda-feira) do Grupo Especial. Especialistas destacaram a "garra" dos componentes, mas apontaram problemas de acabamento na parte plástica (alegorias e fantasias), influencia da crise financeira enfrentada pela agremiação desde 1988. O caso mais grave foi nas fantasias, que passaram desmanchando pela avenida. A porta-bandeira, Mariazinha, encerrou sua apresentação aos prantos devido à queda das plumas de sua fantasia, que despencavam a cada volta que ela dava. Na transmissão do desfile pela TV Globo, a repórter Glória Maria tentou entrevistar Mariazinha, mas foi impedida por diretores da escola. Carlinhos Brilhante recebeu o prêmio Estandarte de Ouro de melhor mestre-sala do ano. Perdendo pontos em todos os quesitos, a Vila se classificou em décimo segundo lugar, uma posição acima da zona de rebaixamento. A escola somou a mesma pontuação que o rebaixado Leão de Nova Iguaçu, conseguindo escapar do rebaixamento no quesito de desempate, Bateria, onde teve notas melhores.
- 1993: "Gbala - Viagem ao Templo da Criação"

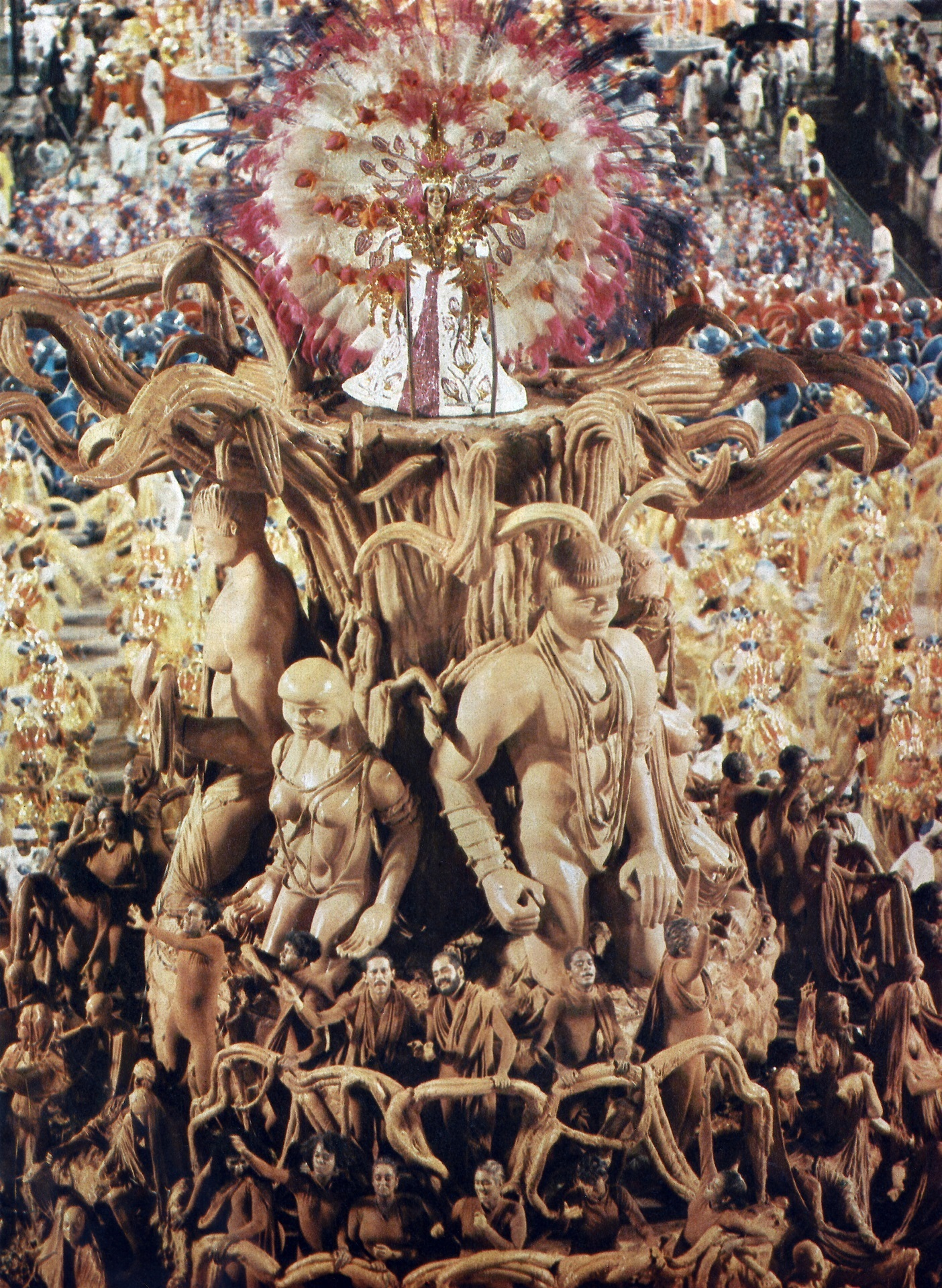
Alegoria "Criação do Homem" foi um dos destaques do desfile de 1993.

Tentando se recuperar do quase rebaixamento do ano anterior, a Vila contratou o carnavalesco Oswaldo Jardim, que criou uma fábula como enredo, baseado na tradição iorubá. O enredo tem como ponto de partida um mundo corrompido, após o homem se perder da missão inicial, designada por Oxalá, de ajudar a cuidar e manter a Terra em plena harmonia. Tomada pela ganância, a humanidade envenenou o planeta fazendo com que o seu criador também adoecesse. A esperança de salvação são as crianças, de todo o mundo, que são levadas ao Templo da Criação de Olorum, onde são ensinadas sobre a criação do mundo e do Homem como uma forma de "salvar" as novas gerações dos erros cometidos pela humanidade. No contexto do enredo, "Gbala" significa "resgatar, salvar". A Vila foi a segunda escola a se apresentar na primeira noite (domingo) do Grupo Especial do carnaval de 1993. O jornal O Globo elogiou o desfile, apontando que a escola "estava bonita como há muito não se via". Um dos destaques do desfile foi a alegoria "Criação do Homem", onde dezenas de componentes, com vestes nas cores de barro, se misturavam à reprodução de uma árvore da mesma cor. A Vila recebeu o prêmio Estandarte de Ouro de melhor samba-enredo do ano. O samba foi composto por Martinho da Vila, que cantou a obra no desfile junto com as filhas Mart'nália e Analimar e o intérprete Gera. Com o desfile, a Vila se classificou em oitavo lugar, se recuperando das posições ruins dos anos anteriores. A escola conseguiu a pontuação máxima nos quesitos Enredo, Harmonia e Samba-enredo. O quesito mais despontuado foi Mestre-sala e Porta-bandeira, com a perda de 3,5 pontos. O desfile marcou a aposentadoria de Mariazinha após seis anos ocupando o posto de primeira porta-bandeira da agremiação. Após o carnaval, Valter Lopes de Carvalho foi eleito presidente da escola.
- 1994: "Muito Prazer! Isabel de Bragança e Drummond Rosa da Silva, mas Pode Me Chamar de Vila"

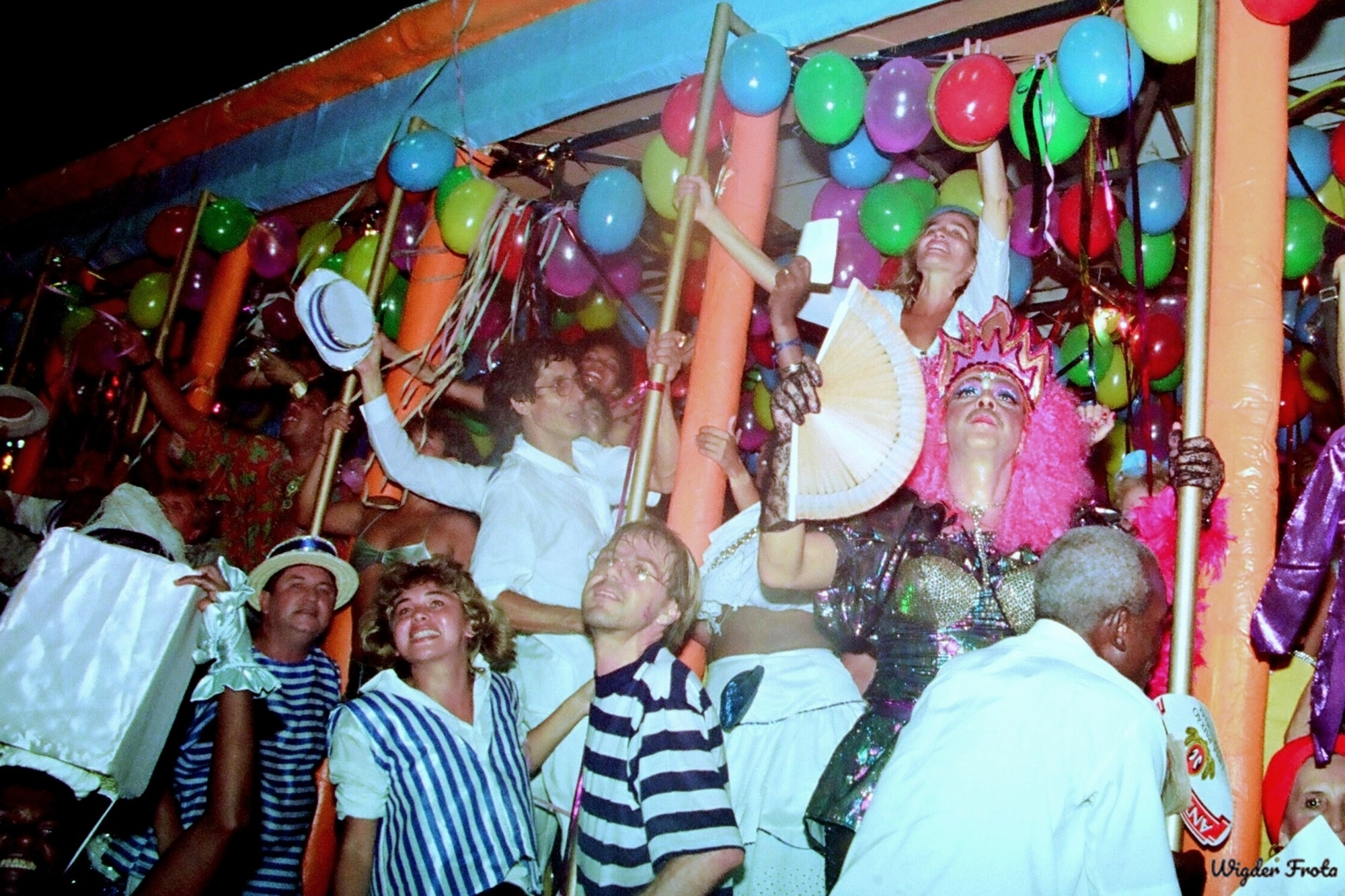
A alegoria do bonde, com mais de cem componentes, foi um dos destaques do desfile da Vila no carnaval de 1994.

Sexta escola a se apresentar na primeira noite (domingo) do Grupo Especial do carnaval de 1994, a Vila realizou um desfile sobre a história do bairro de Vila Isabel. Oswaldo Jardim preparou um desfile multicolorido, inspirado nos desenhos de histórias em quadrinho, e com alegorias confeccionadas em espuma, o que se tornaria a "marca" do carnavalesco. Márcia de Oliveira Martins, a Marcinha da Vila, desfilou como primeira porta-bandeira, ao lado do mestre-sala Carlinhos Brilhante. Gera ganhou a companhia de Jorge Tropical, que desde 1988 era seu cantor de apoio, formando uma dupla de intérpretes. Ciro Barcelos foi o coreógrafo da Comissão de Frente. Especialistas elogiaram o desfile. Segundo a Folha de S.Paulo, "a Vila fez um de seus melhores desfiles dos últimos anos. A escola contou com alegria e leveza a história do seu bairro. O samba –um dos mais bonitos do ano– cresceu na avenida e ajudou o desfile". Para o jornal O Globo, a escola desfilou "com o melhor samba do ano, bom humor, cores fortes e alegria".
O samba-enredo do desfile, composto por André Diniz, Evandro Bocão e Vilane Silva "Bombril", foi aclamado pela crítica especializada e recebeu o prêmio Estandarte de Ouro. Com o desfile, a Vila se classificou em nono lugar. A escola conseguiu a pontuação máxima nos quesitos Evolução e Samba-enredo. Os quesitos mais despontuados foram Alegorias e Comissão de Frente, com a perda de 2,5 pontos em cada. O desfile marcou a aposentadoria de Carlinhos Brilhante após sete anos ocupando o posto de primeiro mestre-sala da agremiação. Em julho de 1994, morreu o baluarte Paulo Brazão, fundador da escola e um dos compositores com mais sambas na agremiação.
- 1995: "Cara e Coroa, as Duas Faces da Moeda"

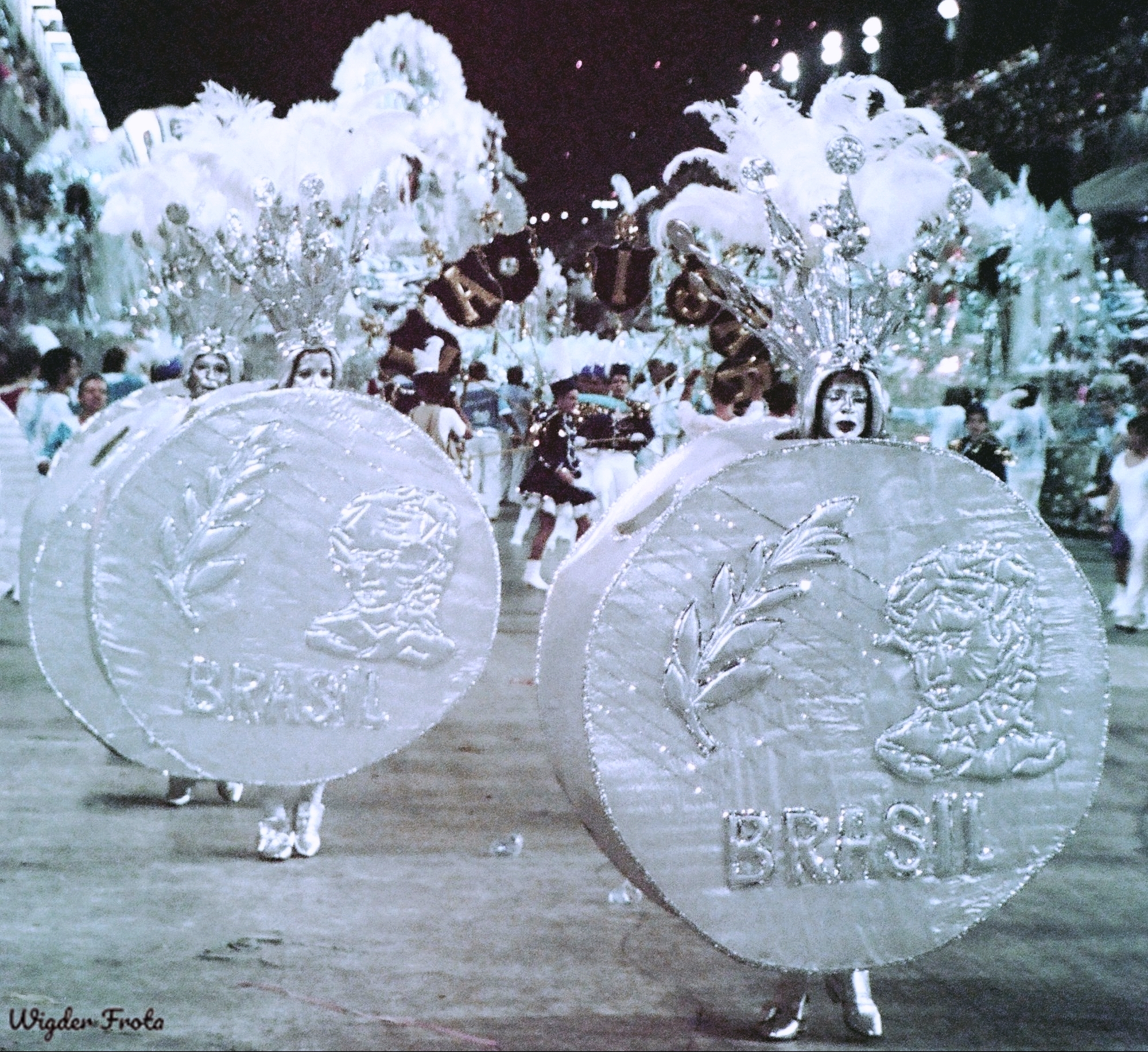
Comissão de Frente da Vila no carnaval de 1995.

O carnavalesco Max Lopes retornou à Vila Isabel para o carnaval de 1995, desenvolvendo um desfile sobre o dinheiro, desde sua origem até o Plano Real, adotado pelo Brasil em 1994. No desfile, os intérpretes Gera e Jorge Tropical foram acompanhados pelo conjunto As Gatas. A rainha da bateria, Cláudia Tereza, foi escolhida através de um concurso promovido pela escola. O então segundo mestre-sala, Bira, foi promovido ao primeiro posto, dançando com Márcia. Bira já tinha sido primeiro mestre-sala da escola em 1983, aos treze anos de idade. A Vila foi a terceira das nove escolas que se apresentaram na segunda noite (segunda-feira) do Grupo Especial. Segundo análise da Folha de S.Paulo, "o desfile não empolgou, mas a escola não cometeu erros". O samba-enredo, composto por André Diniz e Evandro Bocão, recebeu o Troféu Manchete. A ala "Os Pássaros" foi premiada com o Estandarte de Ouro. A Vila se classificou em nono lugar, repetindo a classificação do ano anterior. A escola conseguiu a pontuação máxima nos quesitos Conjunto, Evolução, Mestre-sala e Porta-bandeira, e Samba-enredo. O quesito mais despontuado foi Comissão de Frente, com a perda de dois pontos.
- 1996: "A Heróica Cavalgada de Um Povo"

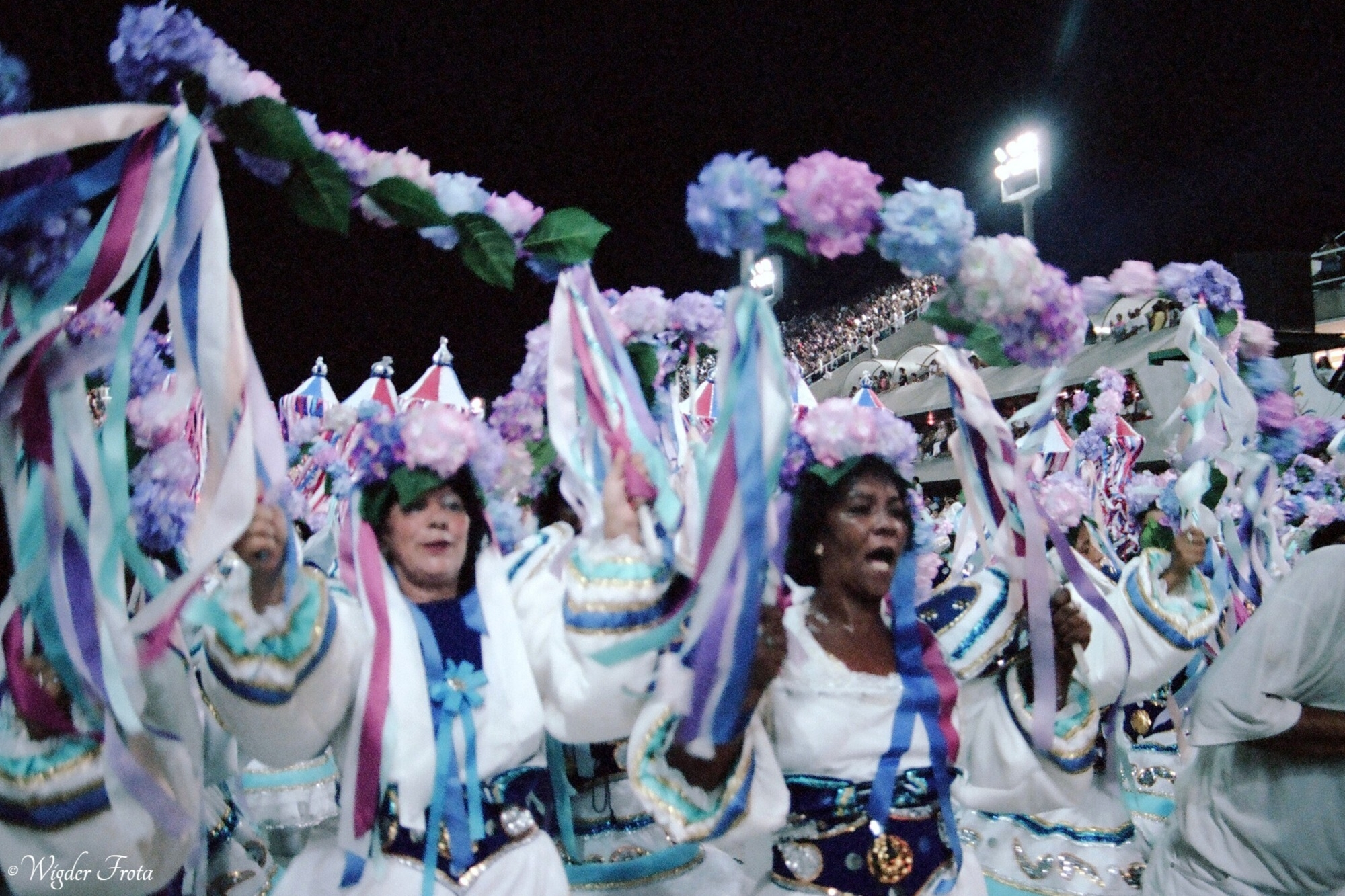
Desfile da Vila no carnaval de 1996.

Para o carnaval de 1996, o carnavalesco Max Lopes desenvolveu um desfile sobre o Rio Grande do Sul com patrocínio do governo do estado. Tuca assumiu o posto de primeira porta-bandeira, dançando com o mestre-sala Bira. Gabriel Cortes coreografou a Comissão de Frente. A Vila foi a quinta das nove escolas que se apresentaram na segunda noite (segunda-feira) do Grupo Especial. O jornal O Globo escreveu que a escola "desfilou de acordo com o figurino, mas não causou entusiasmo". Com o desfile, a Vila se classificou em sétimo lugar, seu melhor resultado nos últimos sete anos. A escola conseguiu a pontuação máxima nos quesitos Bateria e Harmonia. O quesito mais despontuado foi Fantasias, com a perda de dois pontos. Após o carnaval, Olício Alves dos Santos foi eleito presidente da escola.
- 1997: "Não Deixe o Samba Morrer"

Para o carnaval de 1997 foi contratado o novato carnavalesco Jorge Freitas, que, até então, só tinha experiência no grupo de acesso e faria sua estreia no Grupo Especial. O enredo escolhido narrou a história do samba e do carnaval carioca. Martinho da Vila participou do concurso para a escolha do samba-enredo do ano, junto com sua filha, Mart'nália, mas perdeu a disputa. A imprensa noticiou que a direção da escola sofreu pressão de traficantes do Morro dos Macacos para que fosse escolhido o samba assinado por J.C. Couto, mas o presidente Olício negou a informação. Nora de Martinho, Janaína Duarte Ferreira estreou como rainha de bateria. A Vila foi a oitava e última escola a se apresentar na segunda noite (segunda-feira) do Grupo Especial, encerrando os desfiles de 1997. Segundo o jornal O Globo, a escola desfilou com "um belo samba e fantasias que lembravam os carnavais de antigamente, mas que pecaram pelo excesso de simplicidade e pelo acabamento precário". O primeiro casal de mestre-sala e porta-bandeira, Bira e Tuca, receberam o prêmio Estandarte de Ouro. Com o desfile, a Vila se classificou em nono lugar. A escola conseguiu a pontuação máxima nos quesitos Comissão de Frente, Enredo, Evolução e Harmonia. O quesito mais despontuado foi Alegorias, com a perda de dois pontos.
- 1998: "Lágrimas, Suor e Conquistas no Mundo em Transformação"

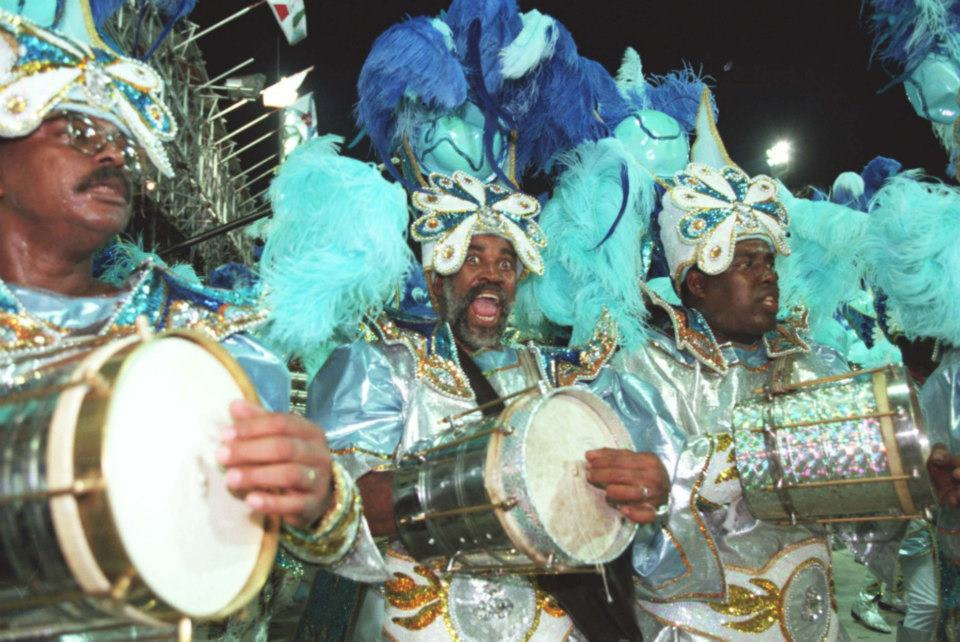
Bateria da Vila no carnaval de 1998.

Terceira escola a se apresentar na primeira noite (domingo) do Grupo Especial do carnaval de 1998, a Vila realizou um desfile sobre as revoluções que transformaram o mundo. O carnavalesco Jorge Freitas preparou um desfile com muitos efeitos especiais nas alegorias, mas alguns não funcionaram no dia da apresentação, como, por exemplo, o prometido telão de LED da última alegoria. Especialistas criticaram o desfile, apontando falta de acabamento em alegorias e fantasias e problemas de evolução com "buracos" (espaços vazios) entre alas. Um problema no carro abre-alas fez com que a escola ficasse parada por cerca de quatorze minutos no início da apresentação. Ao final, componentes precisaram acelerar o passo para não ultrapassar o tempo limite de desfile e a bateria não parou no segundo recuo. Perdendo muitos pontos em vários quesitos, a Vila se classificou em décimo segundo lugar, uma posição acima da zona de rebaixamento. A escola conseguiu a pontuação máxima apenas no quesito Bateria. O quesito mais despontuado foi Harmonia, com a perda de 4,5 pontos.
- 1999: "João Pessoa, Onde o Sol Brilha Mais Cedo"

Para o carnaval de 1999, os carnavalescos Jorge Freitas e João Luís de Moura desenvolveram um desfile sobre a cidade de João Pessoa, capital da Paraíba. A Prefeitura do município patrocinou o desfile com trezentos mil reais. A Vila foi a quinta escola a se apresentar na primeira noite (domingo) do Grupo Especial. Especialistas elogiaram o canto dos componentes, mas apontaram problemas de acabamento em alegorias e fantasias. A imprensa também destacou a participação da cantora paraibana Elba Ramalho como rainha de bateria. O desfile teve a participação de outras personalidades da Paraíba, como o cantor Sivuca e sua esposa, a cantora Glória Gadelha; o ator José Dumont; o então prefeito de João Pessoa, Cícero Lucena; e o então governador da Paraíba, José Maranhão. Com o desfile, a Vila se classificou na décima primeira colocação. Dos 36 julgadores do carnaval, apenas seis deram nota máxima à escola. O quesito mais bem avaliado foi Bateria, com a perda de apenas meio ponto. Evolução foi o quesito mais despontuado, com a perda de 4,5 pontos.

### Década de 2000
A Vila começou a década sendo rebaixada para a segunda divisão, retornando ao Grupo Especial em 2005. Com a eleição de Wilson Vieira Alves (Moisés), a escola voltou a ter um patrono injetando dinheiro em seus desfiles. Conquistou seu segundo título de campeã em 2006 e voltou a ser uma escola competitiva. Ainda nessa década, ganhou um espaço para construir sua quadra, inaugurada em 2008.
- 2000: "Academia Indígena de Letras - Eu Sou Índio, Eu Também Sou Imortal"

Após dezenove anos, o intérprete Gera deixou a Vila Isabel, se transferindo para a Portela. Jorge Tropical permaneceu como intérprete da Vila. Olício Alves foi reeleito presidente da Vila. Oswaldo Jardim retornou à escola como carnavalesco. Também houve mudanças na Direção de Carnaval com a chegada de Herval Rios e na Direção de Harmonia, assumida por Ednaldo Oliveira Rodrigues (Naldo). A atriz Danielle Winits foi coroada rainha de bateria. No carnaval de 2000, a Vila realizou um desfile sobre os povos indígenas no Brasil. Em comemoração ao aniversário de quinhentos anos da descoberta do Brasil pelos portugueses, a LIESA decidiu que os enredos das escolas abordariam períodos específicos do país. A própria Liga forneceu 21 opções temáticas para as agremiações. Cada escola recebeu uma quantia extra de quinhentos mil reais da Prefeitura do Rio de Janeiro para confeccionar os desfiles. A Vila foi a terceira escola a se apresentar na primeira noite (domingo) do Grupo Especial. A agremiação enfrentou diversos problemas. Fantasias foram entregues pouco antes do início do desfile. Integrantes da Comissão de Frente se vestiram faltando cinco minutos para o início da apresentação. O caso mais grave foi do primeiro casal de mestre-sala e porta-bandeira, Bira e Tuca, que foram buscar pessoalmente as próprias fantasias e chegaram ao desfile com vinte minutos de atraso. O terceiro casal da escola, Fabiano e Vanessa, substituiu Bira e Tuca nos primeiros módulos de apresentação. As baianas desfilaram com fantasias de materiais diferentes. Algumas com saias de palha e outras com estopa, deixando clara a improvisação. A escola também teve problemas nas alegorias. A iluminação do carro abre-alas não funcionou e a última alegoria quebrou e precisou ser guinchada até a dispersão. O jornal O Globo elogiou a "garra dos foliões, que não paravam de cantar o belíssimo samba, e a inspirada bateria de Mestre Mug", além da última ala, que formou uma bandeira do Brasil. A Vila se classificou em penúltimo lugar, sendo rebaixada para a segunda divisão após 21 anos consecutivos na elite do carnaval. Dos 30 julgadores do carnaval, apenas sete deram nota máxima à escola. O quesito mais bem avaliado foi Bateria, com a perda de apenas meio ponto. Mestre-sala e Porta-bandeira foi o quesito mais despontuado, com a perda de seis pontos.
- 2001: "Estado Maravilhoso Cheio de Encantos Mil"

Para o carnaval de 2001, Martinho da Vila desenvolveu um enredo sobre o estado do Rio de Janeiro. O cantor também fez shows para arrecadar fundos para a confecção do desfile da escola. Ricardo Pavão, Rachid, Márcia Braga e Jorge Caribé foram os carnavalescos responsáveis pelo desfile. O segundo casal de mestre-sala e porta-bandeira, Carlos Leonardo e Carla Cristina, foi promovido ao primeiro posto. A Vila foi a quarta das doze escolas que se apresentaram pelo Grupo A. Em sua análise, o jornal O Globo não listou a agremiação entre as favoritas ao título, destacando que a Vila "entrou com garra, puxada por Martinho, que tentou passar ânimo aos componentes. Mas a vontade de voltar ao Grupo Especial não foi suficiente". Com o desfile, a Vila se classificou em quarto lugar, se mantendo no grupo de acesso. A escola conseguiu a pontuação máxima nos quesitos Bateria, Comissão de Frente, Evolução, e Mestre-sala e Porta-bandeira. Carlos Leonardo e Carla Cristina receberam o prêmio S@mba-Net de melhor casal de mestre-sala e porta-bandeira.
- 2002: "O Glorioso Nilton Santos... Sua Bola, Sua Vida, Nossa Vila..."

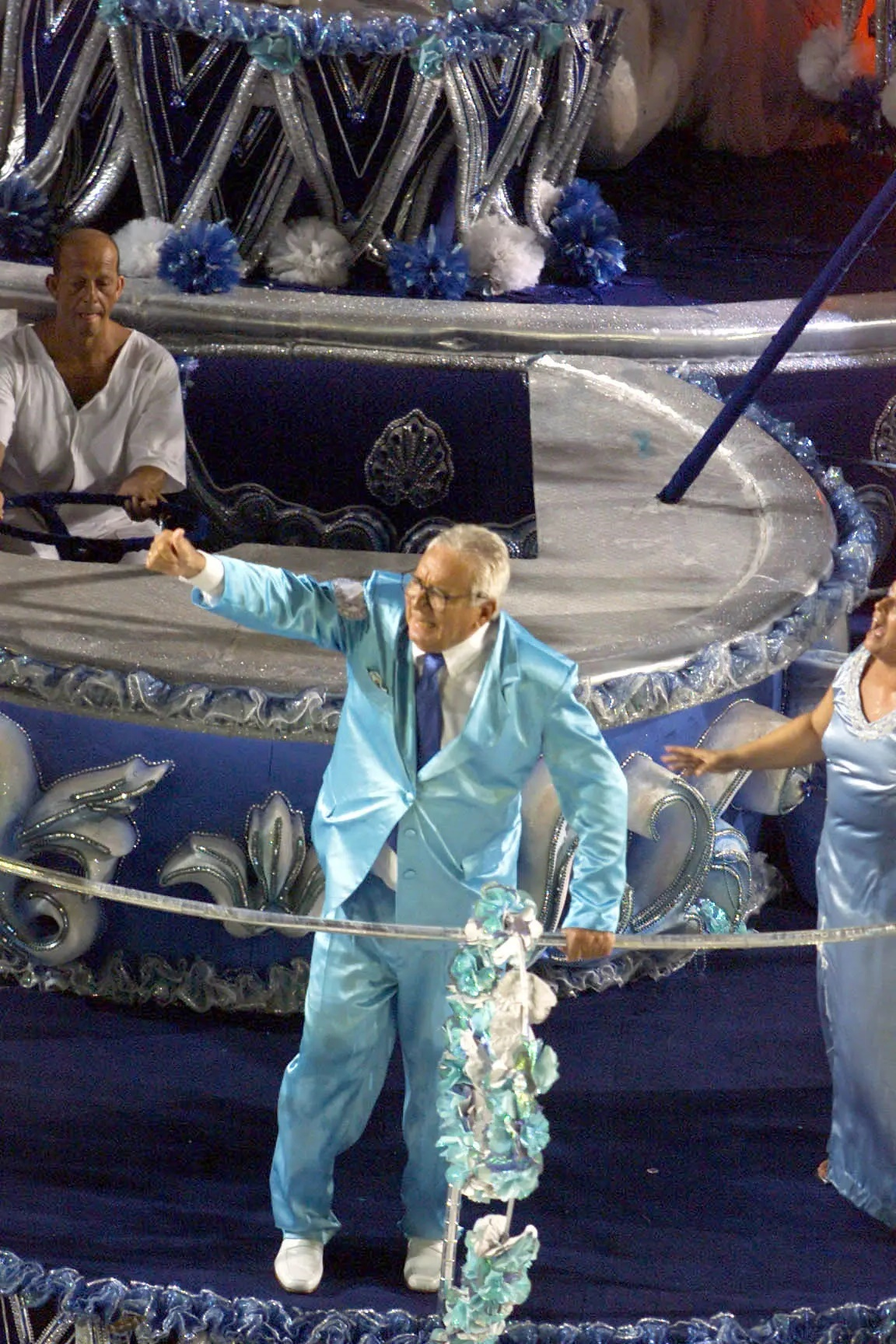
Nilton Santos no desfile de 2002 da Vila, que homenageou o jogador.

Em maio de 2001, o compositor Evandro Bocão foi eleito presidente da Vila. Para o carnaval de 2002, a escola recontratou o carnavalesco João Luís de Moura, que desenvolveu um desfile em homenagem ao jogador de futebol Nilton Santos, ídolo do Botafogo, bicampeão mundial com a Seleção Brasileira, e eleito pela FIFA como o melhor lateral-esquerdo de todos os tempos. A Vila foi a quinta das doze escolas que se apresentaram no Grupo A. O desfile teve a participação de outros futebolistas como Júnior e Roberto Dinamite. O jornal O Globo elogiou o desfile, listando a escola entre as favoritas ao título, destacando que o samba "empolgou as arquibancadas". Nilton Santos desfilou na última alegoria, ao lado da esposa, Maria Coeli. Ao final do desfile, o jogador declarou: "Conquistei 34 títulos em minha carreira. Hoje, estou conquistando meu trigésimo quinto". A Vila recebeu o prêmio S@mba-Net de melhor conjunto alegórico. Com o desfile, a Vila obteve o segundo lugar, apenas um décimo atrás da campeã, Acadêmicos de Santa Cruz. Só a campeã foi promovida à primeira divisão, diferente dos anos anteriores, quando as duas primeiras colocadas subiam de grupo. Dos vinte julgadores do carnaval, apenas uma não deu nota máxima à Vila. Nizete Lemos de Paula Barros, julgadora do quesito Conjunto, deu nota 9,3 para a escola. Dias depois da apuração, a jurada confessou que se enganou e inverteu a nota da Vila (9,3) com a nota da União da Ilha do Governador (10), que desfilou antes. Apesar dos apelos da Vila, a AESCRJ, liga organizadora do desfile, manteve a vitória da Santa Cruz. A Vila entrou com um processo na Justiça, pedindo a promoção ao Grupo Especial devido ao erro da jurada. A disputa judicial perdurou até outubro de 2002, quando Vila e Santa Cruz firmaram um acordo. Com os preparativos para o carnaval seguinte atrasados e sem perspectiva de quando a briga judicial teria fim, a Vila aceitou continuar no Grupo A e retirar o processo. Em contrapartida, a Santa Cruz destinou 400 mil reais da subvenção recebida da Prefeitura do Rio para a Vila.
- 2003: "Oscar Niemeyer, o Arquiteto no Recanto da Princesa"

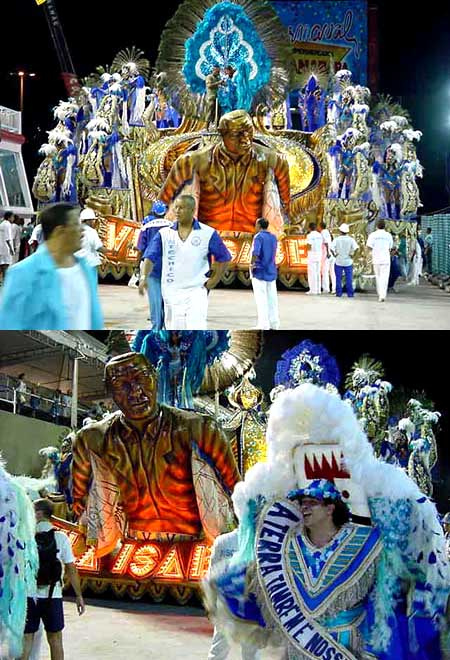
Desfile da Vila Isabel em 2003.

Para o carnaval de 2003, o carnavalesco Jorge Freitas retornou à escola, desenvolvendo um desfile em homenagem a Oscar Niemeyer. O arquiteto se aproximou da escola ao apresentar um projeto para a construção da quadra da agremiação. O samba-enredo do desfile foi composto pelo intérprete Jorge Tropical, que dividiu a função com Tinga, seu apoio de canto nos anos anteriores. Adriana Bombom foi coroada rainha da bateria. A Vila foi a segunda das doze escolas que se apresentaram no Grupo A. Com problemas de saúde, Niemeyer não pode participar do desfile. O jornal O Globo apontou Paraíso do Tuiuti e União da Ilha como favoritas, com Inocentes de Belford Roxo e Vila Isabel "correndo por fora" na disputa pelo título. A Vila recebeu os prêmios Estandarte de Ouro e S@mba-Net de melhor samba-enredo. O polêmico resultado do Grupo A de 2003 sagrou a São Clemente campeã com nota máxima de todos os julgadores. O resultado foi adiantado meses antes do carnaval numa reportagem do jornal O Dia, que relatou que a São Clemente seria campeã com "dez em tudo". A confirmação do boato causou revolta e indignação nas demais agremiações. A Vila Isabel se classificou em terceiro lugar, conseguindo a pontuação máxima apenas nos quesitos Bateria e Harmonia. O premiado samba-enredo foi o quesito mais despontuado da escola, perdendo dois pontos. Revoltado, o então presidente da Vila, Evandro Bocão, contestou o resultado em entrevista dada durante a transmissão da apuração na CNT, com direito a xingamentos e palavrões transmitidos ao vivo.
- 2004: "A Vila É Para Ti..."

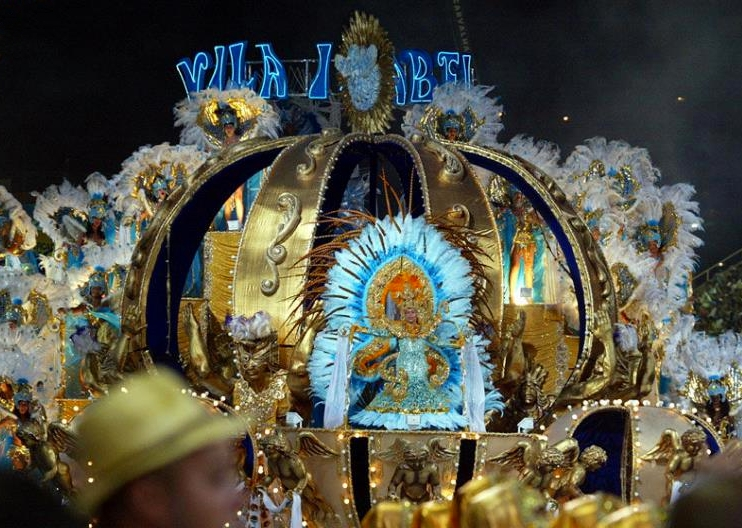
A coroa da Vila no carro abre-alas do desfile campeão de 2004.

A Vila realizou mudanças em sua equipe para o carnaval de 2004. João Luís de Moura foi recontratado como carnavalesco. Após perder o concurso de samba-enredo daquele ano, o intérprete Jorge Tropical se desentendeu com a direção da escola, pedindo demissão da agremiação. Com isso, Tinga assumiu sozinho o posto de intérprete, iniciando uma longa carreira na agremiação. O desfile também marcou a estreia de Rute Alves como primeira porta-bandeira da escola. Birinha foi o mestre-sala. Tony Tara coreografou a Comissão de Frente. Também houve mudanças na Direção de Carnaval com a chegada de Wilson Vieira Alves (Moisés); e na Direção de Harmonia, assumida por Pery Aimoré. A Vila foi a décima das doze escolas que se apresentaram no Grupo A de 2004. A escola realizou um desfile sobre a cidade de Paraty, com patrocínio da prefeitura do município. Em sua análise, o jornal O Globo elogiou o desfile, destacando o "samba no pé e a exibição de alegorias bem acabadas", listando a escola entre as favoritas ao título. A Vila recebeu os prêmios S@mba-Net de melhor escola, ala de baianas e velha guarda. Confirmando a expectativa, a Vila Isabel venceu o Grupo A, conquistando seu retorno ao Grupo Especial, quatro anos após seu rebaixamento. Dos 36 julgadores do carnaval, apenas quatro não deram nota máxima à escola, mas as notas baixas foram descartadas seguindo o regulamento do concurso. Com isso, a escola foi campeã com pontuação máxima e diferença de seis décimos para a vice-campeã, Acadêmicos de Santa Cruz.
- 2005: "Singrando os Mares e Construindo o Futuro"

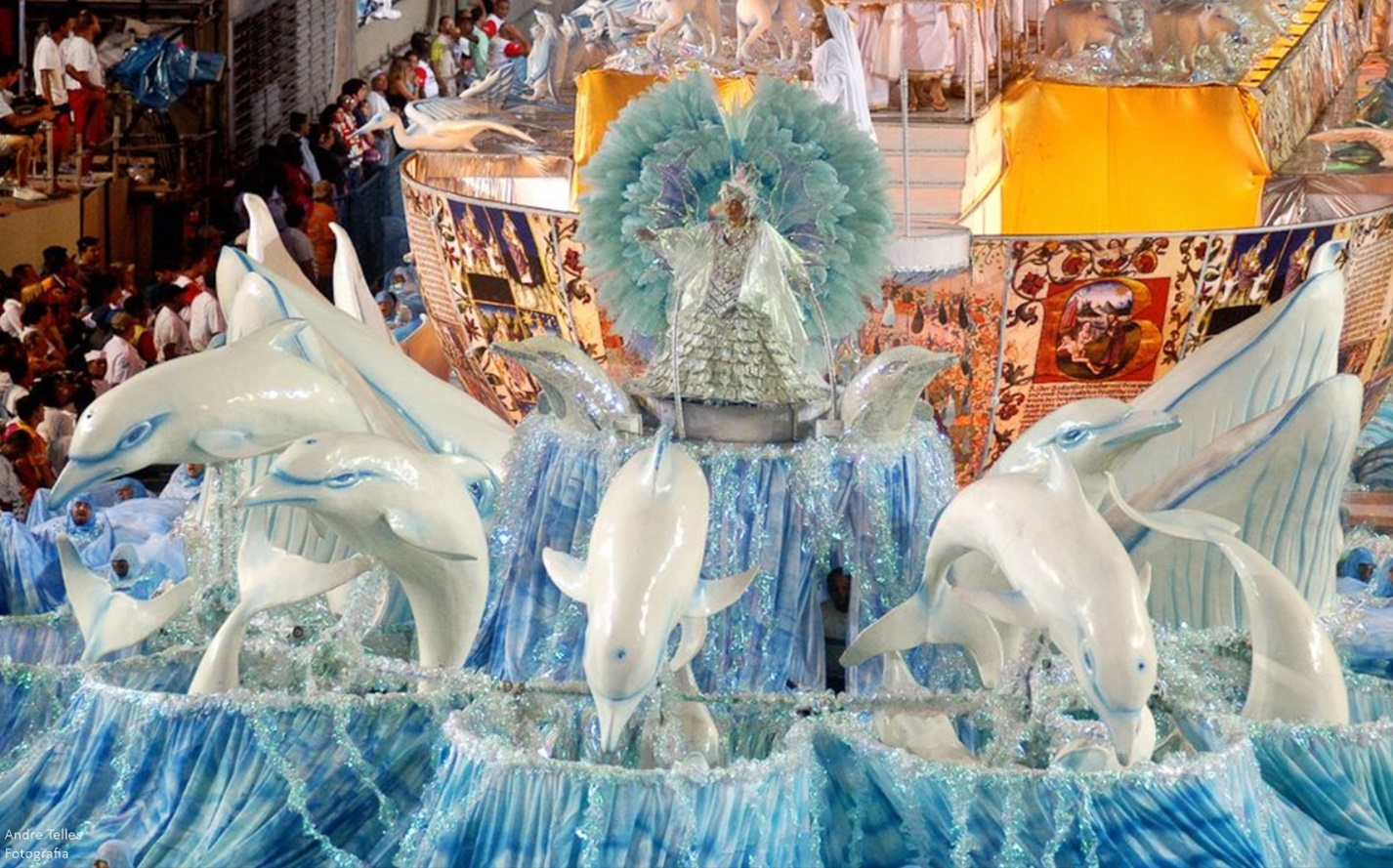
Abre-alas da Vila no carnaval de 2005.

De volta ao Grupo Especial, a Vila contratou o carnavalesco multicampeão Joãosinho Trinta, que desenvolveu um enredo sobre navegação e construção naval. Jaime Arôxa coreografou a Comissão de Frente. Raphael Rodrigues assumiu o posto de primeiro mestre-sala, dançando com Rute Alves. Adriana Perett foi coroada rainha da bateria. Em novembro de 2004, Joãosinho sofreu um AVC (acidente vascular cerebral), tendo que se afastar definitivamente da produção do desfile. Os trabalhos foram finalizados pelo seu assistente, Wany Araújo. A Vila foi a última das sete escolas que se apresentaram na primeira noite (domingo) do Grupo Especial. Especialistas criticaram o desfile, listando a escola entre as favoritas ao rebaixamento. Entre os problemas apontados estavam a falta de acabamento em alegorias e fantasias, que passaram desmanchando pela avenida. Uma das alegorias desacoplou, se transformando em duas, ultrapassando o limite de oito carros alegóricos imposto pelo regulamento, o que gerou penalização de um ponto à escola. Entre os destaques apontados pela imprensa, estava a bateria de Mestre Mug, que realizou "paradinhas" em ritmo de funk. Com o desfile, a Vila se classificou em décimo lugar, conseguindo se manter no Grupo Especial. A escola conseguiu a pontuação máxima nos quesitos Bateria e Samba-enredo, mas perdeu muitos pontos nos demais quesitos. O desfile de 2005 foi o último da carreira de Joãosinho Trinta, que, até sua morte, em 2011, não assinou outros desfiles.

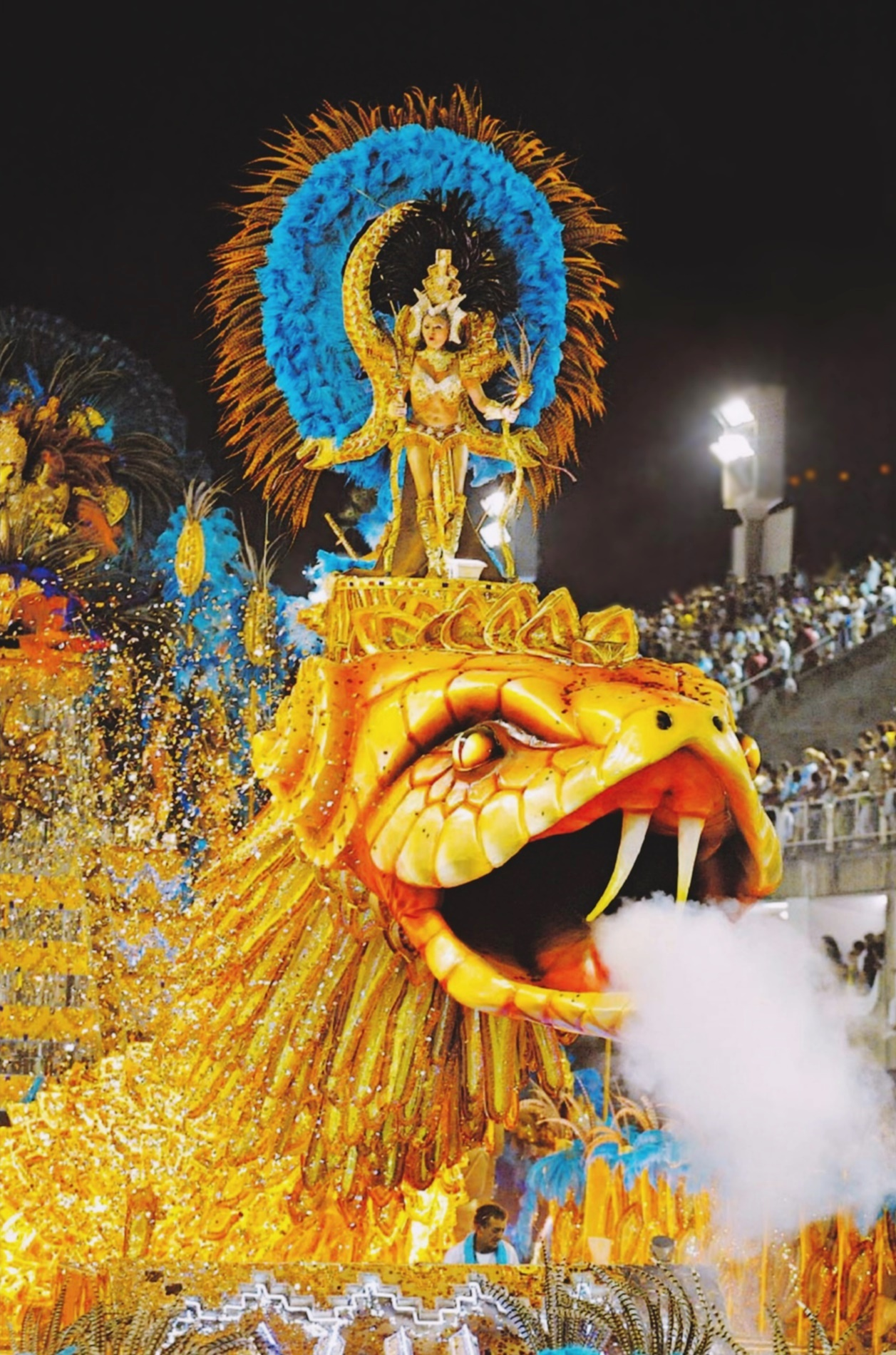
Detalhe do carro abre-alas da Vila no carnaval de 2006.

- 2006: "Soy Loco Por Tí, América: A Vila Canta a Latinidade"

Em maio de 2005, o então diretor de carnaval, que já vinha ajudando financeiramente a escola, Wilson Vieira Alves (Moisés), foi eleito presidente da Vila, tendo Evandro Bocão como vice-presidente. O carnaval de 2006 foi o primeiro confeccionado na Cidade do Samba, inaugurada em setembro de 2005. A escola contratou o diretor de carnaval Ricardo Fernandes, que sugeriu a contratação do carnavalesco Alexandre Louzada. O bailarino Roberto Lima ficou responsável pela Comissão de Frente. O enredo escolhido teve como tema a latinidade, sendo desenvolvido por Alexandre Louzada, junto com o historiador Alex Varela e o compositor Martinho da Vila. A empresa estatal Petróleos de Venezuela (PDVSA) patrocinou o desfile com valores estimados entre US$ 500 mil e US$ 1,5 milhão. A polêmica disputa para escolha do samba-enredo do desfile causou o afastamento de Martinho da escola. O compositor teve seu samba, feito em parceria com Luiz Carlos da Vila, eliminado na semifinal da disputa. O samba vencedor, composto por André Diniz, Serginho 20, Carlinhos do Peixe e Carlinhos Petisco, era o favorito da escola e venceu o concurso por unanimidade. O presidente Moisés preferia o samba de Martinho e chegou a propor uma junção com o samba de André Diniz, mas Martinho foi contra. Magoado, Martinho fez críticas ao samba escolhido e não participou do desfile da Vila. O samba escolhido para o desfile tem diversos termos em espanhol como "corazón", "arriba" e "sin perder la ternura".

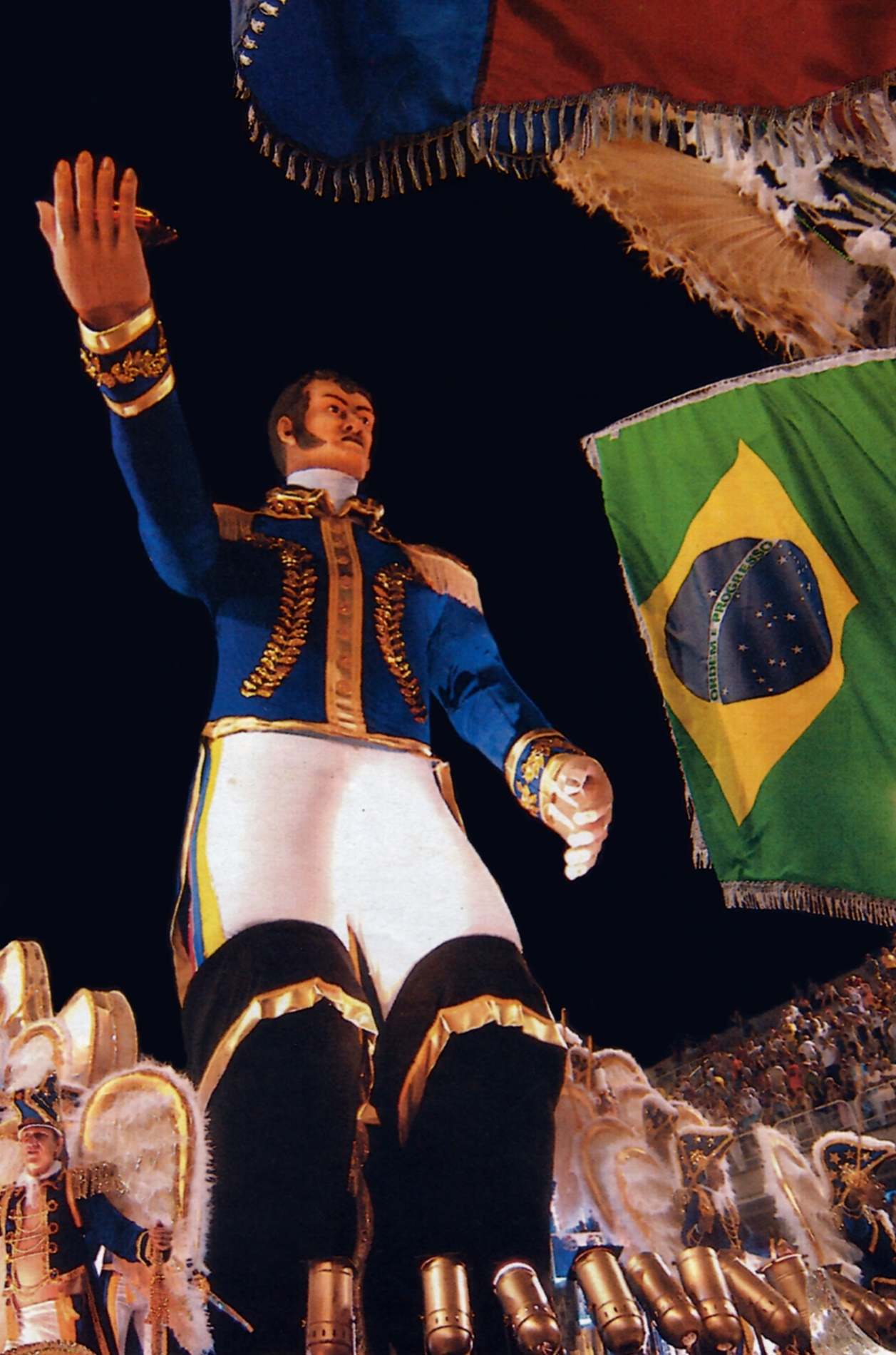
Escultura de Simón Bolívar encerrou o desfile campeão de 2006.

Quinta escola a se apresentar na primeira noite (domingo) do Grupo Especial, a Vila recebeu gritos de "campeã" do público presente no Sambódromo. O desfile retratou as belezas e riquezas da América Latina e homenageou personalidades como Carmen Miranda e Simón Bolívar. Ainda se recuperando de um AVC (acidente vascular cerebral), o carnavalesco Joãosinho Trinta desfilou em um carrinho motorizado. A Vila recebeu o Troféu Apoteose de melhor escola do ano. Especialistas classificaram o desfile como "empolgante", destacando a funcionalidade do samba, além do luxo e beleza das fantasias e alegorias, listando a escola entre as favoritas ao campeonato. Confirmando a expectativa, a Vila Isabel foi campeã, conquistando seu segundo título na elite do carnaval carioca, acabando com o jejum de dezoito anos sem conquistas. A escola somou a mesma pontuação final que a vice-campeã, Grande Rio, conquistando o título no quesito de desempate, Samba-enredo, onde teve um décimo a mais que a escola de Caxias. Após o resultado, o presidente da Vila agradeceu publicamente a contribuição do Governo Venezuelano. O presidente da Venezuela, Hugo Chávez, também comemorou o sucesso do financiamento da PDVSA à escola. A vitória da agremiação repercutiu em jornais estrangeiros, que apontaram a "politização" do desfile. Após o carnaval, Martinho da Vila elogiou o samba da escola e reconheceu que a direção acertou na escolha. Durante o carnaval, Alexandre Louzada se mostrou incomodado com o destaque dado a Joãosinho Trinta, que, apesar de não estar envolvido com o desfile, dava entrevistas e era saudado como parte da equipe da escola. Durante a festa da comemoração do título, o presidente Moisés dedicou a vitória a Joãosinho Trinta, que chegou a anunciar na imprensa o enredo do ano seguinte. Em resposta, Louzada declarou que não faria o enredo de Joãosinho e que não aceitaria dividir o carnaval seguinte com ele. O presidente Moisés esclareceu que Joãosinho seria mantido como uma espécie de conselheiro. Louzada também ficou chateado com as declarações de Martinho, que dizia ter dado a ideia do enredo. Com a relação desgastada na Vila, Louzada aceitou a proposta da Beija-Flor, se transferindo para a escola de Nilópolis, onde seria campeão nos dois anos seguintes. O diretor de carnaval, Ricardo Fernandes, também saiu da Vila, se transferindo para o Salgueiro.
- 2007: "Metamorfoses: Do Reino Natural à Corte Popular do Carnaval - As Transformações da Vida"

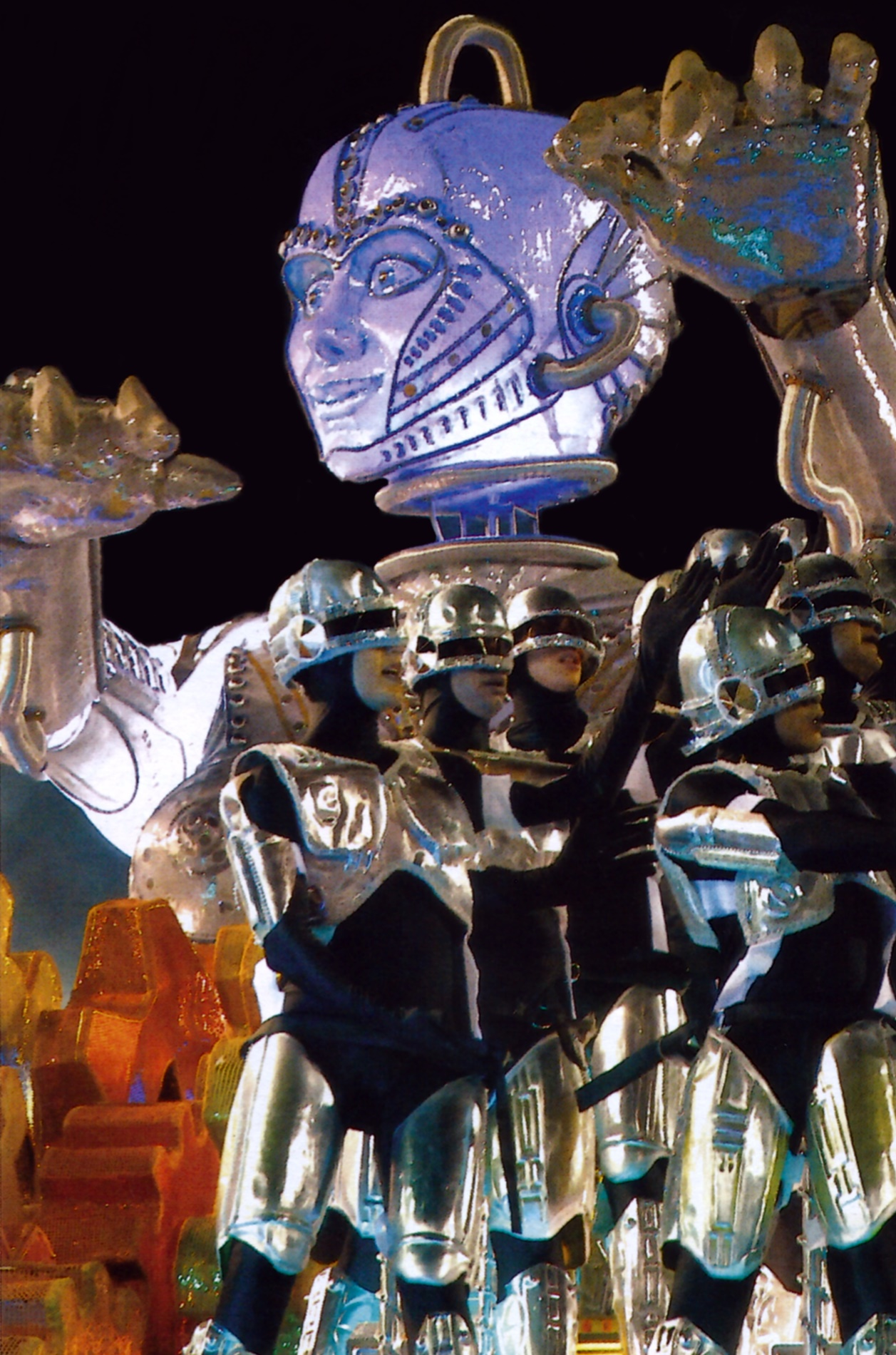
Desfile da Vila no carnaval de 2007.

Para tentar o bicampeonato consecutivo, a Vila contratou o carnavalesco Cid Carvalho, que integrou a Comissão de Carnaval da Beija-Flor entre 1998 e 2006, conquistando quatro títulos na agremiação de Nilópolis. Pela primeira vez, Cid assumiu um carnaval sozinho. Também houve mudança na Direção de Harmonia com a chegada de Décio Bastos; e na Direção de Carnaval, com a formação de uma comissão formada por Evandro Bocão, Carla Brito e Wilsinho Alves (filho do presidente Moisés). Ana Botafogo foi contratada para coreografar a Comissão de Frente. Sexta e última escola a se apresentar na primeira noite (domingo) do Grupo Especial, a Vila realizou um desfile sobre as metamorfoses da natureza e as transformações históricas e culturais do Homem. A Folha de S.Paulo destacou que as fantasias estavam pesadas e se desmanchando pela pista. Segundo O Globo, o samba-enredo empolgou o público, e as alegorias, altas e bem iluminadas, foram os destaques do desfile. O jornal também apontou que Cid Carvalho se inspirou no sucesso das alegorias coreografadas de Paulo Barros. Dos oito carros da Vila, cinco tinham coreografia. O desfile teve a participação de famosas como Letícia Spiller, Kelly Key e Viviane Araújo. O mestre-sala Raphael Rodrigues recebeu o prêmio Estandarte de Ouro; enquanto a Comissão de Frente recebeu o Tamborim de Ouro. Com o desfile, a Vila se classificou em sexto lugar, conquistando a última vaga do Desfile das Campeãs. A escola conseguiu a pontuação máxima nos quesitos Conjunto e Samba-enredo, perdendo muitos décimos nos demais quesitos. Em junho de 2007, morreu Pildes Pereira, primeira destaque e ex-presidente da escola.
- 2008: "Trabalhadores do Brasil"

A Vila promoveu mudanças em sua equipe para o carnaval de 2008. Campeão com a escola em 2006, Ricardo Fernandes reassumiu a Direção de Carnaval. Com a saída de Raphael Rodrigues, Julinho Nascimento assumiu o posto de primeiro mestre-sala, dançando com Rute. Marcelo Misailidis foi contratado para coreografar a Comissão de Frente. A Miss Brasil 2007, Natália Guimarães, foi coroada rainha da bateria. Para substituir Cid Carvalho, a escola contratou o carnavalesco Alex de Souza, que desenvolveu um enredo sobre os trabalhadores do Brasil, desde antes da chegada dos portugueses até a contemporaneidade. A Central Única dos Trabalhadores (CUT) colaborou com a escola, conseguindo parcerias para ajudar no carnaval e nos projetos sociais mantidos pela agremiação. O Ministério do Trabalho também apoiou o enredo. O então ministro da pasta, Carlos Lupi, participou do desfile. No concurso para a escolha do samba de 2008, o presidente Moisés causou polêmica ao realizar uma junção entre duas obras concorrentes. Especialistas criticaram a junção, listando o samba entre os piores do ano. Martinho da Vila participou da disputa, mas teve sua obra eliminada na semifinal do concurso. Quarta escola a se apresentar na segunda noite (segunda-feira) do Grupo Especial, a Vila realizou um desfile luxuoso, com alegorias grandes e com efeitos de fumaça, água e fogo. A última alegoria teve dificuldade para entrar na pista e quase ficou de fora do desfile. O atraso para manobrar o carro gerou um "buraco" (espaço vazio) com a ala da frente. No final da apresentação, componentes precisaram acelerar o passo para não ultrapassar o tempo limite de desfile. Perdendo pontos em todos os quesitos, a Vila se classificou em nono lugar, ficando de fora do Desfile das Campeãs. O quesito mais despontuado foi Samba-enredo, com a perda de nove décimos. Após o carnaval, Moisés reconheceu que errou ao fazer a junção dos sambas e declarou que o enredo ficou muito "politizado" devido à colaboração da CUT e do Governo brasileiro.
- 2009: "Neste Palco da Folia, Minha Vila Anuncia: Theatro Municipal, a Centenária Maravilha"

Em março de 2008, Wilson Vieira Alves (Moisés) foi reeleito presidente da Vila, tendo Evandro Bocão como vice-presidente. Para o carnaval de 2009, a Vila manteve toda a sua equipe e escolheu um enredo sobre o centenário do Theatro Municipal do Rio de Janeiro. Durante a preparação para o desfile, a Vila contratou o carnavalesco Paulo Barros, após o mesmo ser demitido da Viradouro. Alex de Souza já havia desenhado as fantasias do desfile e a primeira alegoria. Paulo modificou algumas fantasias e ficou responsável pelas alegorias, com exceção da última, de responsabilidade de Alex. A Vila foi a terceira escola a se apresentar na primeira noite (domingo) do Grupo Especial. Especialistas elogiaram o desfile, listando a escola entre as favoritas ao título de campeã. A parceria entre os carnavalescos foi aprovada pela crítica especializada, que destacou o capricho das fantasias de Alex e a criatividade das alegorias coreografadas de Barros, com destaque para o carro abre-alas, que simulava a destruição de casarões antigos em referência à reforma urbana, conhecida como "Bota-Abaixo", promovida pelo prefeito do Rio, Pereira Passos, no início do século XX. O desfile marcou o retorno de Martinho da Vila à escola após três anos sem desfilar na agremiação. A agremiação encerrou sua apresentação recebendo gritos de "é campeã!" do público presente no sambódromo. A Vila recebeu o troféu Tamborim de Ouro de melhor escola do ano. A Comissão de Frente de Marcelo Misailidis, em que camas formavam um palco onde atores representavam personagens da commedia dell'arte, recebeu todos os prêmios do ano. Julinho e Rute receberam o prêmio Estrela do Carnaval. Julinho ainda recebeu seu primeiro Estandarte de Ouro. A Vila se classificou em quarto lugar, garantindo seu retorno ao Desfile das Campeãs. A escola conseguiu a pontuação máxima nos quesitos Comissão de Frente, Evolução, Fantasias e Harmonia, perdendo muitos décimos nos demais quesitos. O quesito mais despontuado foi samba-enredo, com a perda de nove décimos. Após o carnaval, Paulo Barros se transferiu para a Unidos da Tijuca, onde conquistaria o título de 2010 com o icônico "É Segredo!".

### Década de 2010
A Vila começou a década com bons resultados e a conquista do seu terceiro título de campeã, em 2013. Após o campeonato, uma crise política e financeira pôs fim à "era" da família Vieira Alves, que presidia a escola desde 2005. A crise política na escola se estendeu até o final da década com constantes trocas e renúncias de presidentes.
- 2010: "Noel: A Presença do Poeta da Vila"

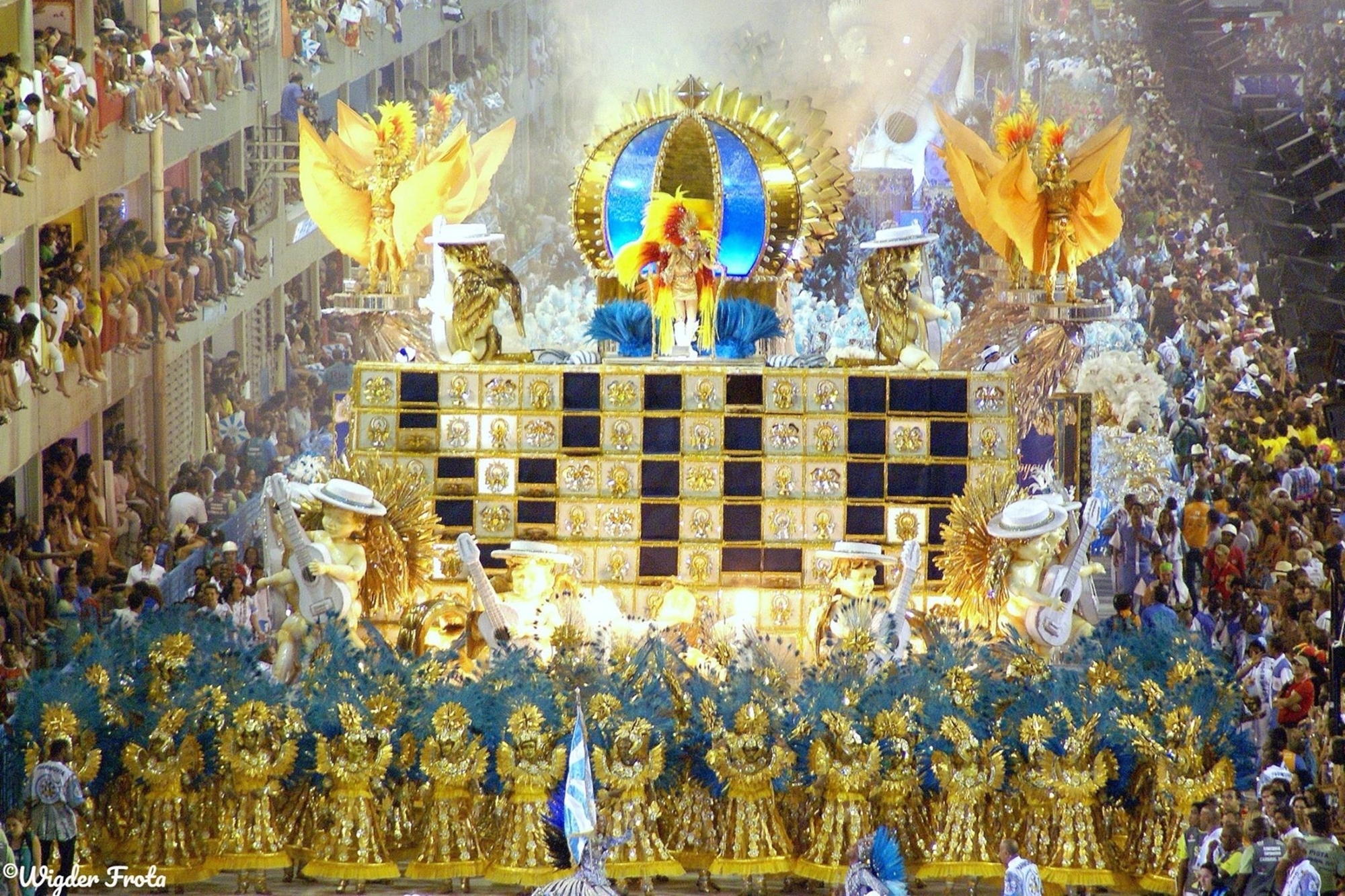
Desfile da Vila no carnaval de 2010.

Após trinta anos comandando a bateria da Vila, Mestre Mug foi afastado do cargo. O presidente da escola, Moisés, justificou que Mug apresentava sinais de cansaço e problemas de saúde. Para ocupar o seu lugar, foi contratado Átila Gomes, que vinha realizando um elogiado trabalho no Império Serrano. A troca de comando não foi bem aceita pelos ritmistas da Vila, que queriam um mestre da própria escola. O próprio Mug declarou em entrevistas que não aceitaria ninguém "de fora" da escola enquanto estivesse vivo. Moisés rebateu as falas do antigo mestre, declarando que "as notas recebidas pela bateria da Vila nos últimos carnavais não o credenciavam a fazer qualquer tipo de reivindicação". Ricardo Fernandes pediu demissão da direção de carnaval, sendo substituído por uma comissão formada por Amauri Oliveira, Décio Bastos, Evandro Bocão e Wilsinho Alves. Gracyanne Barbosa assumiu o posto de rainha de bateria. Para o carnaval de 2010, o presidente Moisés queria fazer um desfile em homenagem a Martinho da Vila, mas foi convencido pelo próprio Martinho a fazer um enredo sobre o centenário de nascimento do cantor e compositor Noel Rosa, figura ilustre do bairro de Vila Isabel, morto em 1937. Moisés também cogitou não realizar o tradicional concurso para escolha do samba-enredo, optando por encomendar a obra diretamente a Martinho, mas o compositor foi contra, defendendo a importância da realização do concurso. Martinho participou e venceu o concurso, voltando a assinar um samba da escola após dezessete anos. O samba, adaptado de outra obra sua, em parceria com Gracia do Salgueiro, foi aclamado pela crítica especializada. A Vila Isabel chegou ao carnaval cercada de expectativas e como uma das favoritas ao título de campeã.
A Vila foi a quinta escola a se apresentar na segunda noite (segunda-feira) do Grupo Especial. Durante os vinte minutos iniciais do desfile a escola sofreu com problemas de som na Sapucaí, causados por uma pane nos microfones da bateria. Segundo especialistas, os destaques da apresentação foram o samba-enredo e a comissão de frente de Marcelo Misailidis, em que componentes com máscaras de silicone, dançavam com violões que se transformavam em mulatas e mesas de bar e, quando deixados no chão, deslizavam em direção aos integrantes sob o comando de um controle remoto. O enredo da escola, assinado pelo carnavalesco Alex de Souza, junto com Martinho da Vila e o historiador Alex Varela, recebeu todos os prêmios do ano, incluindo o Estandarte de Ouro. Julinho e Rute também receberam o Estandarte de melhor mestre-sala e melhor porta-bandeira. A escola ainda recebeu o Troféu Sambario de melhor samba. Com o desfile, a Vila se classificou em quarto lugar, repetindo a colocação do ano anterior. A escola conseguiu a pontuação máxima apenas nos quesitos samba-enredo e harmonia, perdendo décimos em todos os demais quesitos.
- 2011: "Mitos e Histórias Entrelaçadas pelos Fios de Cabelo"

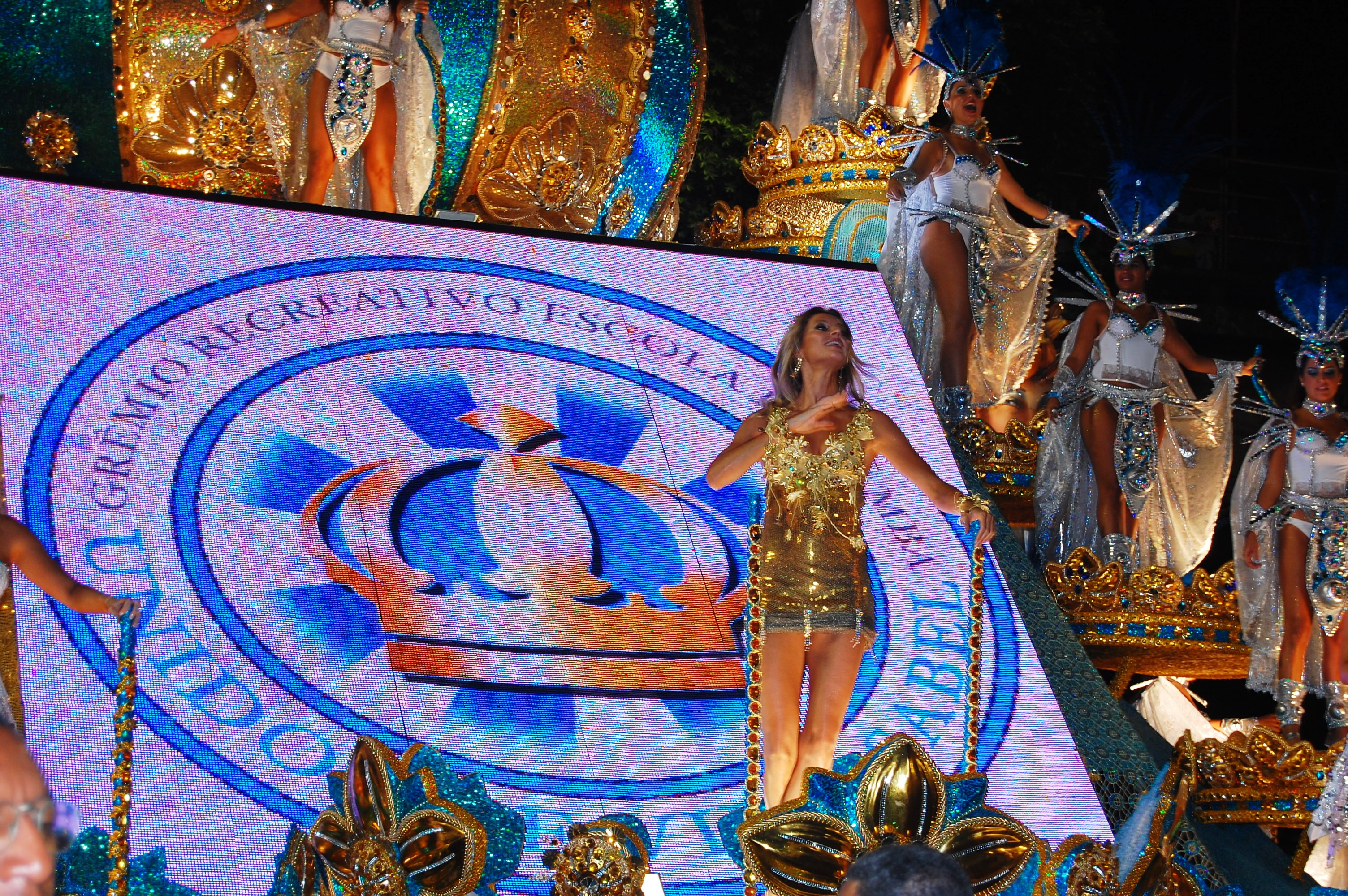
Gisele Bündchen no desfile de 2011.

Em maio de 2010, o então presidente da Vila, Wilson Vieira Alves (Moisés), foi preso acusado dos crimes de quadrilha armada, contrabando e corrupção ativa. Seu filho, Wilson da Silva Alves (Wilsinho), que ocupava o cargo de Superintendente Geral da escola, assumiu o comando da agremiação. Para o carnaval de 2011, a Vila contratou a carnavalesca Rosa Magalhães, que desenvolveu um enredo sobre o cabelo, patrocinado pela Pantene. Sabrina Sato assumiu o posto de rainha de bateria. A Vila foi a quinta escola a se apresentar na primeira noite (domingo) do Grupo Especial. A modelo Gisele Bündchen, garota-propaganda da Pantene, desfilou na última alegoria. Especialistas elogiaram o desfile, listando a escola entre as favoritas ao título. A Vila recebeu o Troféu Sambario de melhor escola do ano. Julinho foi premiado pelo Estandarte de Ouro pelo terceiro ano consecutivo. Julinho e Rute ainda receberam o Troféu Gato de Prata. Perdendo décimos em todos os quesitos, a Vila se classificou em quarto lugar, repetindo a colocação dos anos anteriores. Os quesitos mais bem avaliados foram Harmonia, Evolução e Fantasias, com a perda de apenas um décimo em cada; enquanto o quesito mais penalizado foi Comissão de Frente, com a perda de seis décimos.
- 2012: "Você Semba Lá... Que Eu Sambo Cá! O Canto Livre de Angola"

Em abril de 2011, Wilsinho foi eleito presidente da Vila, tendo Elizabeth de Souza Aquino (Dona Beta) como vice-presidente. Ainda preso, Moisés foi colocado como Presidente de Honra da agremiação junto com Martinho da Vila. Para o carnaval de 2012, a escola fez apenas uma mudança em sua equipe, trocando o comando da bateria. A contratação de Paulinho Botelho, que por anos foi mestre de bateria da Beija-Flor, não foi bem aceita pelos ritmistas da Vila, que queriam um mestre da própria escola. A solução encontrada foi promover Wallan Amaral, sobrinho de Mestre Mug ao comando da Swingueira de Noel junto com Paulinho, oficializando dois mestres de bateria. Martinho da Vila sugeriu um enredo sobre Angola. O compositor é considerado o Embaixador do Brasil em Angola, tendo realizado, em 1982, o evento "O Canto Livre de Angola", levando pela primeira vez uma delegação de artistas angolanos ao Brasil. A Vila Isabel foi a sétima e última escola a se apresentar na primeira noite (domingo) do Grupo Especial. Rosa Magalhães inovou apresentando um desfile de temática africana com colorido e leveza. A carnavalesca utilizou réplicas de tecidos com estamparia africana em alegorias e fantasias. Outro destaque do desfile foi o samba-enredo composto por André Diniz, Arlindo Cruz, Artur das Ferragens, Evandro Bocão e Leonel, que utilizou um efeito de contracanto inédito no gênero. A escola finalizou seu desfile com o dia claro, sendo saudada pelo público presente no sambódromo com gritos de "campeã". Especialistas elogiaram a apresentação, listando a escola entre as favoritas ao título. A Vila foi a agremiação mais premiada do ano, recebendo a maioria dos prêmios de melhor escola ou desfile do ano, incluindo o Estandarte de Ouro, que também premiou Julinho e Rute, Rosa Magalhães (Personalidade do Ano), a ala de baianas e o enredo da escola. A Comissão de Frente de Marcelo Misailidis, que simulou uma savana, também foi a mais premiada do ano. Apesar dos elogios, a Vila se classificou em terceiro lugar. A escola conseguiu a pontuação máxima na maioria dos quesitos, mas perdeu três décimos em Alegorias e dois décimos em Bateria.
- 2013: "A Vila Canta o Brasil, Celeiro do Mundo - Água no Feijão que Chegou Mais Um"

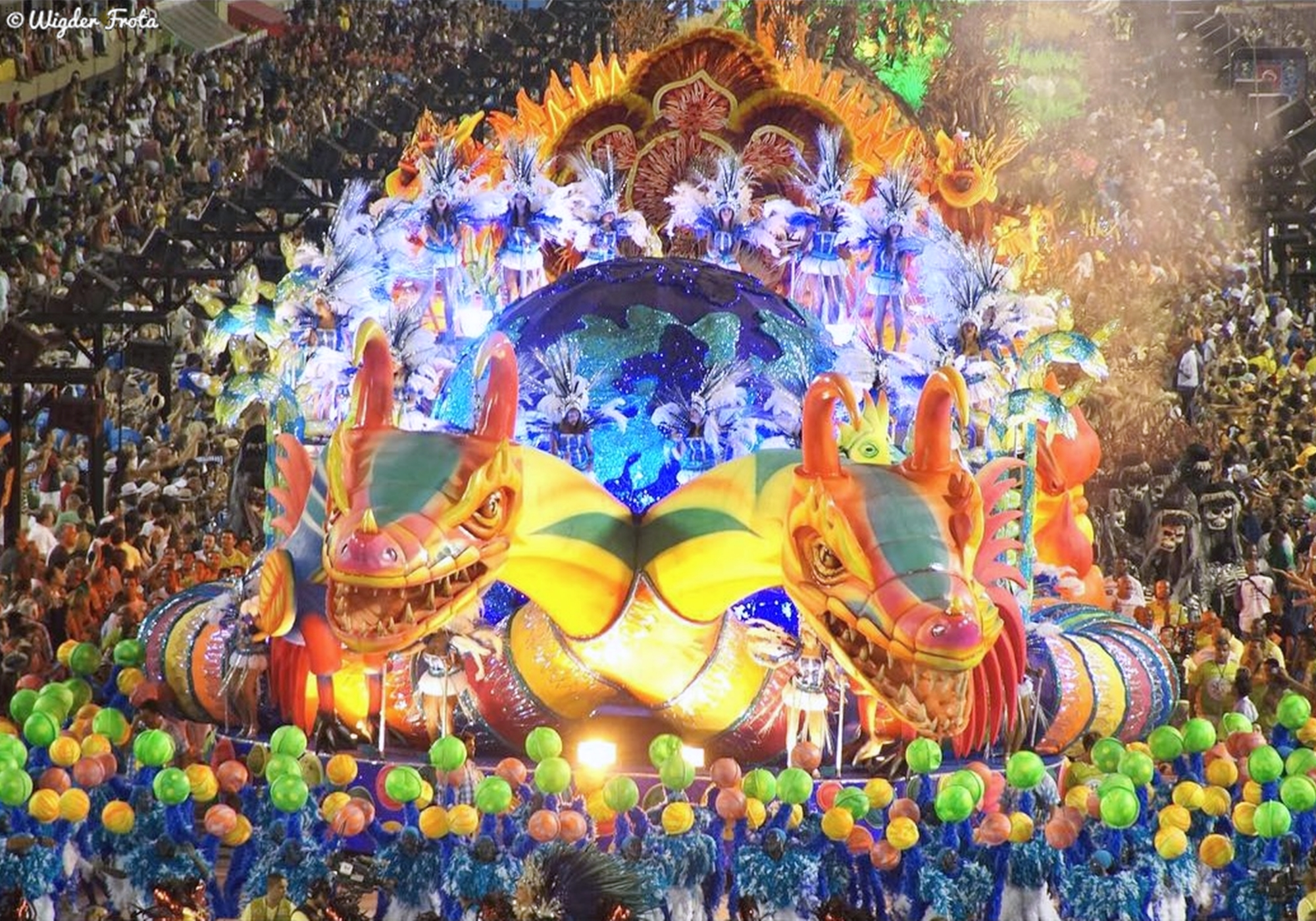
Carro abre-alas da Vila no desfile de 2013.

Para o carnaval de 2013 a Vila manteve toda a sua equipe e contratou Carlinhos de Jesus como Diretor Artístico. O dançarino coreografou três alegorias e quatro alas, além de realizar uma intervenção na bateria da escola, montando um "arraiá" com bandeirinhas coloridas sobre os ritmistas. A escola recebeu um patrocínio da BASF, empresa multinacional alemã de produtos químicos, para realizar um desfile sobre a agricultura brasileira e a vida no campo. O enredo foi desenvolvido pelo historiador Alex Varela, pelo compositor Martinho da Vila e pela carnavalesca Rosa Magalhães. A Vila foi a sexta e última escola a se apresentar na segunda noite (segunda-feira) do Grupo Especial, encerrando os desfiles de 2013. Apontada como favorita antes mesmo do carnaval, a escola foi recebida pelo público no sambódromo com gritos de "é campeã". Ao final da apresentação, a escola voltou a receber gritos de "campeã", enquanto o público dos camarotes e arquibancadas invadiu a pista e seguiu a escola, ato conhecido no meio carnavalesco como "arrastão".
Especialistas elogiaram o desfile, classificando a escola como a grande favorita ao título. A Vila também recebeu a maioria dos prêmios de melhor escola ou desfile do ano. Confirmando a expectativa, a Vila Isabel foi campeã do carnaval de 2013, conquistando seu terceiro título na elite do carnaval carioca, quebrando o jejum de sete anos sem conquistas. A escola conseguiu a pontuação máxima na maioria dos quesitos, perdendo apenas dois décimos em Bateria e um décimo em Comissão de Frente, sagrando-se campeã com três décimos de diferença para a segunda colocada, Beija-Flor. Um dos destaques do desfile foi o samba-enredo composto por André Diniz, Arlindo Cruz, Leonel, Martinho da Vila e Tunico da Vila. Amplamente elogiado pela crítica especializada, a obra recebeu todos os prêmios do ano. Pela primeira vez, a escola foi campeã com um samba-enredo composto por Martinho da Vila.
- 2014: "Retratos de Um Brasil Plural"

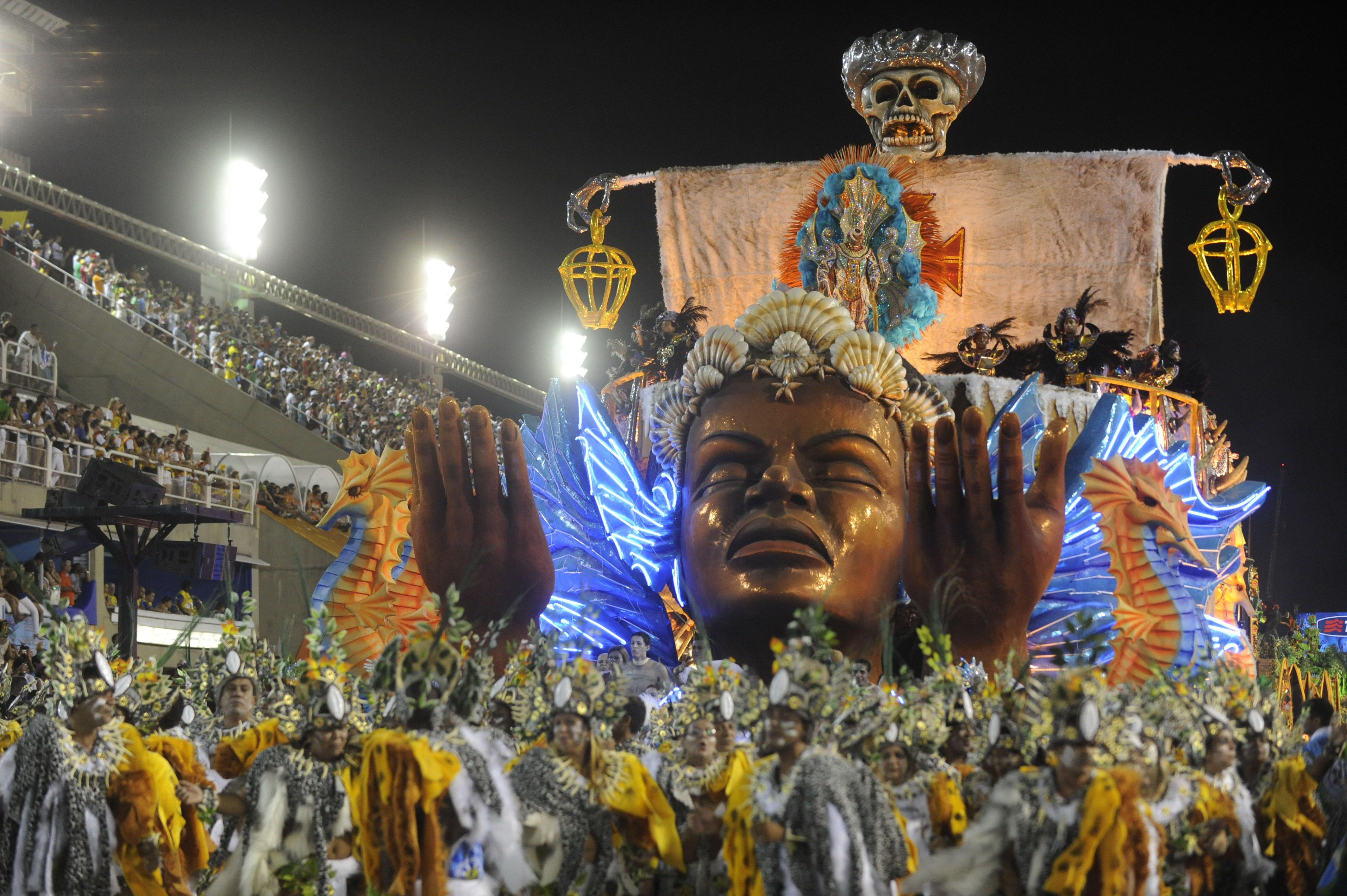
Desfile da Vila Isabel no carnaval de 2014.

Em crise financeira e sem conseguir patrocínios, a Vila perdeu grande parte da equipe campeã de 2013. Saíram da escola a carnavalesca Rosa Magalhães, o intérprete Tinga, o coreografo Marcelo Misailidis, o mestre de bateria Paulinho Botelho e o casal de mestre-sala e porta-bandeira Julinho e Rute. Para o carnaval de 2014, a escola contratou o carnavalesco Cid Carvalho, o intérprete Gilsinho, o coreografo Alex Neoral, e o casal Marquinhos e Giovanna. Em novembro de 2013, Cid pediu demissão, alegando falta de condições de trabalho e falta de pagamento de salário dele e dos funcionários. A escola chegou a anunciar uma Comissão de Carnaval, formada por Wilsinho Alves, Junior Schall, Julio Cerqueira, Alex Varella e Rita de Cássia, para substituir o carnavalesco, mas, em janeiro de 2014, Cid Carvalho acertou seu retorno à escola. Terceira agremiação a se apresentar na segunda noite (segunda-feira) do Grupo Especial, a Vila realizou um desfile sobre os biomas do Brasil. A crise financeira enfrentada pela agremiação influenciou diretamente no desfile. Alegorias desfilaram inacabadas, e alguns componentes desfilaram sem fantasias, incluindo uma ala inteira cujos componentes desfilaram vestindo apenas uma malha azul. No carro abre-alas, alguns componentes desfilaram de roupas íntimas por que a parte de baixo da fantasia não foi entregue. Em outras alas, a fantasia foi entregue com o desfile já tendo iniciado. A rainha de bateria, Sabrina Sato, também recebeu sua fantasia momentos antes do início do desfile. A crítica especializada elogiou a "garra" dos componentes, mas apontou que, devido aos problemas, a escola disputaria as últimas colocações. A Vila Isabel se classificou em décimo lugar, ficando na antepenúltima colocação do grupo. Dos quarenta julgadores do carnaval, apenas cinco deram nota máxima à escola. O quesito mais bem avaliado foi Bateria, que perdeu apenas um décimo. Algumas notas da Vila causaram polêmica, especialmente uma nota dez dada no quesito Alegorias, onde a escola teve problemas flagrantes. O resultado desencadeou uma crise política na escola. Antigos aliados, Capitão Guimarães e Wilson Vieira Alves (Moisés) romperam a relação. Retirado do posto de presidente de honra por Wilsinho Alves, Martinho da Vila sequer participou do desfile e fez críticas à administração da escola. A então vice-presidente, Dona Beta, também rompeu com Wilsinho, sendo impedida de frequentar a escola. Além disso, torcedores da Vila picharam a porta da quadra em protesto contra o resultado do carnaval.
- 2015: "O Maestro Brasileiro Está na Terra de Noel... a Partitura É Azul e Branca da Nossa Vila Isabel"

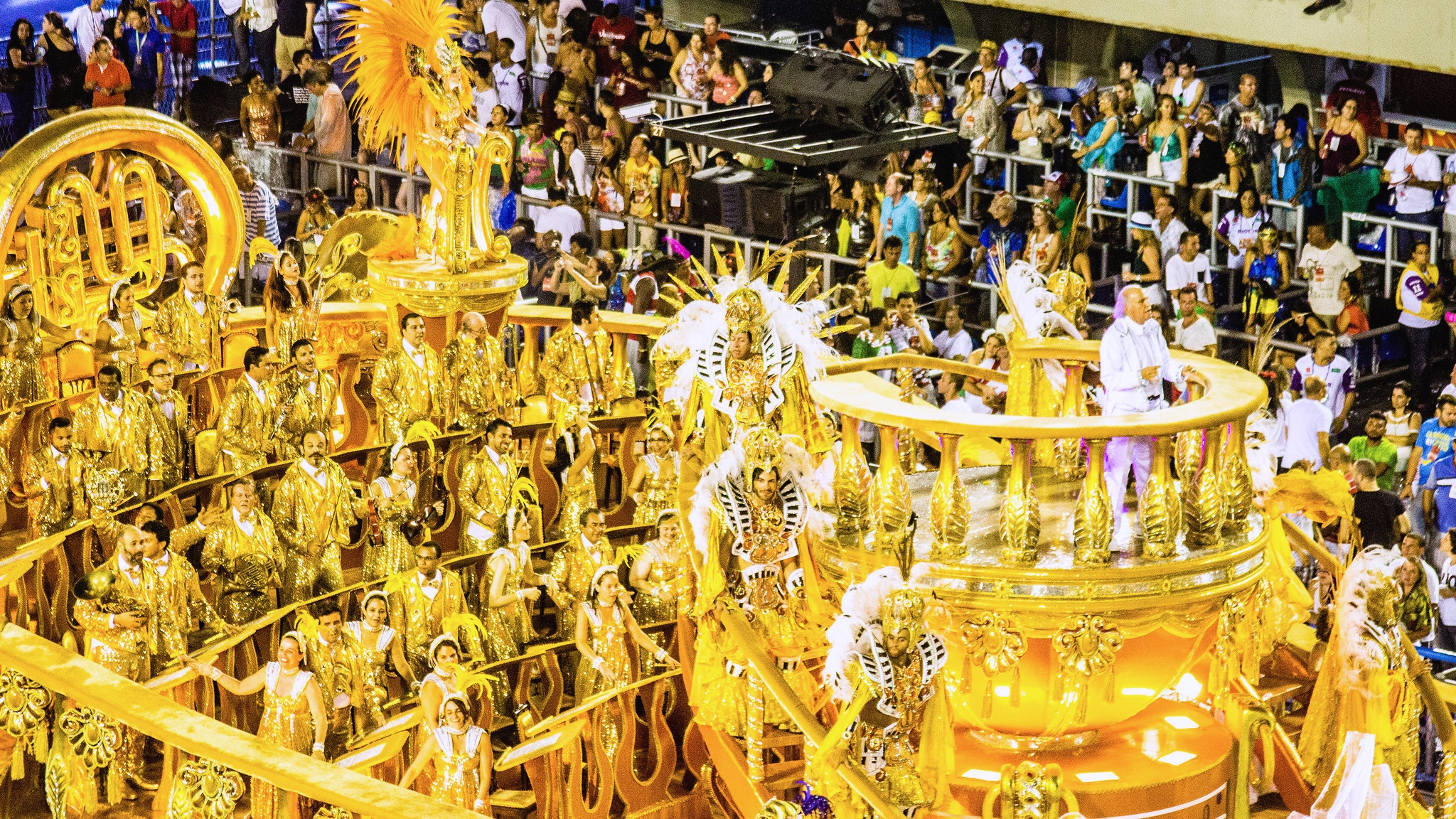
Isaac Karabtchevsky no carro abre-alas da Vila no carnaval de 2015.

Após o desastroso desfile de 2014 e enfrentando a oposição de figuras importantes da Vila como Capitão Guimarães e Martinho da Vila, Wilsinho e Moisés desistiram de tentar a reeleição. Sem concorrentes, e com apoio de Capitão e Martinho, Dona Beta foi aclamada presidente da agremiação em maio de 2014, pondo fim à "era" da família Vieira Alves, que presidia a escola desde 2005. Além de Martinho e Guimarães, Dona Beta teve o apoio do contraventor Bernardo Bello, que passou a contribuir financeiramente na agremiação. Para o carnaval de 2015, a Vila contratou o carnavalesco Max Lopes e o coreógrafo Jaime Arôxa. O segundo casal de mestre-sala e porta-bandeira, Diego Machado e Natália Pereira, foi promovido ao primeiro posto, mas, faltando menos de um mês para o desfile, Natália teve que se afastar da função devido a uma tendinite no joelho, sendo substituída pela terceira porta-bandeira, Dandara Ventapane, neta de Martinho da Vila. Quarta escola a se apresentar na primeira noite (domingo) do Grupo Especial, a Vila realizou um desfile sobre a carreira do maestro brasileiro Isaac Karabtchevsky. O maestro desfilou no carro abre-alas, aos oitenta anos de idade. Segundo especialistas, a escola conseguiu se recuperar do desastre do ano anterior, realizando um desfile correto, apesar de não empolgar o público no Sambódromo. Mas, no resultado oficial, a escola obteve um resultado pior do que no ano anterior. A Vila se classificou na penúltima colocação, sua pior classificação desde quando retornou ao Grupo Especial em 2005. Dos 36 julgadores do carnaval, apenas quatro deram nota máxima à escola.
- 2016: "Memórias do Pai Arraia - Um Sonho Pernambucano, Um Legado Brasileiro"

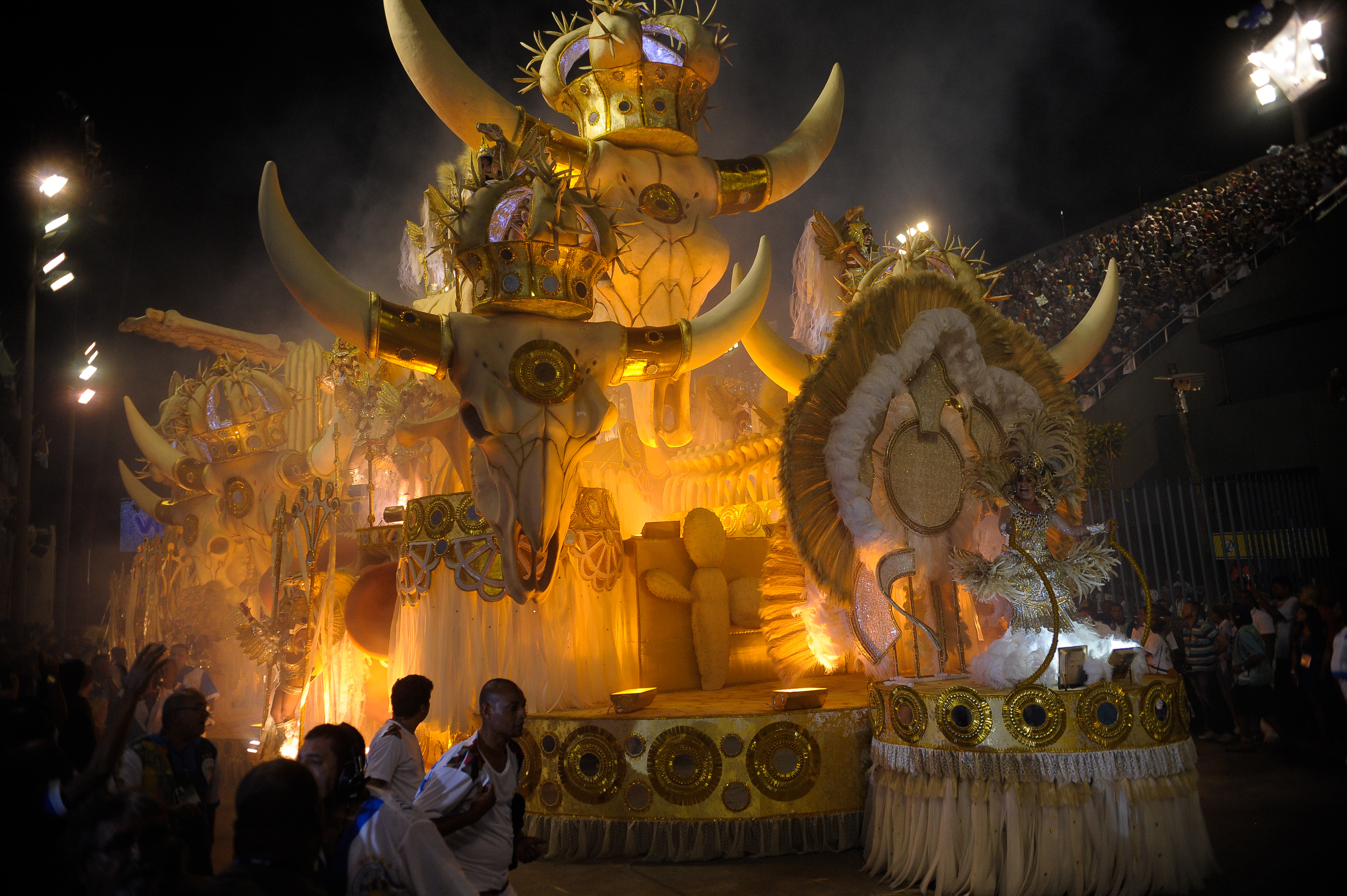
Abre-alas da Vila no carnaval de 2016.

Em maio de 2015, Dona Beta renunciou ao cargo de presidenta da Vila após um ano de mandato, alegando "divergências administrativas com membros da diretoria da escola". Ela foi substituída pelo vice-presidente, Luciano Ferreira. Para o carnaval de 2016, a Vila contratou o carnavalesco Alex de Souza, que desenvolveu, junto com Martinho da Vila, um enredo em homenagem ao político brasileiro Miguel Arraes, morto em 2005. A escola também trocou de intérprete, contratando Igor Sorriso. Phelipe Lemos assumiu o posto de primeiro mestre-sala, dançando com Dandara. O samba-enredo do desfile foi composto por uma "superparceria" formada por Martinho da Vila, André Diniz, Arlindo Cruz, Mart'nália e Leonel. O compositor Leonel morreu assassinado a tiros na porta de sua residência em dezembro de 2015. A Vila foi a primeira escola a se apresentar na segunda noite (segunda-feira) do Grupo Especial. Especialistas elogiaram o desfile, destacando o samba-enredo e o canto dos componentes. Ainda enfrentando dificuldades financeiras, a escola apresentou um conjunto de fantasias e alegorias simples, mas pertinentes ao enredo. Com o desfile, a Vila se classificou em oitavo lugar. A escola conseguiu a pontuação máxima apenas nos quesitos Enredo e Samba-enredo, perdendo muitos décimos nos demais quesitos. Phelipe Lemos foi o mestre-sala mais premiado do ano. A escola recebeu o prêmio S@mba-Net de melhor enredo. Igor Sorriso recebeu o prêmio SRzd de melhor intérprete.
- 2017: "O Som da Cor"

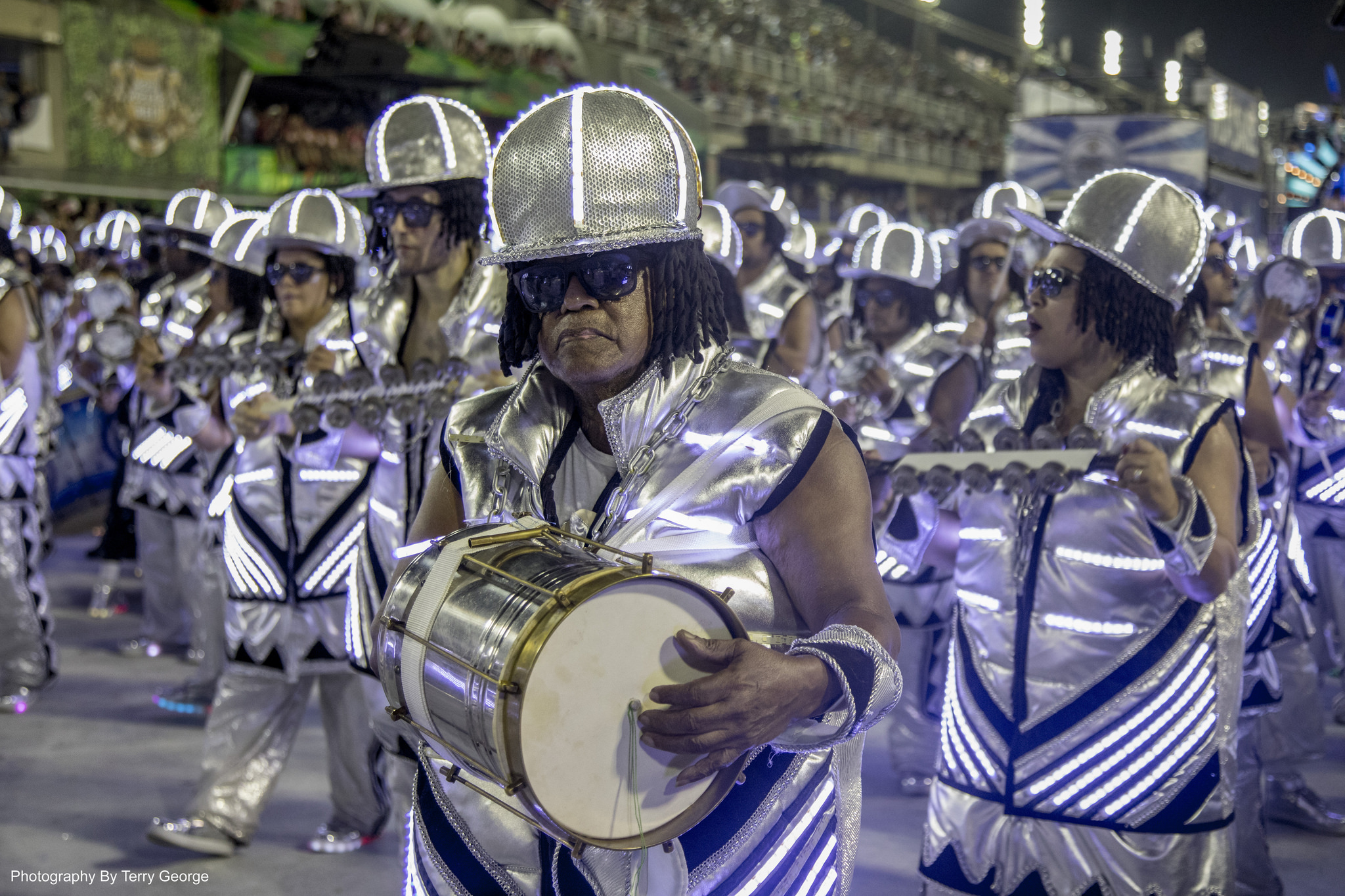
Bateria da Vila no carnaval de 2017.

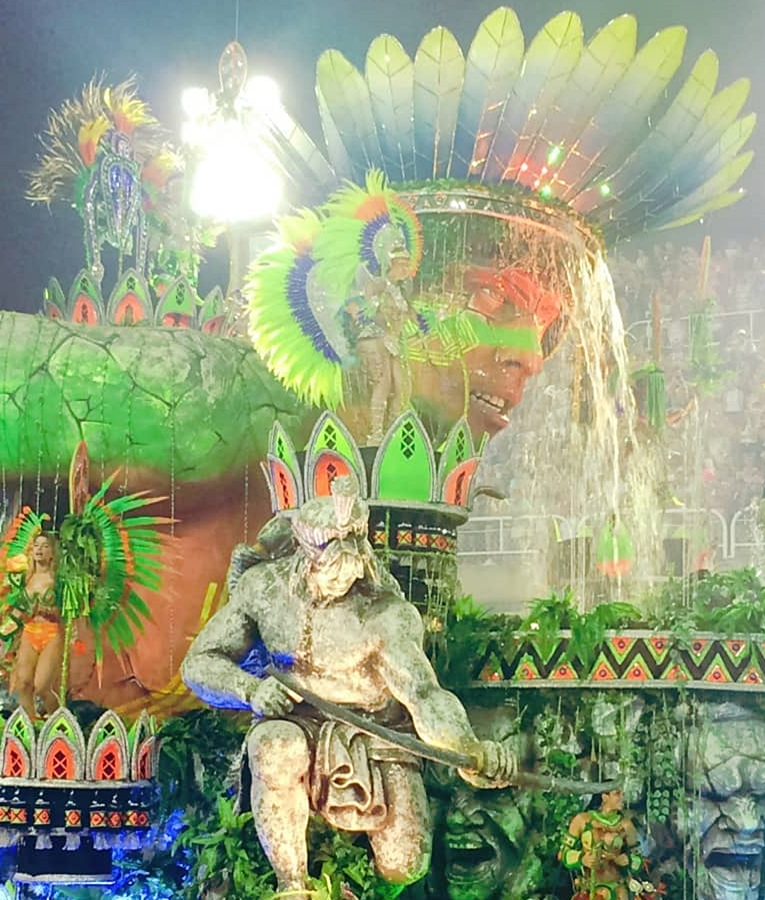
O luxuoso desfile da Vila no carnaval de 2019.

Em março de 2016, Luciano Ferreira renunciou ao cargo de presidente da escola após um ano de mandato, sendo substituído pelo vice-presidente, Levi Júnior. A Vila promoveu mudanças em sua equipe para o carnaval de 2017. O mestre-sala Raphael Rodrigues retornou à escola após dez anos. Segunda porta-bandeira da escola nos dois carnavais anteriores, Amanda Poblete foi promovida ao primeiro posto para dançar com Raphael. Patrick Carvalho assumiu o comando da Comissão de Frente. Júnior Schall retornou à escola como Diretor de Carnaval. Quarta escola a se apresentar na primeira noite (domingo) do Grupo Especial, a Vila desfilou com um enredo autoral do carnavalesco Alex de Souza sobre os ritmos musicais de influência africana. Especialistas chamaram atenção para problemas de acabamento nas alegorias, lembrando as dificuldades enfrentadas pela escola na preparação para o desfile, como o bloqueio de contas por causa de dívidas com os credores e a interdição da quadra pela Justiça. Um dos destaques do desfile, o samba-enredo da escola recebeu o Troféu Sambista de melhor do ano. A Vila conseguiu a pontuação máxima apenas no quesito Samba-enredo. Perdendo muitos pontos nos demais quesitos, a escola se classificou em décimo lugar.
- 2018: "Corra que o Futuro Vem Aí"

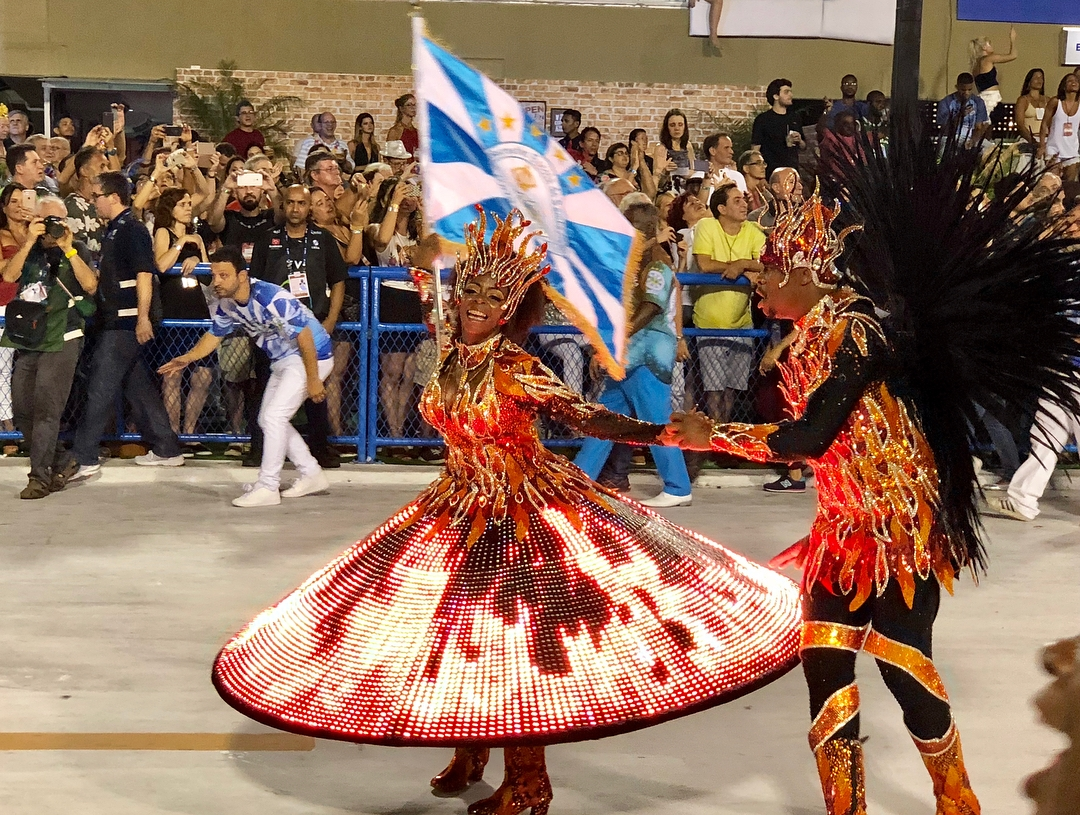
A pesada saia de 45 quilos da porta-bandeira Denadir no carnaval de 2018.

Em abril de 2017, Bernardo Bello foi eleito presidente da Vila, tendo como vice-presidente o advogado Fernando Fernandes. Bernardo ocupava cargos de diretoria desde 2014, quando foi levado para a escola por Capitão Guimarães. Para o carnaval de 2018, a Vila contratou o carnavalesco Paulo Barros, que convidou Paulo Menezes para dividir o cargo com ele. A escola também trocou a direção de bateria, substituindo Mestre Wallan por Mestre Chuvisco, que estava na Estácio de Sá. Denadir Garcia assumiu o posto de primeira porta-bandeira. Também houve mudanças na direção de harmonia, com a chegada de Marcelinho Emoção; e na direção de carnaval, com a criação de uma comissão formada por Luizinho Guimarães, Moisés Carvalho, Paulo Barros, Paulo Menezes e Ricardo Fernandes. Faltando vinte dias para o desfile, Paulo Barros afastou os coreógrafos da Comissão de Frente, Leo Senna e Kelly Siqueira, por divergências no projeto criativo. Coreografo da escola em 2014, Alex Neoral foi chamado para assumir a Comissão. Terceira escola a se apresentar na primeira noite (domingo) do Grupo Especial, a Vila realizou um desfile sobre a relação entre a tecnologia e o futuro, abordando as grande descobertas e invenções da Humanidade e os caminhos da Ciência. O desfile foi repleto de efeitos tecnológicos. A Comissão de Frente utilizou hologramas, enquanto no carro abre-alas foram usados cinco quilômetros de LED. A saia da porta-bandeira, decorada com cerca de vinte mil lâmpadas de LED simulando fogo, pesava 45 quilos. Especialistas classificaram o desfile como "frio", apontando que a escola não conseguiu animar o público presente no Sambódromo. Perdendo décimos em todos os quesitos, a Vila se classificou em nono lugar, ficando mais um ano de fora do Desfile das Campeãs. Após o carnaval, Paulo Barros se desligou da escola. Bernardo Bello renunciou ao cargo de presidente da agremiação, sendo substituído pelo vice-presidente, Fernando Fernandes.
- 2019: "Em Nome do Pai, do Filho e dos Santos, a Vila Canta a Cidade de Pedro"

A Vila promoveu mudanças em sua equipe para o carnaval de 2019. Após um ano de crise com os ritmistas da escola, Mestre Chuvisco deixou a Vila, sendo substituído pelo então diretor musical da agremiação, Macaco Branco. Com a transferência do intérprete Igor Sorriso para o carnaval de São Paulo, a Vila acertou o retorno de Tinga, que estava na Unidos da Tijuca. Patrick Carvalho também retornou à escola, assumindo a Comissão de Frente. A escola contratou o carnavalesco Edson Pereira, que desenvolveu um enredo sobre a história da cidade de Petrópolis. Segunda escola a se apresentar na segunda noite (segunda-feira) do Grupo Especial, a Vila realizou um desfile luxuoso, com alegorias grandes e fantasias volumosas. O carro abre-alas, com três chassis acoplados, media sessenta metros de comprimento. A segunda alegoria, com a reprodução de um índio articulado, utilizou quinze mil litros de água. Na última alegoria desfilaram familiares da vereadora Marielle Franco, morta em 2018. Em determinados momentos a escola recebeu gritos de "campeã" do público nas arquibancadas. A escola finalizou seu desfile com um minuto além do tempo permitido, o que lhe rendeu uma penalização de um décimo. Especialistas elogiaram o desfile, listando a escola entre as favoritas ao título de campeã. A Vila recebeu o prêmio SRzd de melhor escola do ano. A Comissão de Frente, que realizou truques de ilusionismo, onde componentes e objetos giravam em 360 graus, foi a mais premiada do ano. A escola também teve o conjunto de alegorias e fantasias, a ala de baianas e o carnavalesco mais premiados do ano. A Vila se classificou em terceiro lugar, seu melhor resultado desde o título de 2013, garantindo seu retorno ao Desfile das Campeãs após cinco anos de fora da festa. A escola conseguiu a pontuação máxima na maioria dos quesitos, perdendo um décimo em Bateria, um décimo em Enredo, e três décimos em Samba-enredo.

### Década de 2020

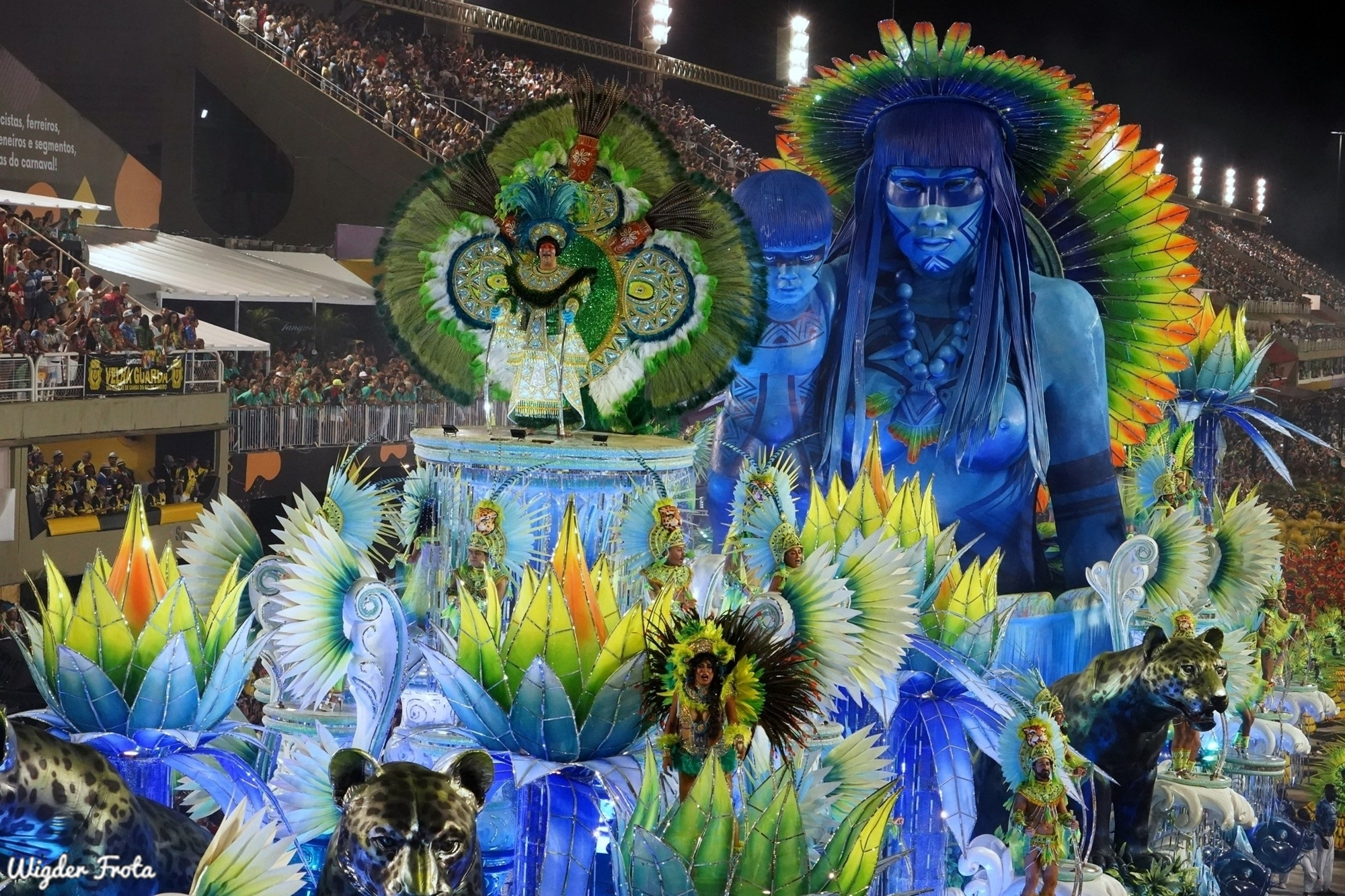
Abre-alas da Vila no carnaval de 2020.

- 2020: "Gigante Pela Própria Natureza - Jaçanã e Um Índio Chamado Brasil"

Para o carnaval de 2020, o carnavalesco Edson Pereira desenvolveu um enredo em que homenageava os sessenta anos de Brasília através de uma fábula indígena. Após dois anos cortando a verba dos desfiles pela metade, o prefeito Marcelo Crivella decidiu cortar integralmente a subvenção das escolas que desfilam no Sambódromo. A Vila Isabel foi a segunda escola a desfilar na segunda noite (segunda-feira) do Grupo Especial. Aline Riscado desfilou como rainha de bateria, ocupando o lugar de Sabrina Sato, que desfilou como musa da escola. Especialistas elogiaram o desfile, destacando o luxo do conjunto alegórico. A Vila recebeu o prêmio Estrela do Carnaval de melhor desfile do ano e o Estandarte de Ouro de melhor bateria. Apesar dos elogios, a escola se classificou em oitavo lugar, ficando de fora do Desfile das Campeãs. A agremiação conseguiu a pontuação máxima apenas nos quesitos Alegorias, Bateria e Comissão de Frente, perdendo pontos em todos os outros quesitos. Em 15 de maio de 2020, morreu Dona Beta, ex-presidente e baluarte da escola, vítima de um infarto fulminante.
- 2021/2022: "Canta, Canta, Minha Gente! A Vila É de Martinho!"

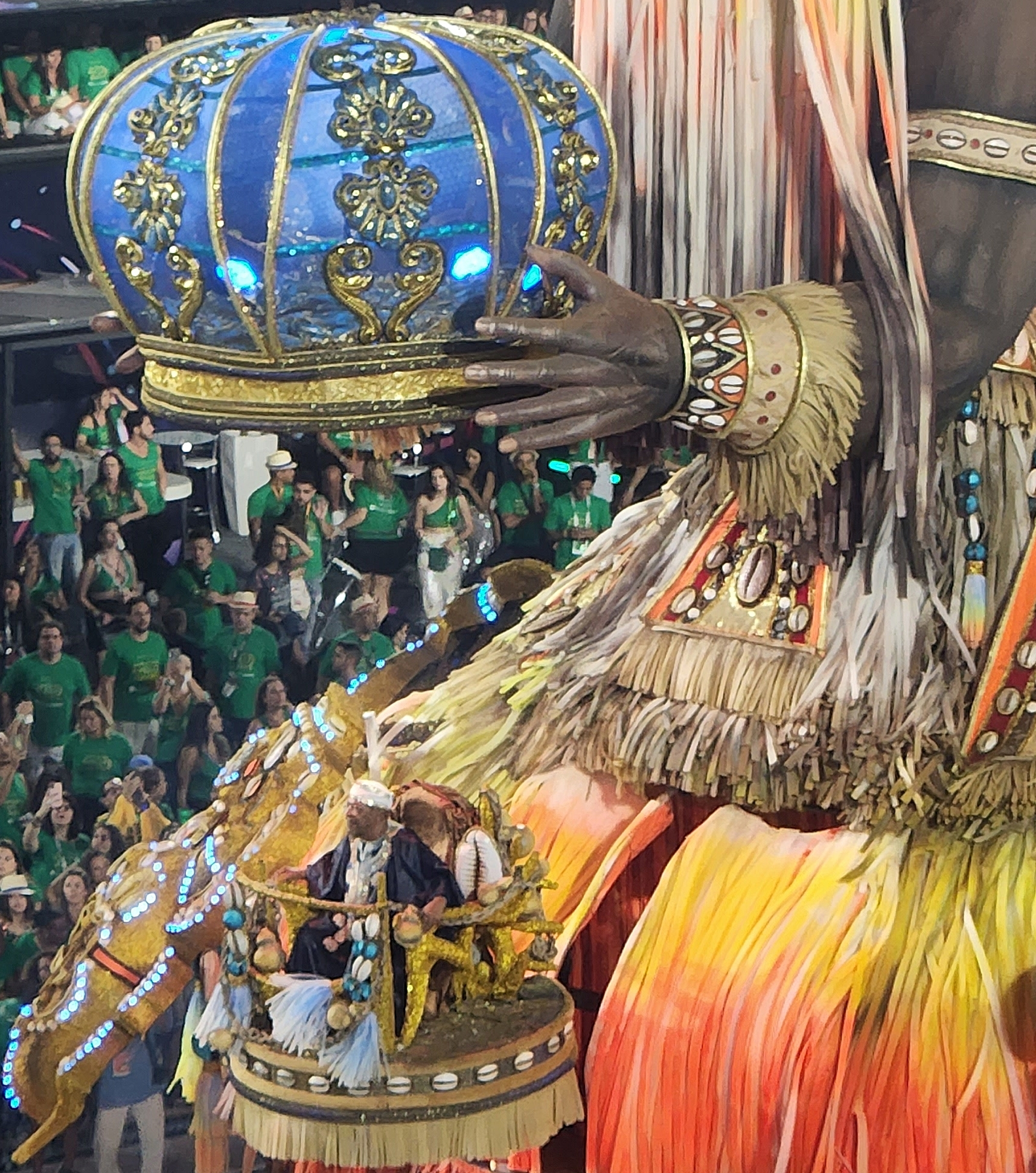
Martinho da Vila presente na Comissão de Frente do desfile de 2022.

Por causa do avanço da Pandemia de COVID-19 em todo o mundo, o desfile das escolas de samba de 2021 foi cancelado, sendo a primeira vez, desde a criação do concurso, em 1932, que o evento não foi realizado. Com o agravamento da pandemia, as escolas paralisaram as atividades presenciais nas quadras e barracões, mas seguiram se programando para o desfile futuro. Para o carnaval de 2022, Edson Pereira desenvolveu um enredo em homenagem ao cantor e compositor Martinho da Vila, presidente de honra da Vila Isabel. Márcio Moura foi contratado como novo coreógrafo da comissão de frente, substituindo Patrick Carvalho, que deixou a escola. A escola também trocou seu casal de mestre-sala e porta-bandeira. Marcinho Siqueira e Cristiane Caldas substituíram Raphael Rodrigues e Denadir Garcia, que foram desligados da escola. Sabrina Sato voltou ao posto de rainha de bateria, substituindo Aline Riscado. Com o retorno de Eduardo Paes à Prefeitura do Rio de Janeiro, a subvenção voltou a ser paga às agremiações. No final de 2021, com a campanha de vacinação contra a COVID e a diminuição de mortes pela doença, as escolas retomaram os ensaios para o carnaval de 2022. Com o aumento dos casos de COVID no país devido ao avanço da variante Ómicron, o desfile das escolas de samba que ocorreriam no carnaval de 2022 foram adiados para abril do mesmo ano, durante o feriado de Tiradentes. A Vila Isabel foi a sexta e última escola a desfilar na segunda noite (segunda-feira) do Grupo Especial, encerrando os desfiles do ano. Martinho desfilou na comissão de frente, surgindo de dentro de um tripé giratório, que o apresentava para todos os lados da Sapucaí. Depois voltou no final do desfile, cruzando a Sapucaí a pé, atrás da última alegoria da escola. Com o desfile, a escola obteve o quarto lugar no carnaval, se classificando para o Desfile das Campeãs.
- 2023: "Nessa Festa, Eu Levo Fé!"

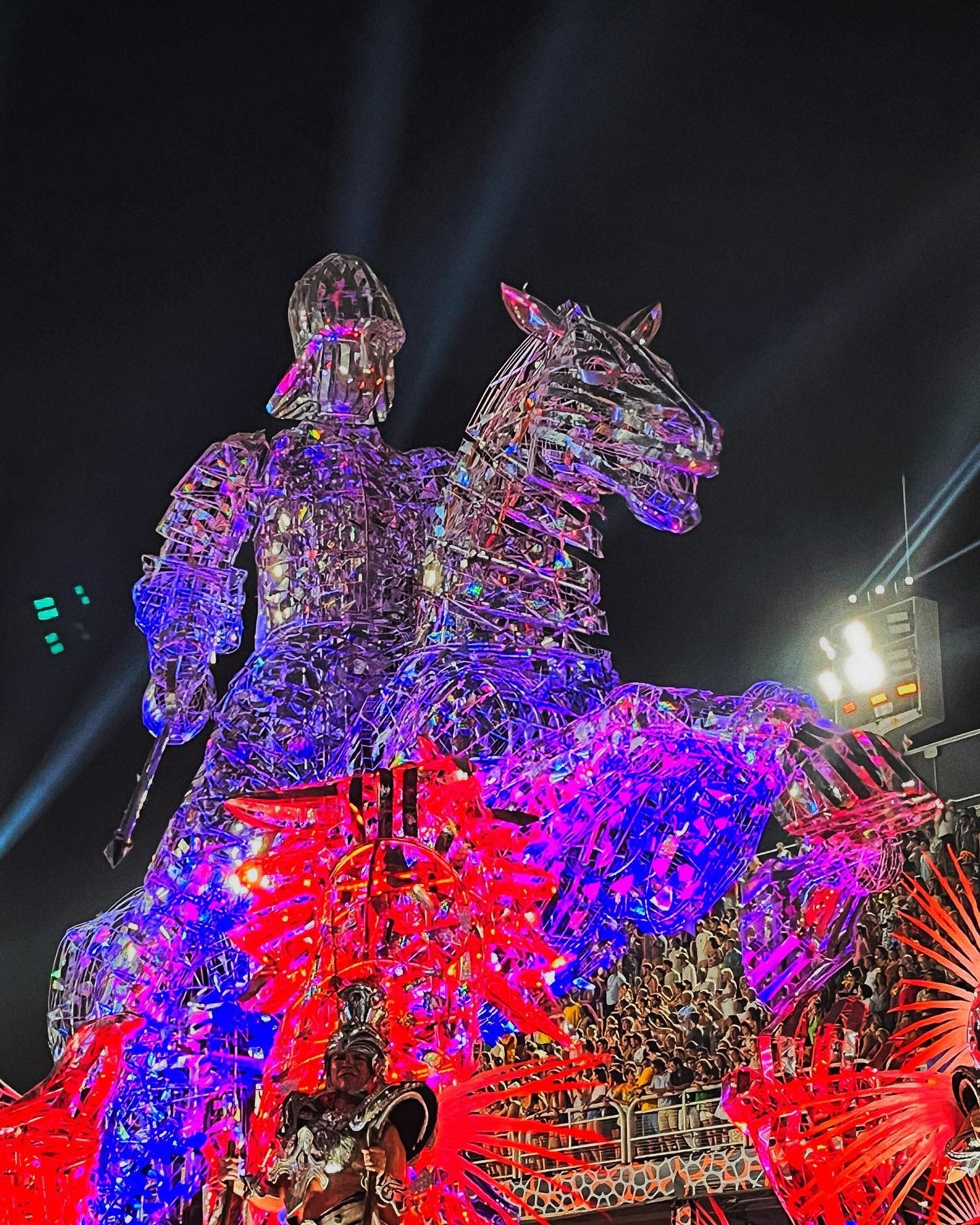
A elogiada alegoria de São Jorge no carnaval de 2023.

Em junho de 2022, Luiz Guimarães, filho de Capitão Guimarães, assumiu a presidência da Vila, aos 24 anos de idade, se tornando o dirigente mais novo a assumir uma escola de samba. Em 25 de setembro de 2022, o ex-presidente da Vila, Wilson Vieira Alves (Moisés), foi assassinado a tiros no Rio de Janeiro, em circunstâncias não esclarecidas. Na época, Moisés não tinha mais ligação com a escola. Para o carnaval de 2023, a Vila Isabel dispensou o carnavalesco Edson Pereira. Após rápidas passagens pela escola nos carnavais de 2009 e 2018, Paulo Barros retornou à Vila assinando um enredo sobre as festas religiosas que mobilizam populações em todo o mundo. A escola também contratou Alex Neoral e Márcio Jahú como seus novos coreógrafos de comissão de frente, substituindo Márcio Moura, que foi desligado da escola. A Vila foi a terceira escola a se apresentar na segunda noite (segunda-feira) do Grupo Especial. O desfile foi elogiado por público e crítica pela empolgação e criatividade nos quesitos visuais e de pista, colocando a escola como uma das favoritas ao campeonato. A Vila recebeu os prêmios SRzd e Explosão In Samba de melhor escola do ano. A alegoria "Festas de São Jorge" foi considerada pelos especialistas como a grande imagem do carnaval, também recebendo prêmios. Tinga foi o intérprete mais premiado do ano. Na apuração, a Vila perdeu décimos em quesitos como Samba-Enredo e Alegorias e Adereços, se classificando em terceiro lugar, ficando a meio ponto de distância da campeã Imperatriz Leopoldinense.
- 2024: "Gbalá - Viagem ao Templo da Criação"

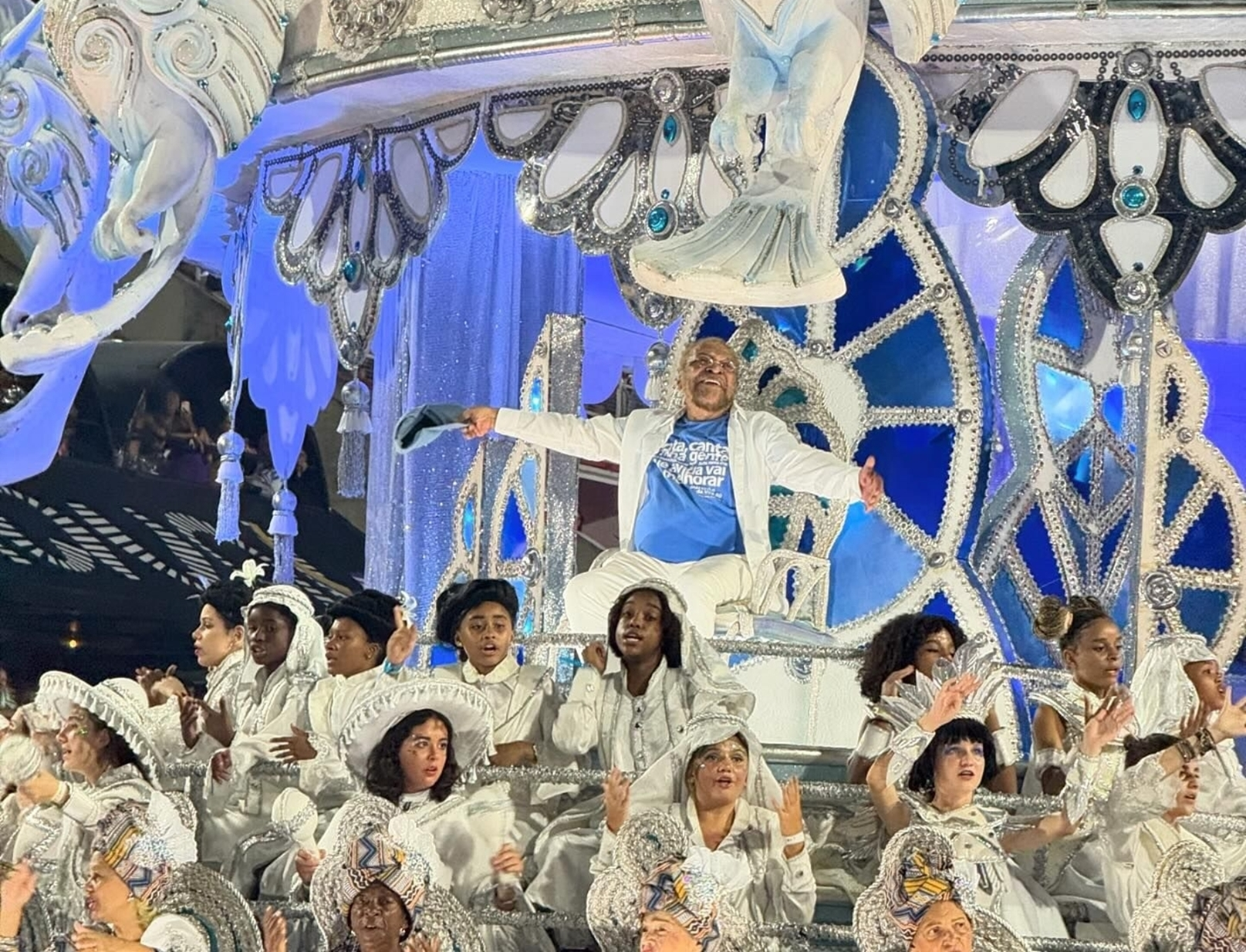
Martinho da Vila, cercado por crianças, na última alegoria do desfile de 2024.

Para o carnaval de 2024, a Vila decidiu reeditar seu enredo de 1993, originalmente criado pelo carnavalesco Oswaldo Jardim, baseado na cultura iorubá. A reedição, assinada por Paulo Barros, manteve toda a narrativa original. Houve duas mudanças na equipe da escola: A dispensa de Marcelinho Emoção, que deixou a direção de harmonia após cinco anos, sendo substituído por uma comissão de diretores formados na escola, e a chegada do pesquisador Vinícius Natal, que antes atuou na Grande Rio e foi campeão com um enredo sobre Exu, para o desenvolvimento do enredo. Em 6 de dezembro de 2023, um dos integrantes da comissão de harmonia, Wanderson Sodré, faleceu aos 42 anos vítima de um infarto fulminante. A Vila Isabel foi a terceira escola a se apresentar na segunda noite (segunda-feira) do Grupo Especial. Antes do início do desfile, o intérprete Tinga passou mal na concentração. Após o desfile, o intérprete deixou o sambódromo de cadeira de rodas. O carnavalesco Paulo Barros também passou mal após o desfile e precisou ser amparado por integrantes do apoio da escola. Sobre o desfile, especialistas destacaram a harmonia da escola, a bateria de Mestre Macaco Branco e a Comissão de Frente, que teve a participação de crianças. A escola recebeu os prêmios SRzd de melhor samba, melhor enredo, melhor casal (Marcinho e Cris) e melhor intérprete (Tinga). Com o desfile, a Vila conseguiu a pontuação máxima apenas nos quesitos Alegorias, Bateria, Evolução e Enredo. Julgadores penalizaram bastante o casal Marcinho e Cris, que desfilaram com roupas de LED e iniciaram a apresentação com as luzes do sambódromo apagadas. O clássico samba-enredo de Martinho da Vila, que recebeu nota máxima em 1993, dessa vez recebeu duas notas 9,8. A Vila Isabel se classificou em sexto lugar, conquistando a última vaga do Desfile das Campeãs no desempate com a Mangueira, que somou a mesma pontuação final.
- 2025: "Quanto Mais Eu Rezo, Mais Assombração Aparece!"

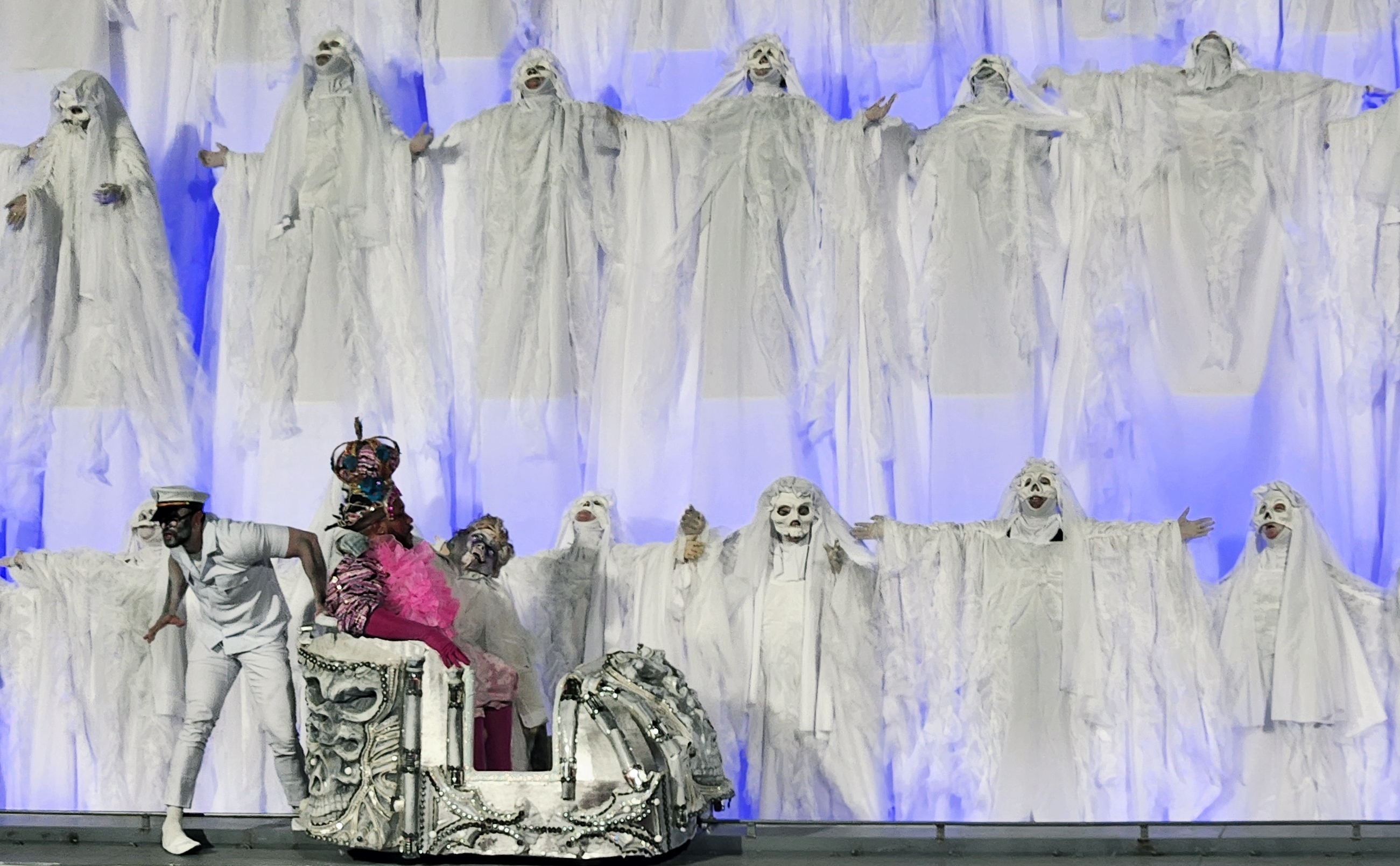
Desfile da Vila no carnaval de 2025.

A partir de 2025, o desfile do Grupo Especial passou a ser dividido em três noites, com quatro escolas se apresentando em cada noite. Quarta escola a se apresentar na segunda noite (segunda-feira), a Vila realizou um desfile sobre as assombrações que permeiam o imaginário popular. Especialistas elogiaram a bateria de Mestre Macaco Branco, o desempenho de Tinga e a empolgação dos componentes, mas apontaram problemas que tirariam a escola da disputa direta pelo título. O drone utilizado na Comissão de Frente despencou em direção ao chão por duas vezes. Também houve problema na entrada da última alegoria, o que travou a evolução da escola por alguns instantes. O primeiro casal, Marcinho e Cristiane, foi atrapalhado por uma corrente de vento, que fez a bandeira da escola enrolar durante a apresentação para o júri. E o samba-enredo do desfile era um dos mais criticados do ano. A Vila Isabel se classificou em oitavo lugar, ficando de fora do Desfile das Campeãs. A escola conseguiu a pontuação máxima na maioria dos quesitos, mas teve o samba-enredo mais penalizado do carnaval, perdendo seis décimos apenas nesse quesito, além de descontos em Mestre-sala e Porta-bandeira e Enredo. Após o carnaval, a escola dispensou Paulo Barros e o casal Marcinho e Cristiane.
- 2026: "Macumbembê, Samborembá: Sonhei que Um Sambista Sonhou a África!"

Em abril de 2025, Luiz Guimarães foi reeleito presidente da Vila, tendo Iuri César Ramos como vice-presidente. Para o carnaval de 2026, a Vila contratou os carnavalescos Gabriel Haddad e Leonardo Bora, que estavam na Grande Rio, reeditando a parceria com o enredista Vinícius Natal, que deu o campeonato de 2022 à escola de Caxias. Raphael Rodrigues e Dandara Ventapane retornaram à escola, assumindo o posto de primeiro casal de mestre-sala e porta-bandeira. Em 10 de maio de 2025, durante uma roda de samba na Pedra do Sal, a escola confirmou que Heitor dos Prazeres será o tema do Enredo para 2026, com o título "Macumbembê, Samborembá: Sonhei que um Sambista Sonhou a África!".

## Carnavais
| Ano  | Colocação                                       | Divisão                                         | Enredo | Carnavalesco                                                         | Ref.            |
| ---- | ----------------------------------------------- | ----------------------------------------------- | --- | -------------------------------------------------------------------- | --------------- |
| 1947 | 12.º Lugar                                      | Desfile Oficial                                 | "Escrava Rainha" (Samba-enredo composto por Paulo Brazão) | Miguel Moura                                                         | [ 388 ] [ 389 ] |
| 1948 | Não desfilou                                    | Desfile Oficial                                 | "Tia Ciata, a Mãe do Samba" (Samba-enredo composto por Paulo Brazão) | Miguel Moura                                                         | [ 388 ] [ 390 ] |
| 1949 | 8.º Lugar                                       | UGESB                                           | "Iracema" (Samba-enredo composto por Paulo Brazão) | Miguel Moura                                                         | [ 388 ] [ 391 ] |
| 1950 | 4.º Lugar                                       | UGESB                                           | "Baía da Guanabara" (Samba-enredo composto por Paulo Brazão) | Miguel Moura                                                         | [ 388 ] [ 392 ] |
| 1951 | Não desfilou                                    | UGESB                                           | "Trabalhadores do Brasil" (Samba composto por Djalma da Silveira e Severo Gomes "Birica") | Miguel Moura                                                         | [ 388 ] [ 393 ] |
| 1952 | 15.º Lugar                                      | Grupo 2                                         | "Fé, Esperança e Caridade" (Samba-enredo composto por Paulo Brazão) | Miguel Moura                                                         | [ 388 ] [ 394 ] |
| 1953 | Não desfilou                                    | Não desfilou                                    | Não desfilou | Não desfilou                                                         | [ 388 ]         |
| 1954 | Não desfilou                                    | Não desfilou                                    | Não desfilou | Não desfilou                                                         | [ 388 ] [ 395 ] |
| 1955 | 11.º Lugar                                      | Grupo 2                                         | "Obras da Natureza" (Samba-enredo composto por Severo Gomes "Birica") | Antônio Fernandes, Seu China e Djalma Fernandes                      | [ 388 ]         |
| 1956 | Vice-campeã (Promovida)                         | Grupo 2                                         | "Três Épocas" (Samba-enredo composto por Paulo Brazão) | Gabriel Pena                                                         | [ 388 ] [ 396 ] |
| 1957 | 16.º Lugar (Rebaixada)                          | Grupo 1                                         | "O Último Baile da Ilha Fiscal" (Samba-enredo composto por Paulo Brazão) | Miguel Moura                                                         | [ 388 ] [ 397 ] |
| 1958 | 5.º Lugar                                       | Grupo 2                                         | "Riquezas do Brasil" (Samba-enredo composto por Paulo Brazão) | Gabriel do Nascimento                                                | [ 388 ] [ 398 ] |
| 1959 | 12.º Lugar (Rebaixada)                          | Grupo 2                                         | "Homenagem à Saldanha da Gama" (Samba-enredo composto por Djalma da Silveira e Paulo Brazão) | Gabriel do Nascimento                                                | [ 388 ] [ 399 ] |
| 1960 | Campeã (Promovida)                              | Grupo 3                                         | "Poeta dos Escravos" (Samba-enredo composto por Geraldo Babão) | Gabriel do Nascimento                                                | [ 388 ] [ 400 ] |
| 1961 | 4.º Lugar                                       | Grupo 2                                         | "A Imprensa Através dos Tempos" (Samba-enredo composto por Paulo Brazão) | Gabriel do Nascimento                                                | [ 388 ] [ 401 ] |
| 1962 | 8.º Lugar                                       | Grupo 2                                         | "D. João VI" (Samba-enredo composto por Rodolpho de Souza) | Gabriel do Nascimento                                                | [ 388 ] [ 402 ] |
| 1963 | 4.º Lugar                                       | Grupo 2                                         | "Três Fatos Históricos" (Samba-enredo composto por Paulo Brazão) | Gabriel do Nascimento                                                | [ 388 ] [ 403 ] |
| 1964 | 3.º Lugar                                       | Grupo 2                                         | "Exaltação à Bahia" (Samba-enredo composto por Djalma da Silveira, Jarbas da Silveira e Paulo Brazão)                                                                                                   | Gabriel do Nascimento                                                | [ 388 ] [ 404 ] |
| 1965 | Vice-campeã (Promovida)                         | Grupo 2                                         | "Epopéia do Teatro Municipal" (Samba-enredo composto por Djalma da Silveira, Paulo Brazão e Rodolpho de Souza)                                                                                          | Gabriel do Nascimento                                                | [ 388 ] [ 405 ] |
| 1966 | 4.º Lugar                                       | Grupo 1                                         | "Três Acontecimentos Históricos" (Samba-enredo composto por Gemeu, Simplício e Zé Branco) | Gabriel do Nascimento e Dario Trindade                               | [ 388 ] [ 406 ] |
| 1967 | 4.º Lugar                                       | Grupo 1                                         | "Carnaval das Ilusões" (Samba-enredo composto por Martinho da Vila e Gemeu) | Gabriel do Nascimento e Dario Trindade                               | [ 388 ]         |
| 1968 | 8.º Lugar                                       | Grupo 1                                         | "Quatro Séculos de Modas e Costumes" (Samba-enredo composto por Martinho da Vila e Gemeu) | Augusto Gonçalves e Walter Tomé                                      | [ 388 ]         |
| 1969 | 5.º Lugar                                       | Grupo 1                                         | "Yá-yá do Cais Dourado" (Samba-enredo composto por Martinho da Vila e Rodolpho de Souza) | Gabriel do Nascimento e Dario Trindade                               | [ 388 ] [ 407 ] |
| 1970 | 5.º Lugar                                       | Grupo 1                                         | "Glórias Gaúchas" (Samba-enredo composto por Martinho da Vila) | Castelo Branco, José Ribamar e Iomar Soares                          | [ 388 ] [ 408 ] |
| 1971 | 5.º Lugar                                       | Grupo 1                                         | "Ouro Mascavo" (Samba-enredo composto por Jonas, Arroz e Djalma) | Iomar Soares                                                         | [ 388 ] [ 409 ] |
| 1972 | 6.º Lugar                                       | Grupo 1                                         | "Onde o Brasil Aprendeu a Liberdade" (Samba-enredo composto por Martinho da Vila) | Djalma Victorio e Soares e Souza                                     | [ 388 ]         |
| 1973 | 8.º Lugar                                       | Grupo 1                                         | "Zodíaco no Samba (Samba-enredo composto por Paulo Brazão e Irany Silva) | Gabriel do Nascimento e Dario Trindade                               | [ 388 ]         |
| 1974 | 10.º Lugar                                      | Grupo 1                                         | "Aruanã-Açu" (Samba-enredo composto por Paulinho da Vila, Rodolpho de Souza) | Yarema Ostrog                                                        | [ 388 ]         |
| 1975 | 6.º Lugar                                       | Grupo 1                                         | "Quatro Séculos de Paixão" (Samba-enredo composto por Tião Graúna e Arroz) | Flávio Rangel                                                        | [ 388 ]         |
| 1976 | 6.º Lugar                                       | Grupo 1                                         | "Invenção de Orfeu" (Samba composto por Rodolpho de Souza, Paulo Brazão e Irany Silva) | Geraldo Sobreira e Flávio Rangel                                     | [ 388 ]         |
| 1977 | 5.º Lugar                                       | Grupo 1                                         | "Ai que Saudade que Eu Tenho" (Samba-enredo composto por Dida, Gemeu e Rodolpho de Souza) | Arlindo Rodrigues e Luiz da Silva Ferreira                           | [ 388 ]         |
| 1978 | 8.º Lugar (Rebaixada)                           | Grupo 1                                         | "Dique, Um Mar de Amor" (Samba-enredo composto por Jarbas, Garganta de Ferro, Boanezio e Augusto Messias)                                                                                               | Departamento Cultural                                                | [ 388 ]         |
| 1979 | Campeã (Promovida)                              | Grupo 1B                                        | "Os Dourados Anos de Carlos Machado" (Samba-enredo composto por Jonas Rodrigues, Rodolpho de Souza, Tião Grande e Luiz Carlos da Vila)                                                                  | Yêdda Pinheiro, Fernando Costa e Sylvio Cunha                        | [ 388 ]         |
| 1980 | Vice-campeã                                     | Grupo 1A                                        | "Sonho de Um Sonho" (Samba composto por Martinho da Vila, Rodolpho de Souza e Tião Graúna) | Fernando Costa e Sylvio Cunha                                        | [ 388 ]         |
| 1981 | 9.º Lugar                                       | Grupo 1A                                        | "Dos Jardins do Éden à Era de Aquarius" (Samba composto por Jonas Rodrigues, Lino Roberto e Tião Grande)                                                                                                | Sylvio Cunha                                                         | [ 388 ]         |
| 1982 | 10.º Lugar                                      | Grupo 1A                                        | "Noel Rosa e os Poetas da Vila nas Batalhas do Boulevard" (Samba-enredo composto por J. Albertino) | Viriato Ferreira                                                     | [ 388 ]         |
| 1983 | 9.º Lugar                                       | Grupo 1A                                        | "Os Imortais" (Samba-enredo composto por Rodolpho de Souza, David da Vila, Jonas Rodrigues e Jorge King)                                                                                                | Fernando Costa                                                       | [ 388 ]         |
| 1984 | 5.º Lugar                                       | Grupo 1A (Segunda-feira)                        | "Pra Tudo se Acabar na Quarta-feira" (Samba-enredo composto por Martinho da Vila) | Fernando Costa                                                       | [ 388 ]         |
| 1985 | 3.º Lugar                                       | Grupo 1A                                        | "Parece Até que Foi Ontem" (Samba composto por David Corrêa, Jorge Macedo e Tião Grande) | Max Lopes                                                            | [ 388 ] [ 410 ] |
| 1986 | 11.º Lugar                                      | Grupo 1A                                        | "De Alegria Cantei, de Alegria Pulei, de Três em Três pelo Mundo Rodei" (Samba composto por David Corrêa, Jorge Macedo, Tião Grande)                                                                    | Max Lopes                                                            | [ 388 ]         |
| 1987 | 5.º Lugar                                       | Grupo 1                                         | "Raízes" (Samba-enredo composto por Azo, Martinho da Vila e Ovídio Bessa) | Max Lopes                                                            | [ 388 ] [ 411 ] |
| 1988 | Campeã                                          | Grupo 1                                         | "Kizomba, Festa da Raça" (Samba-enredo composto por Rodolpho de Souza, Jonas Rodrigues e Luiz Carlos da Vila)                                                                                           | Milton Siqueira, Paulo César Cardoso e Ilvamar Magalhães             | [ 412 ] [ 8 ]   |
| 1989 | 4.º Lugar                                       | Grupo 1                                         | "Direito É Direito" (Samba-enredo composto por Jorge King, Serginho Tonelada, Fernando Partideiro, Zé Antonio e J.C. Couto)                                                                             | Paulo César Cardoso, Orlando Pereira e Ilvamar Magalhães             | [ 388 ]         |
| 1990 | 12.º Lugar                                      | Especial                                        | "Se Esta Terra, Se Esta Terra Fosse Minha" (Samba-enredo composto por Anninha Guedes, Antonio Grande e Vilane Silva "Bombril")                                                                          | Ilvamar Magalhães                                                    | [ 413 ] [ 414 ] |
| 1991 | 11.º Lugar                                      | Especial                                        | "Luiz Peixoto: E Tome Polca!" (Samba-enredo composto por Adil, Celsinho, Helinho e Jorge Secretário) | Ilvamar Magalhães                                                    | [ 415 ] [ 416 ] |
| 1992 | 12.º Lugar                                      | Especial                                        | "A Vila Vê o Ovo e Põe as Claras" (Samba-enredo composto por Sidney Sã, Miro Jr, Carlinhos da Vila, Claudinho do Orvalho e Arturzinho Só)                                                               | Gil Ricon                                                            | [ 417 ]         |
| 1993 | 8.º Lugar                                       | Especial                                        | "Gbala - Viagem ao Templo da Criação" (Samba-enredo composto por Martinho da Vila) | Oswaldo Jardim                                                       | [ 388 ] [ 418 ] |
| 1994 | 9.º Lugar                                       | Especial                                        | "Muito Prazer! Isabel de Bragança e Drummond Rosa da Silva, mas Pode Me Chamar de Vila" (Samba-enredo composto por André Diniz, Evandro Bocão e Vilane Silva "Bombril")                                 | Oswaldo Jardim                                                       | [ 419 ] [ 420 ] |
| 1995 | 9.º Lugar                                       | Especial                                        | "Cara e Coroa, as Duas Faces da Moeda" (Samba-enredo composto por André Diniz e Evandro Bocão) | Max Lopes                                                            | [ 421 ] [ 422 ] |
| 1996 | 7.º Lugar                                       | Especial                                        | "A Heróica Cavalgada de Um Povo" (Samba-enredo composto por Tião Grande e Cafu Ouro Preto) | Max Lopes                                                            | [ 388 ]         |
| 1997 | 9.º Lugar                                       | Especial                                        | "Não Deixe o Samba Morrer" (Samba-enredo composto por J.C. Couto) | Jorge Freitas                                                        | [ 423 ]         |
| 1998 | 12.º Lugar                                      | Especial                                        | "Lágrimas, Suor e Conquistas no Mundo em Transformação" (Samba composto por David da Vila, Sérgio Freitas e Helinho, Mascote)                                                                           | Jorge Freitas                                                        | [ 424 ]         |
| 1999 | 11.º Lugar                                      | Especial                                        | "João Pessoa, Onde o Sol Brilha Mais Cedo" (Samba-enredo composto por Evandro Bocão, Serginho "20" e Tito)                                                                                              | Jorge Freitas e João Luís de Moura                                   | [ 425 ]         |
| 2000 | 13.º Lugar (Rebaixada)                          | Especial                                        | "Academia Indígena de Letras - Eu Sou Índio, Eu Também Sou Imortal" (Samba-enredo composto por Evandro Bocão, Serginho "20", Tito, Leonel e Ivan da Wandal)                                             | Oswaldo Jardim                                                       | [ 426 ]         |
| 2001 | 4.º Lugar                                       | Grupo A                                         | "Estado Maravilhoso Cheio de Encantos Mil" (Samba-enredo composto por Claudinho, Miguel Bedê, Jejê do Caminho e Haroldo Filho)                                                                          | Ricardo Pavão, Rachid, Márcia Braga, Martinho da Vila e Jorge Caribé | [ 427 ]         |
| 2002 | Vice-campeã                                     | Grupo A                                         | "O Glorioso Nilton Santos... Sua Bola, Sua Vida, Nossa Vila..." (Samba-enredo composto por Leno Dias, Leonel, Serginho 20, Si e Ivan da Wanda)                                                          | João Luís de Moura                                                   | [ 428 ] [ 429 ] |
| 2003 | 3.º Lugar                                       | Grupo A                                         | "Oscar Niemeyer, o Arquiteto no Recanto da Princesa" (Samba-enredo composto por Jorge Tropical) | Jorge Freitas                                                        | [ 430 ] [ 431 ] |
| 2004 | Campeã (Promovida)                              | Grupo A                                         | "A Vila É Para Ti..." (Samba-enredo composto por Andre Diniz, Leonel, Prof. Newtão, Serginho 20 e Sidney Sã)                                                                                            | João Luís de Moura                                                   | [ 432 ] [ 433 ] |
| 2005 | 10.º Lugar                                      | Especial                                        | "Singrando os Mares e Construindo o Futuro" (Samba composto por Andre Diniz, Miguel Bedê, Prof. Newtão e Sidney Sã)                                                                                     | Joãosinho Trinta e Wany Araújo                                       | [ 434 ] [ 435 ] |
| 2006 | Campeã                                          | Especial                                        | "Soy Loco Por Tí, América: A Vila Canta a Latinidade" (Samba-enredo composto por André Diniz, Serginho 20, Carlinhos do Peixe e Carlinhos Petisco)                                                      | Alexandre Louzada                                                    | [ 9 ] [ 436 ]   |
| 2007 | 6.º Lugar                                       | Especial                                        | "Metamorfoses: Do Reino Natural à Corte Popular do Carnaval - As Transformações da Vida" (Samba-enredo composto por Andre Diniz, Carlinhos Petisco, Evandro Bocão, Prof. Wladimir e Serginho 20)        | Cid Carvalho                                                         | [ 437 ] [ 438 ] |
| 2008 | 9.º Lugar                                       | Especial                                        | "Trabalhadores do Brasil" (Samba-enredo composto por André Diniz, Evandro Bocão, Carlinhos, Dedé, Dinny, Eduardo, Miro e Pinguim)                                                                       | Alex de Souza                                                        | [ 439 ] [ 440 ] |
| 2009 | 4.º Lugar                                       | Especial                                        | "Neste Palco da Folia, Minha Vila Anuncia: Theatro Municipal, a Centenária Maravilha" (Samba-enredo composto por André Diniz, Serginho 20, Artur das Ferragens e Leonel)                                | Alex de Souza e Paulo Barros                                         | [ 441 ]         |
| 2010 | 4.º Lugar                                       | Especial                                        | "Noel: A Presença do Poeta da Vila" (Samba-enredo composto por Martinho da Vila) | Alex de Souza                                                        | [ 442 ]         |
| 2011 | 4.º Lugar                                       | Especial                                        | "Mitos e Histórias Entrelaçadas pelos Fios de Cabelo" (Samba-enredo composto por Andre Diniz, Leonel, Prof. Wladimir, Artur das Ferragens e Pinguim)                                                    | Rosa Magalhães                                                       | [ 443 ]         |
| 2012 | 3.º Lugar                                       | Especial                                        | "Você Semba Lá... Que Eu Sambo Cá! O Canto Livre de Angola" (Samba-enredo composto por André Diniz, Arlindo Cruz, Artur das Ferragens, Evandro Bocão e Leonel)                                          | Rosa Magalhães                                                       | [ 444 ]         |
| 2013 | Campeã                                          | Especial                                        | "A Vila Canta o Brasil, Celeiro do Mundo - Água no Feijão que Chegou Mais Um" (Samba-enredo composto por André Diniz, Arlindo Cruz, Leonel, Martinho da Vila e Tunico da Vila)                          | Rosa Magalhães                                                       | [ 10 ] [ 445 ]  |
| 2014 | 10.º Lugar                                      | Especial                                        | "Retratos de Um Brasil Plural" (Samba-enredo composto por Arlindo Cruz, Evandro Bocão, André Diniz, Professor Wladimir, Artur das Ferragens e Leonel)                                                   | Cid Carvalho                                                         | [ 446 ]         |
| 2015 | 11.º Lugar                                      | Especial                                        | "O Maestro Brasileiro Está na Terra de Noel... a Partitura É Azul e Branca da Nossa Vila Isabel" (Samba composto por Carlinhos Petisco, Serginho 20, Machadinho, Paulinho Valença e Henrique Hoffman)   | Max Lopes                                                            | [ 447 ]         |
| 2016 | 8.º Lugar                                       | Especial                                        | "Memórias do Pai Arraia - Um Sonho Pernambucano, Um Legado Brasileiro" (Samba-enredo composto por Martinho da Vila, André Diniz, Mart'nália, Arlindo Cruz e Leonel)                                     | Alex de Souza                                                        | [ 448 ]         |
| 2017 | 10.º Lugar                                      | Especial                                        | "O Som da Cor" (Samba-enredo composto por Artur das Ferragens, Gustavinho Oliveira, Danilo Garcia, Braguinha e Rafael Zimmerman)                                                                        | Alex de Souza                                                        | [ 449 ]         |
| 2018 | 9.º Lugar                                       | Especial                                        | "Corra que o Futuro Vem Aí" (Samba composto por Pinguim, JP, Marcelo Valência, Julio e Deco Augusto) | Paulo Barros e Paulo Menezes                                         | [ 450 ] [ 314 ] |
| 2019 | 3.º Lugar                                       | Especial                                        | "Em Nome do Pai, do Filho e dos Santos, a Vila Canta a Cidade de Pedro" (Samba composto por André Diniz, Evandro Bocão, Professor Wladimir, Júlio Alves, Marcelo Valêncio, Dedé Augusto e Ivan Ribeiro) | Edson Pereira                                                        | [ 451 ]         |
| 2020 | 8.º Lugar                                       | Especial                                        | "Gigante Pela Própria Natureza - Jaçanã e um Índio Chamado Brasil" (Samba composto por Cláudio Russo, Chico Alves e Julio Alves)                                                                        | Edson Pereira                                                        | [ 452 ]         |
| 2021 | Não houve desfile devido a pandemia de Covid-19 | Não houve desfile devido a pandemia de Covid-19 | Não houve desfile devido a pandemia de Covid-19 | Não houve desfile devido a pandemia de Covid-19                      | [ 453 ]         |
| 2022 | 4.º Lugar                                       | Especial                                        | "Canta, Canta, Minha Gente! A Vila É de Martinho!" (Samba-enredo composto por Evandro Bocão, André Diniz, Dudu Nobre, Professor Waldimir, Pinguim, Marcelo Valença, Leno Dias e Mauro Speranza)         | Edson Pereira                                                        | [ 454 ]         |
| 2023 | 3.º Lugar                                       | Especial                                        | "Nessa Festa, Eu Levo Fé!" (Samba-enredo composto por Dinny da Vila, Kleber Cassino, Mano 10, Doc Santana e Marcos)                                                                                     | Paulo Barros                                                         | [ 455 ]         |
| 2024 | 6.º Lugar                                       | Especial                                        | "Gbala - Viagem ao Templo da Criação" (Reedição do enredo de 1993) (Samba-enredo composto por Martinho da Vila)                                                                                         | Paulo Barros                                                         | [ 456 ]         |
| 2025 | 8.º Lugar                                       | Especial                                        | "Quanto Mais Eu Rezo, Mais Assombração Aparece!" (Samba-enredo composto por Raoni Ventapane, Ricardo Mendonça, Dedé Aguiar, Guilherme Karraz, Miguel Dibo e Gigi da Estiva)                             | Paulo Barros                                                         | [ 457 ]         |
| 2026 |                                                 | Especial                                        | "Macumbembê, Samborembá: Sonhei que Um Sambista Sonhou a África!" | Gabriel Haddad e Leonardo Bora                                       | [ 384 ] [ 387 ] |

## Títulos
| Títulos da Unidos de Vila Isabel | Títulos da Unidos de Vila Isabel | Títulos da Unidos de Vila Isabel |
| -------------------------------- | -------------------------------- | -------------------------------- |
| Divisão                          | Títulos                          | Carnavais                        |
| Primeira divisão                 | 3                                | 1988, 2006 e 2013                |
| Segunda divisão                  | 2                                | 1979 e 2004                      |
| Terceira divisão                 | 1                                | 1960                             |

## Premiações
A Vila Isabel é uma das maiores vencedoras do prêmio Estandarte de Ouro, considerado o "óscar do carnaval carioca". Também conquistou diversas premiações como Tamborim de Ouro, S@mba-Net, Estrela do Carnaval, Prêmio SRzd, entre outras. Em 2001, a escola foi condecorada com a Ordem do Mérito Cultural. Em 2023 foi declarada como Patrimônio Cultural Imaterial, Social e Turístico da cidade do Rio de Janeiro. Também em 2023, a Velha Guarda da Unidos de Vila Isabel foi declarada Patrimônio Cultural de Natureza Imaterial da cidade do Rio de Janeiro.

## Segmentos

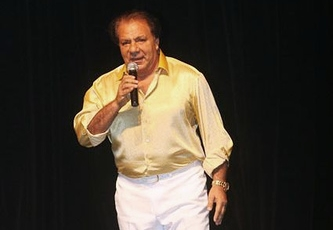
Capitão Guimarães foi presidente e patrono da Vila Isabel.

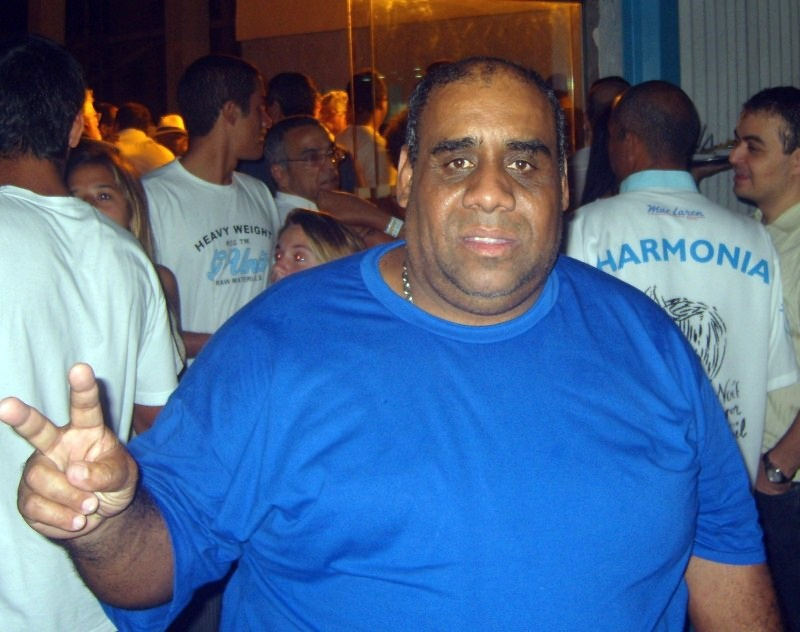
Compositor de clássicos da agremiação, Evandro Bocão foi presidente e vice-presidente da Vila.

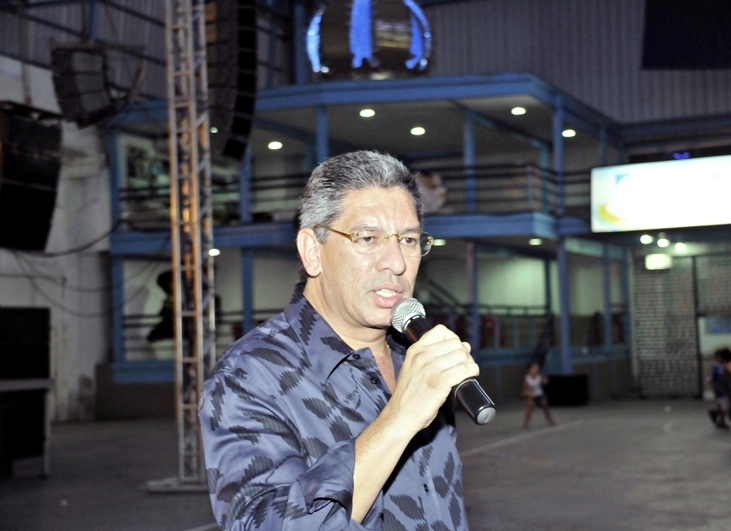
Wilson Vieira Alves, conhecido como Moisés, presidiu a Vila em 2006, ano do segundo título da escola.

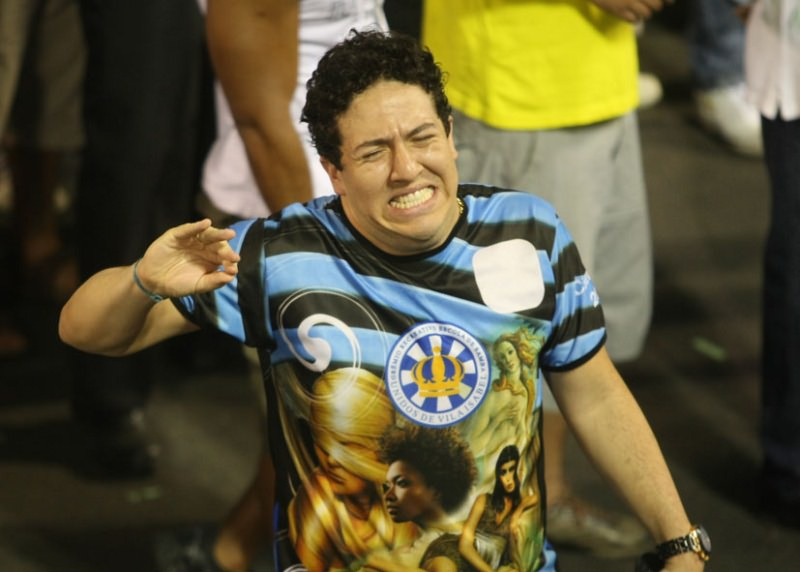
Wilsinho Alves presidiu a escola em 2013, ano do terceiro título da agremiação.

### Presidentes

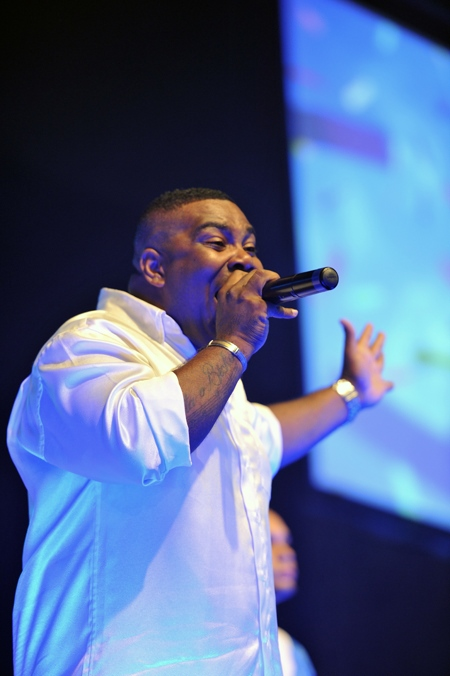
Tinga é o atual intérprete da Vila.

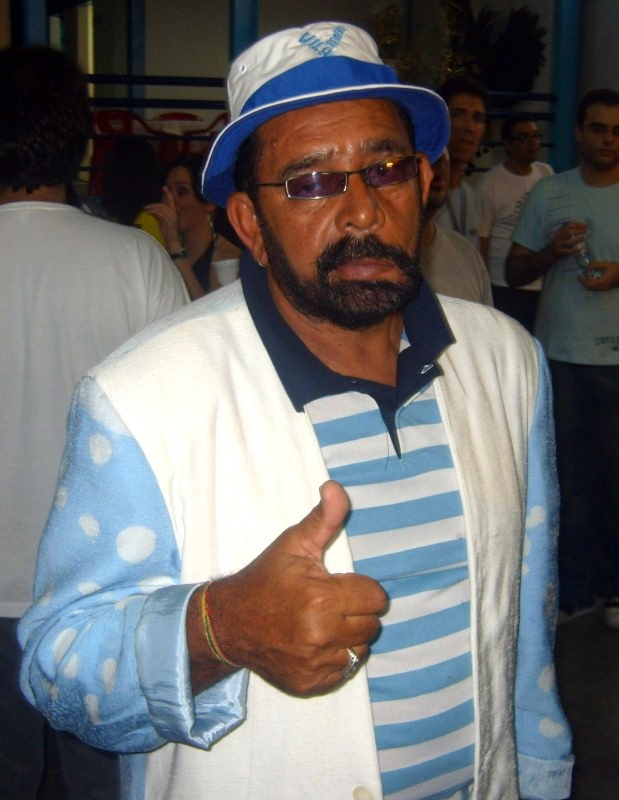
Gera foi intérprete da Vila por mais de dez anos, participando do histórico título de 1988.

| Legenda: * Sem informação disponível |

| Presidentes                               | Mandato   | Vice-presidentes                 | Ref.            |
| ----------------------------------------- | --------- | -------------------------------- | --------------- |
| Antonio Fernandes da Silveira (Seu China) | 1946-1959 | *                                | [ 458 ]         |
| Rodolpho de Souza                         | 1959-1961 | *                                | [ 458 ]         |
| José Lima Filho                           | 1961-1963 | *                                | [ 458 ]         |
| David Corrêa                              | 1963-1965 | *                                | [ 458 ]         |
| Cornélio Cappelletti                      | 1965-1966 | *                                | [ 458 ]         |
| Waldemir Garcia (Miro)                    | 1966-1968 | *                                | [ 458 ]         |
| Duclerc Dias                              | 1968-1970 | *                                | [ 458 ]         |
| Djalma Pereira Victorio                   | 1970-1972 | *                                | [ 458 ]         |
| Esclepildes Maria Cordeiro                | 1972-1974 | *                                | [ 458 ]         |
| Cornélio Cappelletti                      | 1974-1976 | *                                | [ 458 ]         |
| Djalma Pereira Victorio                   | 1976-1978 | *                                | [ 458 ]         |
| Paulo Gomes de Aquino                     | 1978-1980 | *                                | [ 458 ]         |
| Orlando Alves Pereira (Careca)            | 1980-1981 | *                                | [ 458 ]         |
| Dr. Waltencir Coelho                      | 1981-1983 | *                                | [ 458 ]         |
| Capitão Guimarães                         | 1983-1987 | Jorge Perlingeiro                | [ 458 ]         |
| Lícia Maria Maciel Caniné (Ruça)          | 1987-1990 | *                                | [ 458 ]         |
| Olício Alves dos Santos                   | 1990-1993 | *                                | [ 458 ]         |
| Valter Lopes de Carvalho                  | 1993-1996 | *                                | [ 458 ]         |
| Olício Alves dos Santos                   | 1996-1999 | Niober Castro de Oliveira        | [ 458 ]         |
| Olício Alves dos Santos                   | 1999-2002 | Niober Castro de Oliveira        | [ 458 ]         |
| Evandro Bocão                             | 2002-2005 | *                                | [ 458 ]         |
| Wilson Vieira Alves (Moisés)              | 2005-2008 | Evandro Bocão                    | [ 189 ]         |
| Wilson Vieira Alves (Moisés)              | 2008-2011 | Evandro Bocão                    | [ 218 ]         |
| Wilson da Silva Alves (Wilsinho)          | 2011-2014 | Elizabeth Aquino (Dona Beta)     | [ 459 ]         |
| Elizabeth de Souza Aquino (Dona Beta)     | 2014-2015 | Luciano Vieira (Luciano da Vila) | [ 283 ] [ 290 ] |
| Luciano Vieira (Luciano da Vila)          | 2015-2016 | Levi Júnior (Juninho)            | [ 291 ] [ 460 ] |
| Levi Júnior (Juninho)                     | 2016-2017 | Bernardo Bello                   | [ 303 ]         |
| Bernardo Bello                            | 2017-2018 | Fernando Fernandes               | [ 313 ]         |
| Fernando Fernandes                        | 2018-2022 | Luiz Guimarães                   | [ 325 ]         |
| Luiz Guimarães                            | 2022-2025 | Iuri César Ramos                 | [ 358 ]         |
| Luiz Guimarães                            | 2025-2029 | Iuri César Ramos                 | [ 383 ]         |

### Intérpretes
| Intérpretes                       | Carnavais     | Ref.            |
| --------------------------------- | ------------- | --------------- |
| Antônio Grande                    | 1968          | [ 461 ]         |
| Abílio Martins                    | 1969-1971     | [ 462 ]         |
| Antônio Grande e Monsueto Menezes | 1972          | [ 463 ]         |
| Antônio Grande                    | 1973          | [ 464 ]         |
| Antônio Grande e Paulinho da Vila | 1974          | [ 465 ]         |
| Marlene e Zé Carlos               | 1975          | [ 466 ] [ 467 ] |
| Antônio Grande                    | 1976          | [ 468 ]         |
| Jorge Goulart                     | 1977          | [ 469 ]         |
| Antônio Grande, Zé Carlos e Nando | 1978          | [ 470 ]         |
| Marcos Moran                      | 1979-1984     | [ 55 ]          |
| Marcos Moran, Gera e Valcir       | 1984          | [ 471 ]         |
| David Corrêa                      | 1985-1986     | [ 58 ]          |
| Gera                              | 1987-1992     | [ 70 ]          |
| Gera e Martinho da Vila           | 1993          | [ 70 ] [ 472 ]  |
| Gera e Jorge Tropical             | 1994-1999     | [ 70 ] [ 473 ]  |
| Jorge Tropical                    | 2000-2002     | [ 473 ]         |
| Jorge Tropical e Tinga            | 2003          | [ 431 ]         |
| Tinga                             | 2004-2013     | [ 474 ]         |
| Gilsinho                          | 2014-2015     | [ 475 ] [ 270 ] |
| Igor Sorriso                      | 2016-2018     | [ 476 ] [ 477 ] |
| Tinga                             | 2019-presente | [ 478 ] [ 479 ] |

### Comissão de Frente
| Coreógrafos(as)              | Carnavais     | Ref.            |
| ---------------------------- | ------------- | --------------- |
| Éder Jô                      | 1988-1993     | [ 418 ] [ 480 ] |
| Ciro Barcelos                | 1994          | [ 419 ]         |
| Cristhofer Sodré             | 1995          | [ 422 ]         |
| Gabriel Cortes               | 1996-1997     | [ 481 ] [ 482 ] |
| Oyama Queiroz                | 1998          | [ 483 ]         |
| Renata Monnier               | 1999-2000     | [ 484 ] [ 485 ] |
| Departamento de Carnaval     | 2001-2002     | [ 427 ] [ 428 ] |
| Marco Antônio e Augusto Boal | 2003          | [ 431 ]         |
| Tony Tara                    | 2004          | [ 433 ]         |
| Jaime Arôxa                  | 2005          | [ 435 ]         |
| Roberto Lima                 | 2006          | [ 486 ]         |
| Ana Botafogo                 | 2007          | [ 438 ]         |
| Marcelo Misailidis           | 2008-2013     | [ 440 ] [ 487 ] |
| Alex Neoral                  | 2014          | [ 446 ]         |
| Jaime Arôxa                  | 2015-2016     | [ 285 ] [ 488 ] |
| Patrick Carvalho             | 2017          | [ 305 ]         |
| Alex Neoral                  | 2018          | [ 317 ]         |
| Patrick Carvalho             | 2019-2020     | [ 489 ]         |
| Márcio Moura                 | 2022          | [ 268 ]         |
| Alex Neoral e Márcio Jahú    | 2023-presente | [ 361 ] [ 490 ] |

### Mestre-Sala e Porta-Bandeira

#### Primeiro casal
| Primeiro casal                        | Carnavais     | Ref.            |
| ------------------------------------- | ------------- | --------------- |
| Tião Arroz e Raquel Amaral            | 1947          | [ 389 ]         |
| Telo e Ivone                          | 1968          | [ 461 ]         |
| Noel Canelinha e Marly                | 1970-1974     | [ 408 ] [ 491 ] |
| Élcio PV e Marly                      | 1975-1976     | [ 492 ]         |
| Élcio PV e Isaura de Assis            | 1977          | [ 493 ]         |
| Zequinha e Isaura de Assis            | 1978          | [ 492 ]         |
| Periquito e Isaura de Assis           | 1979          | [ 492 ]         |
| Zequinha e Maria                      | 1980          | [ 492 ]         |
| Periquito e Irene 15                  | 1981-1982     | [ 492 ]         |
| Bira e Lucia                          | 1983          | [ 494 ]         |
| Peninha e Adriane                     | 1984-1987     | [ 411 ] [ 471 ] |
| Carlinhos Brilhante e Mariazinha      | 1988-1993     | [ 480 ] [ 418 ] |
| Carlinhos Brilhante e Márcia          | 1994          | [ 419 ]         |
| Bira e Márcia                         | 1995          | [ 422 ]         |
| Bira e Tuca                           | 1996-2000     | [ 481 ] [ 485 ] |
| Carlos Leonardo e Carla Cristina      | 2001-2003     | [ 495 ]         |
| Birinha e Rute Alves                  | 2004          | [ 433 ]         |
| Raphael Rodrigues e Rute Alves        | 2005-2007     | [ 435 ] [ 438 ] |
| Julinho Nascimento e Rute Alves       | 2008-2013     | [ 440 ] [ 487 ] |
| Marquinhos e Giovanna Justo           | 2014          | [ 271 ]         |
| Diego Machado e Dandara Ventapane     | 2015          | [ 285 ]         |
| Phelipe Lemos e Dandara Ventapane     | 2016          | [ 448 ]         |
| Raphael Rodrigues e Amanda Poblete    | 2017          | [ 304 ]         |
| Raphael Rodrigues e Denadir Garcia    | 2018-2020     | [ 496 ] [ 497 ] |
| Marcinho Siqueira e Cristiane Caldas  | 2022-2025     | [ 351 ] [ 498 ] |
| Raphael Rodrigues e Dandara Ventapane | 2026-presente | [ 385 ]         |

#### Segundo casal
| Segundo casal                         | Carnavais     | Ref.            |
| ------------------------------------- | ------------- | --------------- |
| Paulo e Ivone                         | 1983          | [ 494 ]         |
| Paulinho e Mariazinha                 | 1984          | [ 471 ]         |
| Carlinhos Brilhante e Mariazinha      | 1986-1987     | [ 499 ]         |
| Bira e Tuca                           | 1988-1994     | [ 480 ] [ 419 ] |
| Carlos Leonardo e Carla Cristina      | 1995-2000     | [ 422 ] [ 485 ] |
| Igor Leal e Barbara Marcelle          | 2001-2003     | [ 495 ] [ 429 ] |
| Márcio Alves e Vanessa                | 2004          | [ 433 ]         |
| Márcio Alves e Verônica Menezes       | 2005-2006     | [ 435 ] [ 486 ] |
| Paulo César e Elaine Bispo            | 2007-2008     | [ 438 ] [ 440 ] |
| Phelipe Lemos e Rafaela Theodoro      | 2009-2010     | [ 500 ] [ 501 ] |
| Diego Machado e Natália Pereira       | 2011-2012     | [ 502 ] [ 503 ] |
| Jackson Senhorinho e Natália Pereira  | 2013-2014     | [ 504 ]         |
| Jackson Senhorinho e Amanda Poblete   | 2015-2016     | [ 447 ] [ 448 ] |
| Jackson Senhorinho e Bárbara Dionísio | 2017-presente | [ 504 ]         |

### Bateria
A bateria da Vila Isabel é denominada "Swingueira de Noel". A bateria detém quatro Estandartes de Ouro, conquistados nos anos de 1977, 1980, 1988 e 2020, além de diversas outras premiações.

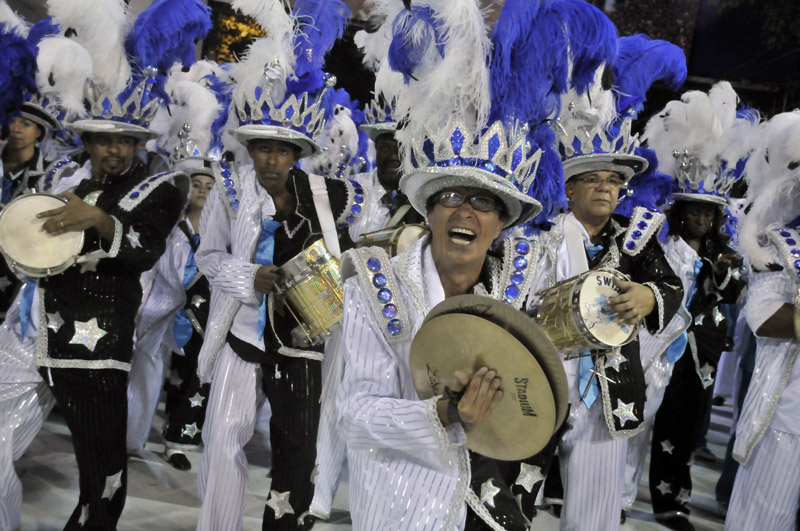
A bateria da Vila Isabel é denominada "Swingueira de Noel". Na imagem, ritmistas da escola no desfile de 2010.

#### Mestres

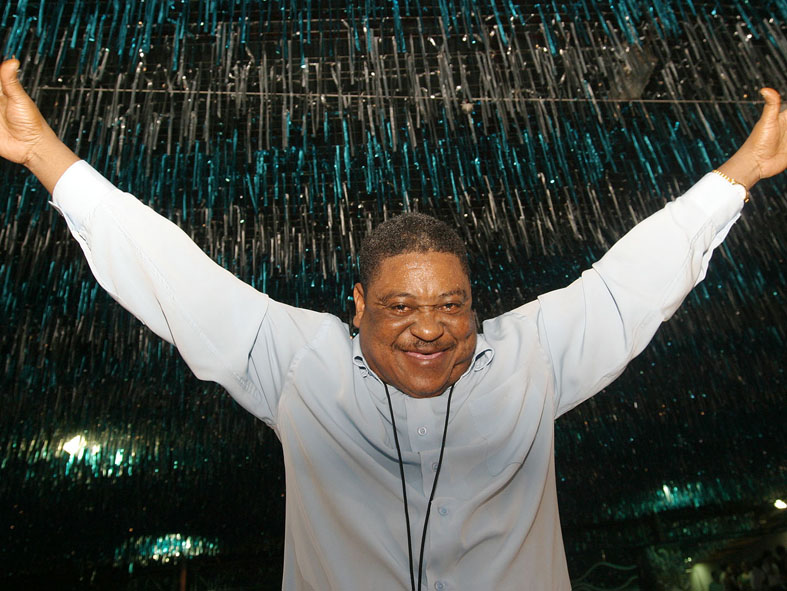
Mestre Mug comandou a bateria da escola por trinta anos, participando dos títulos de 1988 e 2006.

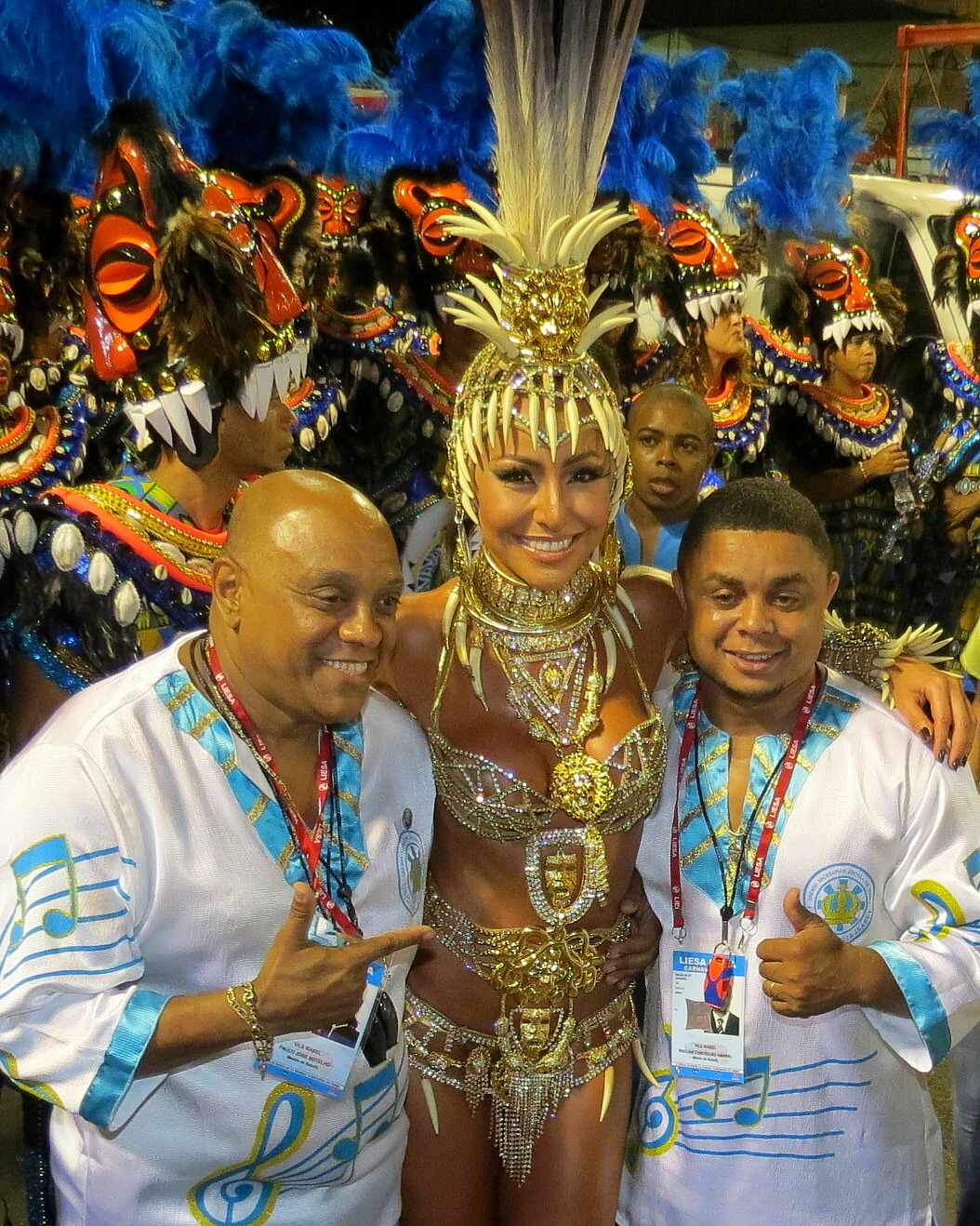
Sabrina Sato é a rainha de bateria da Vila Isabel desde 2011. Na imagem, Sabrina entre os diretores de bateria, Paulinho Botelho e Wallan Amaral, no desfile de 2012.

| Mestres de bateria               | Carnavais     | Ref.            |
| -------------------------------- | ------------- | --------------- |
| Osmar Mariano                    | 1947-1951     | [ 389 ] [ 393 ] |
| Vlandré                          | 1965          | [ 405 ]         |
| Ernesto                          | 1969-1971     | [ 506 ] [ 507 ] |
| Moacir, Mug e Tuíca              | 1972-1974     | [ 507 ] [ 508 ] |
| Ernesto                          | 1975-1986     | [ 470 ] [ 507 ] |
| Ernesto, Marçalzinho e Mug       | 1987          | [ 411 ]         |
| Mug                              | 1988-2009     | [ 480 ] [ 500 ] |
| Átila                            | 2010-2011     | [ 501 ] [ 502 ] |
| Wallan Amaral e Paulinho Botelho | 2012-2013     | [ 487 ] [ 503 ] |
| Wallan Amaral                    | 2014-2017     | [ 352 ] [ 509 ] |
| Chuvisco                         | 2018          | [ 315 ]         |
| Macaco Branco                    | 2019-presente | [ 478 ] [ 479 ] |

#### Rainhas
| Rainhas de bateria      | Carnavais     | Ref.            |
| ----------------------- | ------------- | --------------- |
| Watusi de Castro        | 1988          | [ 76 ]          |
| Ana Beatriz Genuncio    | 1991-1993     | [ 415 ] [ 416 ] |
| Cláudia Tereza          | 1995          | [ 128 ]         |
| Janaína Duarte Ferreira | 1997-1998     | [ 143 ] [ 139 ] |
| Elba Ramalho            | 1999          | [ 150 ]         |
| Danielle Winits         | 2000          | [ 510 ]         |
| Aline Pyrrho            | 2002          | [ 165 ]         |
| Adriana Bombom          | 2003-2004     | [ 510 ] [ 511 ] |
| Adriana Perett          | 2005-2007     | [ 510 ] [ 512 ] |
| Natália Guimarães       | 2008-2009     | [ 211 ] [ 513 ] |
| Gracyanne Barbosa       | 2010          | [ 228 ]         |
| Sabrina Sato            | 2011-2019     | [ 239 ]         |
| Aline Riscado           | 2020          | [ 339 ]         |
| Sabrina Sato            | 2022-presente | [ 352 ]         |

#### Princesas
| Princesas de bateria | Carnavais | Ref.    |
| -------------------- | --------- | ------- |
| Dandara Oliveira     | 2018      | [ 514 ] |

### Direção de Carnaval
| Diretores de carnaval                                                                | Carnavais     | Ref.            |
| ------------------------------------------------------------------------------------ | ------------- | --------------- |
| Esnar Gomes                                                                          | 1981          | [ 515 ]         |
| Paulo Francisco Magalhães                                                            | 1983          | [ 494 ]         |
| Djalma P. Victório                                                                   | 1984          | [ 471 ]         |
| Laíla                                                                                | 1986          | [ 499 ]         |
| Martinho da Vila                                                                     | 1988          | [ 480 ]         |
| Paulo César Cardoso                                                                  | 1990          | [ 414 ]         |
| Paulo Francisco Magalhães                                                            | 1991          | [ 416 ]         |
| Walter Lopes de Carvalho                                                             | 1995          | [ 422 ]         |
| Evandro Bocão e Paulo Francisco Magalhães                                            | 1997-1998     | [ 482 ] [ 483 ] |
| Jorge Antônio dos Santos                                                             | 1999          | [ 484 ]         |
| Herval Rios                                                                          | 2000          | [ 485 ]         |
| Acir Barbosa                                                                         | 2001          | [ 495 ]         |
| Damázio Desidério                                                                    | 2002          | [ 429 ]         |
| Idelfonso Alves (Índio)                                                              | 2003          |                 |
| Wilson Vieira Alves (Moisés)                                                         | 2004-2005     | [ 435 ]         |
| Ricardo Fernandes                                                                    | 2006          | [ 486 ]         |
| Evandro Bocão, Carla Brito e Wilsinho Alves                                          | 2007          | [ 438 ]         |
| Ricardo Fernandes                                                                    | 2008-2009     | [ 440 ] [ 500 ] |
| Amauri Oliveira, Décio Bastos, Evandro Bocão e Wilsinho Alves                        | 2010          | [ 442 ] [ 501 ] |
| Décio Bastos, Júnior Schall e Wilsinho Alves                                         | 2011-2014     | [ 443 ] [ 446 ] |
| Tavinho Novello                                                                      | 2014-2015     | [ 446 ] [ 447 ] |
| Evandro Bocão, Décio Bastos, Leonel, Arnaldo Motta, Romário Matias e André Diniz     | 2016          | [ 448 ]         |
| Júnior Schall                                                                        | 2017          | [ 306 ]         |
| Luizinho Guimarães, Moisés Carvalho, Paulo Barros, Paulo Menezes e Ricardo Fernandes | 2018          | [ 516 ]         |
| Moisés Carvalho e Wilsinho Alves                                                     | 2019-2020     | [ 517 ]         |
| Moisés Carvalho                                                                      | 2022-presente | [ 518 ]         |

### Direção de Harmonia
| Diretores de harmonia                                              | Carnavais     | Ref.            |
| ------------------------------------------------------------------ | ------------- | --------------- |
| Jaime Machado                                                      | 1983          | [ 494 ]         |
| Laíla, Jaburu e Sobrinho                                           | 1986          | [ 499 ]         |
| Jaburu, Jorginho e Sobrinho                                        | 1987          | [ 411 ]         |
| Jaiminho Harmonia                                                  | 1988-1998     | [ 480 ] [ 483 ] |
| Alair dos Santos, José Carlos Alves e Pery Aymoré                  | 1999          | [ 484 ]         |
| Ednaldo Oliveira Rodrigues (Naldo)                                 | 2000-2001     | [ 485 ] [ 495 ] |
| Jaiminho Harmonia                                                  | 2002          | [ 429 ]         |
| José Carlos Alves                                                  | 2003          |                 |
| Pery Aimoré                                                        | 2004-2005     | [ 433 ] [ 435 ] |
| Jorge Ubiratan                                                     | 2006          | [ 486 ]         |
| Décio Bastos                                                       | 2007-2017     | [ 438 ]         |
| Marcelinho Emoção                                                  | 2018-2023     | [ 519 ] [ 520 ] |
| Chico Branco, Diego Mendes, Joelma Veiga, Nanduco Vila e Yuri Maia | 2024-presente | [ 521 ]         |

## Quadra

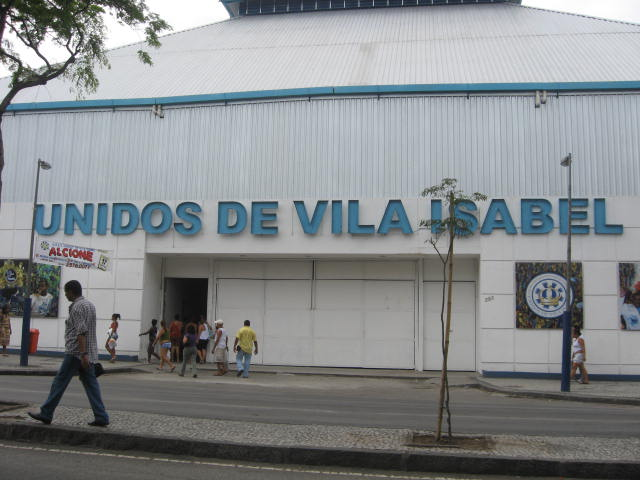
Parte externa da quadra da Vila em imagem de 2009.

A quadra de ensaios da Vila fica localizada no Boulevard 28 de Setembro, número 382, no bairro de Vila Isabel. Tem capacidade para onze mil pessoas em quatro mil metros quadrados de área construída. Seu palco, de trezentos metros quadrados, leva o nome de Gera, em homenagem ao histórico intérprete da escola.

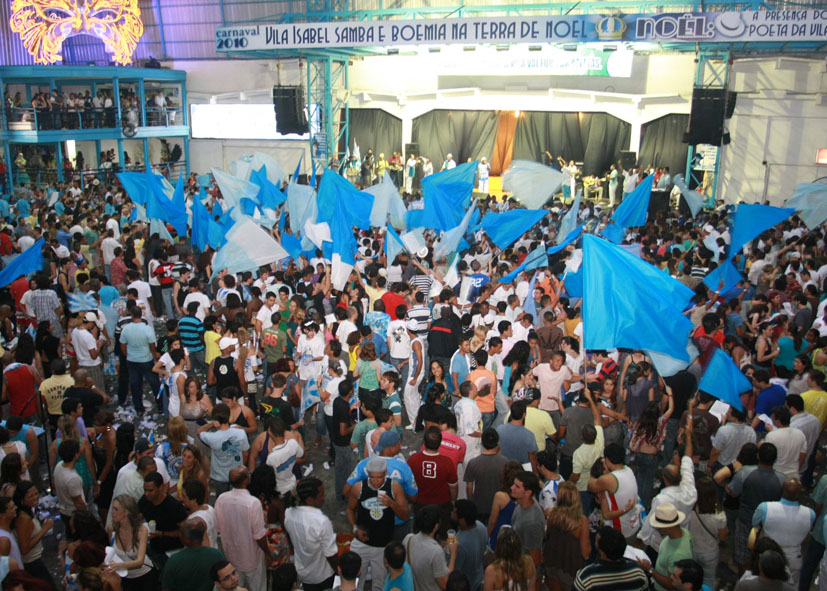
Parte interna da quadra em imagem de 2013.

Antes de conseguir sua quadra, a Vila passou por diversos lugares. Em seus primeiros anos, os ensaios eram realizados no quintal da casa de Seu China, no Morro dos Macacos. Durante muitos anos a escola ensaiou no antigo campo do America Football Club, além de realizar shows e outros eventos no local. No início dos anos 80, o América vendeu o espaço e a escola foi despejada do local. O carnaval de 1983 foi ensaiado na rua. A escola entrou na Justiça e conseguiu retomar a quadra durante uma briga judicial que se arrastou até 1987, quando a escola foi despejada em definitivo. O histórico desfile de 1988 foi ensaiado na rua e o samba-enredo daquele ano cita o desejo da escola em ter uma quadra no verso "nossa sede é nossa sede". A partir desse momento, a escola passou por diversos locais como o Esporte Clube Maxwell, a Escola Equador, e a Associação Atlética Vila Isabel. Em 1999, a Prefeitura do Rio cedeu à Vila a garagem da extinta Companhia de Transportes Coletivos do Rio de Janeiro (CTC). Na ocasião, o local era descampado e a Vila não tinha dinheiro para construir a quadra. O arquiteto Oscar Niemeyer fez um projeto da quadra e ganhou um desfile em sua homenagem no carnaval de 2003, mas o projeto era caro demais pro orçamento da escola. A quadra da escola foi finalmente construída e inaugurada em 2008, na gestão do presidente Wilson Vieira Alves (Moisés).

## Escola mirim
No dia 23 de julho de 1988 foi fundado o Grêmio Recreativo Cultural Escola de Samba Mirim Herdeiros da Vila, a escola de samba mirim da Unidos de Vila Isabel. O projeto foi idealizado pela cantora Dinorah (Affonsina Pires), Mestre Trambique, e outros torcedores da Vila. A escola mirim herdou as cores (azul claro e branco) e o símbolo (coroa) da escola-mãe. A escola mirim funciona como um projeto social, oferecendo oficinas de samba e percussão, revelando talentos como Macaco Branco, mestre de bateria da Vila.